# Liste der Biografien/Far
Liste der Biografien |
Portal Biografien |
Personensuche
# |
A |
B |
C |
D |
E |
F |
G |
H |
I |
J |
K |
L |
M |
N |
O |
P |
Q |
R |
S |
T |
U |
V |
W |
X |
Y |
Z |
?
 
Fa |
Fe |
Ff |
Fh |
Fi |
Fj |
Fk |
Fl |
Fm |
Fn |
Fo |
Fr |
Ft |
Fu |
Fy
 
Faa |
Fab |
Fac |
Fad |
Fae |
Faf |
Fag |
Fah |
Fai |
Faj |
Fak |
Fal |
Fam |
Fan |
Fao |
Fap |
Faq |
Far |
Fas |
Fat |
Fau |
Fav |
Faw |
Fax |
Fay |
Faz
Die Liste der Biografien führt alle Personen auf, die in der deutschsprachigen Wikipedia einen Artikel haben. Dieses ist eine Teilliste mit 946 Einträgen von Personen, deren Namen mit den Buchstaben „Far“ beginnt.

## Far
- Far, Alfredo (* 1972), panamaischer Ringer
- Far, María (* 1998), panamaische Schwimmerin

### Fara
- Fara (* 595), Klostergründerin, Äbtissin, Heilige
- Fara († 641), Herzog von Baiern (unsicher)
- Fara, Aaron (* 1997), österreichischer Judoka
- Fara, Eli (* 1967), albanische Volksmusikerin
- Fara, Patricia (* 1948), britische Wissenschaftshistorikerin
- Faraas, Benjamin (* 2005), norwegischer Fußballspieler
- Farabee, Joel (* 2000), US-amerikanischer Eishockeyspieler
- Farabert, Bischof von Lüttich, Abt von Prüm und Lobbes
- Farabeuf, Louis Hubert (1841–1910), französischer Chirurg und Anatom
- Farac, Antej (* 1972), deutscher Künstler, Filmregisseur, Musiker und DJ
- Farace, Ariel (* 1982), argentinischer Schriftsteller, Schauspieler und Theaterregisseur
- Faraci, Davide (* 1991), italienisch-schweizerischer Boxer
- Faracy, Stephanie (* 1952), US-amerikanische Schauspielerin
- Farada, Ayano (* 2002), israelischer Fußballspieler
- Farada, Semjon Lwowitsch (1933–2009), sowjetischer bzw. russischer Schauspieler und Synchronsprecher
- Faraday, Ann, Traumforscherin
- Faraday, Michael (1791–1867), englischer Physiker und ChemikerMichael Faraday (1791–1867)

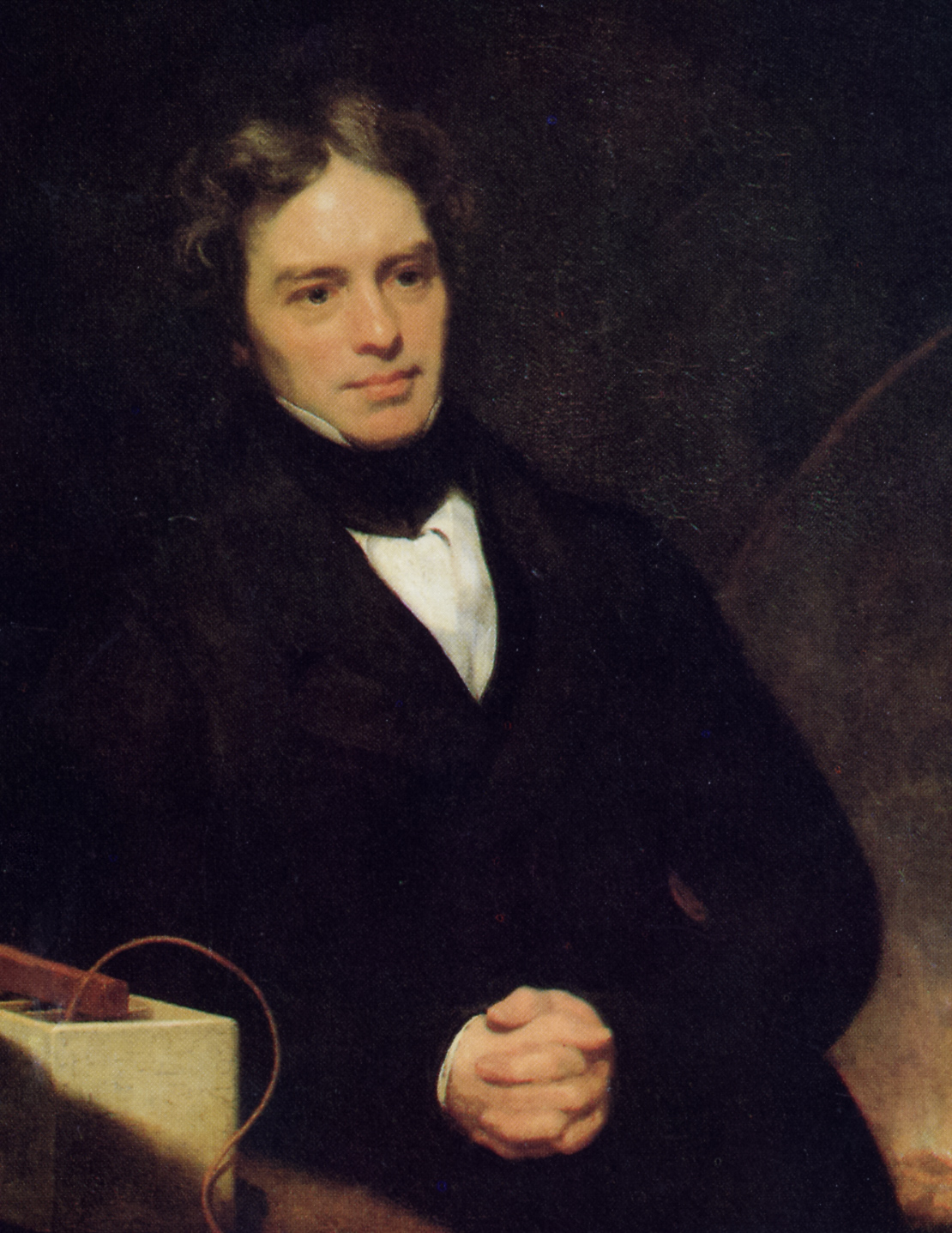
Michael Faraday (1791–1867)

- Faradsch (1386–1412), Sultan der Mamluken in Ägypten (1399–1412)
- Faradsch, Baha ad-Din Ahmad, kurdischer Politiker
- Faradsch, Muhammad Abd as-Salam (1954–1982), islamischer Aktivist
- Farafonow, Georgi Nikolajewitsch (1919–1993), sowjetischer Diplomat
- Farag Mohamed, Karima, ägyptische Langstreckenläuferin
- Farag, Ali (* 1992), ägyptischer Squashspieler
- Farag, Mourad (1866–1956), ägyptisch-karaitischer Schriftsteller, Dichter, Autor, Journalist, Rechtsanwalt und Jurist
- Farag, Yasser (* 1984), ägyptischer Kugelstoßer
- Faragalla, Mohamed (* 1939), sudanesischer Boxer
- Faragalla, Morqos Thomas Esam William Bolos (* 1967), ägyptischer koptisch-katholischer Geistlicher und Bischof von Al Qusia
- Faragallah, Ramsey (* 1964), US-amerikanischer Schauspieler
- Farage, Antonio (1885–1963), syrischer Patriarchalprokurator in Antiochien
- Farage, Loubna, gambische Juristin
- Farage, Nigel (* 1964), britischer Rohstoffhändler und Politiker (UKIP), MdEPNigel Farage (* 1964)

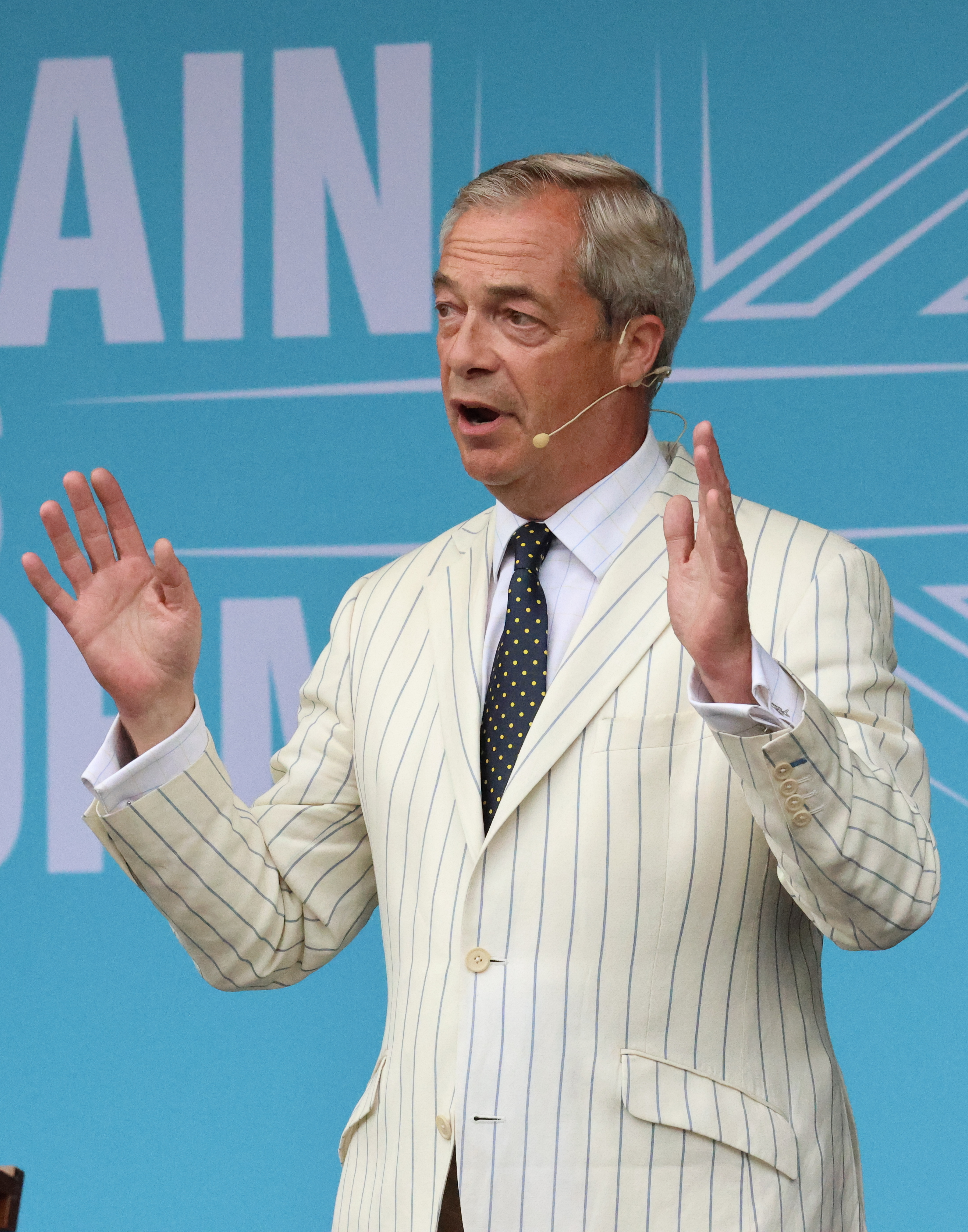
Nigel Farage (* 1964)

- Faragi, Shunit (* 1987), israelisches Model
- Faragó, Béla (* 1961), ungarischer Musiker und Komponist
- Farago, Francesca (* 1993), kanadische Influencerin und Reality-TV-Darstellerin
- Faragó, Iván (1946–2022), ungarischer Schachspieler
- Faragó, Ladislas (1906–1980), ungarischer Autor und Privatgelehrter
- Faragó, Pál (1886–1969), ungarischer Schachkomponist
- Faragó, Tamás (* 1952), ungarischer Wasserball-Spieler
- Faragoh, Francis Edward (1895–1966), US-amerikanischer Drehbuchautor und Schriftsteller
- Farah Hassan, Yasmin (* 1993), dschibutische Tischtennisspielerin
- Farah, Ali Abdi (* 1947), dschibutischer Politiker
- Farah, Augustin (1910–1983), libanesischer Geistlicher, melkitischer Erzbischof von Zahlé und Furzol
- Farah, Dafallah Sultan (* 1949), sudanesischer Mittelstreckenläufer
- Farah, Elias († 2013), arabischer Philosoph und Ideologe der Ba'ath-Partei
- Farah, Elie (1909–2003), libanesischer Erzbischof von Zypern der Maroniten auf Zypern
- Farah, Hassan Abshir (1945–2020), somalischer Politiker, Premierminister Somalias
- Farah, Hussein Mohammed (* 1962), somalischer Kriegsherr
- Farah, John Kameel (* 1973), kanadischer Komponist und Pianist
- Farah, Kenza (* 1986), französische R&B-Sängerin
- Farah, Martha (* 1955), US-amerikanische Neurowissenschaftlerin
- Farah, Mo (* 1983), somalisch-britischer Langstreckenläufer
- Farah, Moussa (* 1986), syrischer Filmregisseur, Drehbuchautor und Produzent
- Farah, Nuruddin (* 1945), somalischer Schriftsteller
- Farah, Robert (* 1987), kolumbianischer Tennisspieler
- Farah, Yonis (* 1999), somalischer Fußballspieler
- Farah, Zamzam Mohamed (* 1991), somalische Leichtathletin
- Farahani, Donya, deutsche Journalistin, Hörfunkmoderatorin und Fernsehmoderatorin
- Farahani, Golshifteh (* 1983), iranisch-französische Schauspielerin und PianistinGolshifteh Farahani (* 1983)

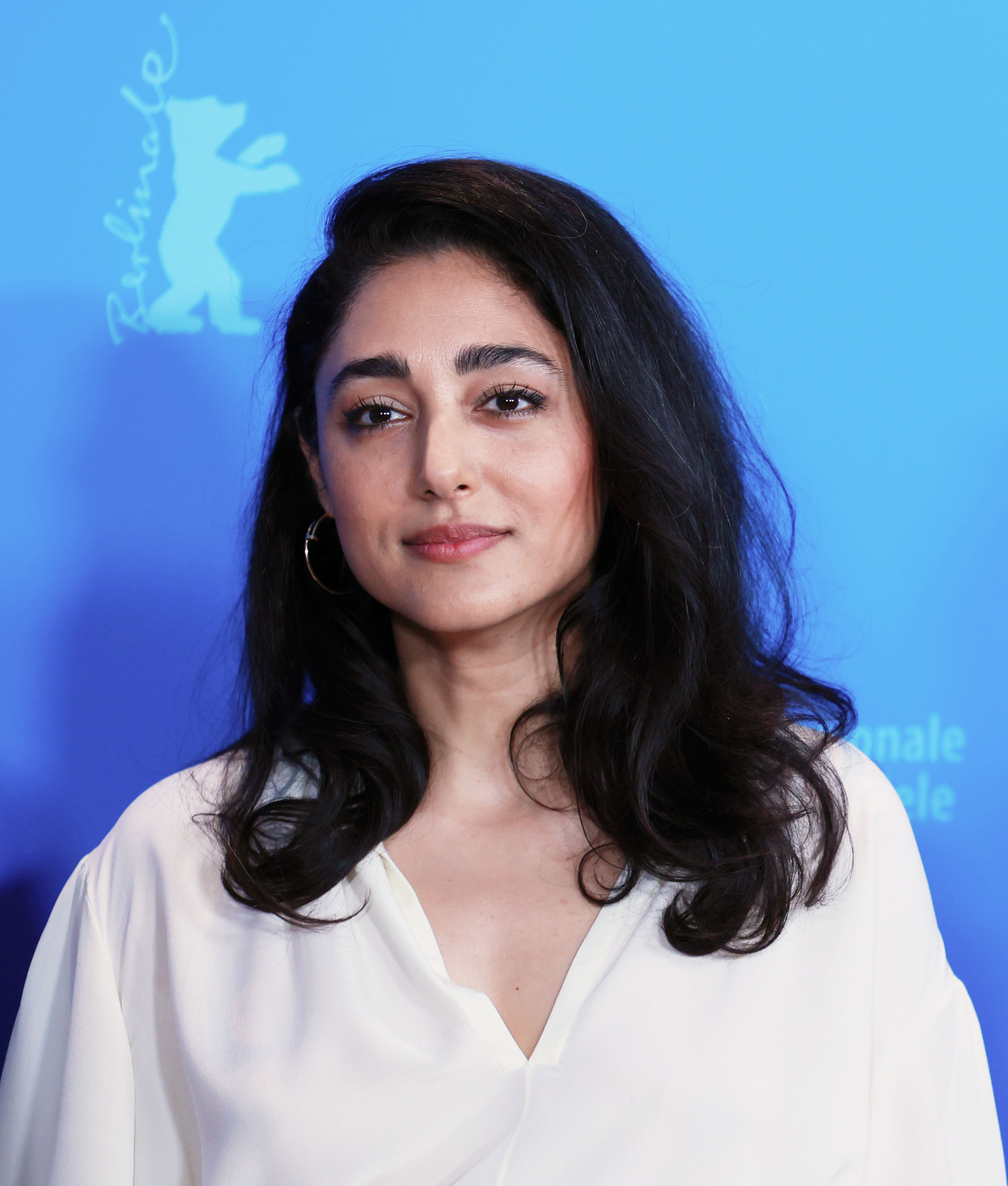
Golshifteh Farahani (* 1983)

- Farahani, Mitra (* 1975), iranische Filmemacherin
- Farahat, Ali (* 1975), ägyptischer Schachspieler und -trainer
- Farahat, Anuscheh (* 1981), deutsche Rechtswissenschaftlerin und Hochschullehrerin
- Farahi, Abdul Manan (1992–2018), afghanischer Fußballspieler
- Farahi, Behnaz (* 1985), iranisch-US-amerikanische Architektin
- Farahmand, Mahmoud (* 1979), norwegischer Politiker
- Farahvashi, Mohsen (* 1947), iranischer Ringer
- Faraj, Salman al- (* 1989), saudi-arabischer FußballspielerSalman al-Faraj (* 1989)

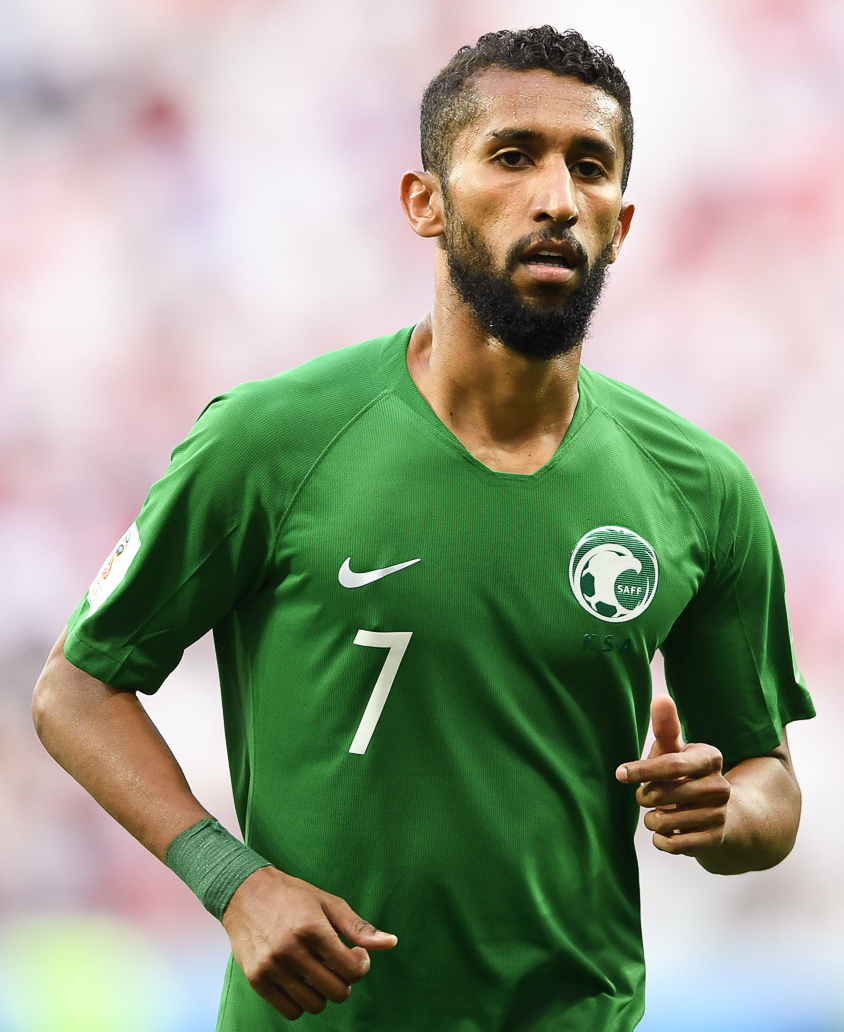
Salman al-Faraj (* 1989)

- Faraji, Farya, iranisch-kanadischer Musiker und Webvideoproduzent
- Faraji, Mohsen (* 1980), iranischer Fußballspieler
- Farak, Abderrahman (* 1934), marokkanischer Radrennfahrer
- Faral, Edmond (1882–1958), französischer Romanist und Mediävist
- Faraldo, Claude (1936–2008), französischer Filmregisseur und Drehbuchautor
- Faraldo, Pier Luigi (* 1904), italienischer Filmregisseur
- Farale, Dominique (* 1931), französischer Historiker
- Farall, Sienna, US-amerikanische Schauspielerin
- Faramund, mythischer Anführer der salischen Franken
- Faramund von Köln, 14. Bischof von Köln
- Faran, James J. (1808–1892), US-amerikanischer Politiker (Demokratische Partei)
- Farano, John (* 1959), kanadischer Unternehmer und Autorennfahrer
- Farano, Vincenzo Maria (1921–2008), italienischer Geistlicher, römisch-katholischer Erzbischof von Gaeta
- Farantouri, Maria (* 1947), griechische SängerinMaria Farantouri (* 1947)

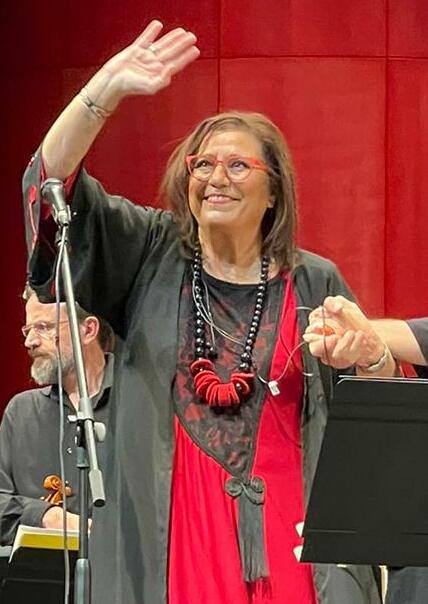
Maria Farantouri (* 1947)

- Faraò, Antonio (* 1965), italienischer Jazzpianist
- Faraò, Massimo (* 1965), italienischer Jazzpianist
- Faraon, Raymund (* 1988), philippinischer Poolbillardspieler
- Faraone, Christopher A. (* 1955), US-amerikanischer klassischer Philologe
- Faraoni, Davide (* 1991), italienischer Fußballspieler
- Faraoni, José (1918–1994), argentinischer Autorennfahrer
- Faraoun, Houda-Imane (* 1979), algerische Physikerin und Politikerin
- Faras, Ahmed (1946–2025), marokkanischer Fußballspieler
- Farasijn, Edgard (1858–1938), belgischer Genre-, Kinder- und Vedutenmaler sowie Kupferstecher
- Farassat, Sissi (* 1969), österreichische Fotokünstlerin
- Farau, Alfred (1904–1972), österreichisch-US-amerikanischer Psychotherapeut und Schriftsteller
- Faraud, Henri Joseph (1823–1890), frankokanadischer römisch-katholischer Ordensgeistlicher
- Faravelli, Benedetta (* 1998), italienische Ruderin
- Farazijn, Peter (* 1969), belgischer Radrennfahrer

### Farb
- Farb, Benson (* 1967), US-amerikanischer Mathematiker
- Färber, Adolf (1912–1987), deutscher SED-Funktionär
- Färber, Alexa (* 1968), deutsche Europäische Ethnologin
- Färber, Annemarie (* 1943), deutsche Badmintonspielerin
- Färber, Anton (1906–1991), deutscher Schauspieler
- Färber, Bernd (* 1978), deutscher Schauspieler
- Färber, Detlef (* 1958), deutscher Schriftsteller und Journalist
- Farber, Eduard (1892–1969), US-amerikanischer Chemiker und Chemiehistoriker
- Färber, Gisela (* 1955), deutsche Finanzwissenschaftlerin
- Färber, Hans (1908–1986), deutscher Gymnasiallehrer (Altphilologe) und Übersetzer
- Färber, Hans-Johann (* 1947), deutscher Ruderer
- Färber, Heinrich (1864–1941), österreichischer Nationalökonom
- Färber, Helmut (* 1937), deutscher Filmwissenschaftler, Publizist, Hochschullehrer und Verleger
- Färber, Hermann (* 1963), deutscher Politiker (CDU), MdB
- Färber, Johann Hinrich (1820–1888), deutscher Orgelbauer
- Färber, Karl (1888–1979), deutscher Publizist und Chefredakteur
- Färber, Klaus-Peter (* 1947), deutscher Badmintonspieler
- Farber, Manny (1917–2008), US-amerikanischer Filmkritiker und Maler
- Färber, Michael (1778–1844), deutscher Diener von Johann Wolfgang von Goethe, Museumsinspektor
- Färber, Michael (* 1960), deutscher Generalmajor
- Färber, Michael (* 1987), deutscher Informatiker und Hochschullehrer
- Farber, Norma (1909–1984), US-amerikanische Kinderbuch-Autorin und Lyrikerin
- Färber, Otto (1892–1993), deutscher Journalist und Schriftsteller
- Färber, Peter (1922–2009), deutscher Kommunalpolitiker (Bayreuther Gemeinschaft)
- Färber, Ralph (* 1971), deutscher Schwimmer
- Farber, Richard (* 1945), israelischer Komponist
- Färber, Ronald (* 1967), deutscher Fußballspieler und -trainer
- Farber, Samuel (* 1939), kubanisch-US-amerikanischer Politikwissenschaftler
- Färber, Sandra (* 1992), deutsche Para-Leichtathletin
- Farber, Sidney (1903–1973), US-amerikanischer Pathologe
- Farber, Stacey (* 1987), kanadische Schauspielerin
- Farber, Walter (* 1947), deutscher Altorientalist
- Färber, Werner (1957–2021), deutscher Kinderbuchautor
- Färber, Willi (1911–1988), deutscher Boxer
- Färber, Wolfgang (* 1958), deutscher Fußballspieler
- Färber-Strasser, Ernestine (* 1884), deutsche Opernsängerin des Stimmfaches Alt / Kontra-Alt
- Färberböck, Max (* 1950), deutscher Autor und FilmregisseurMax Färberböck (* 1950)

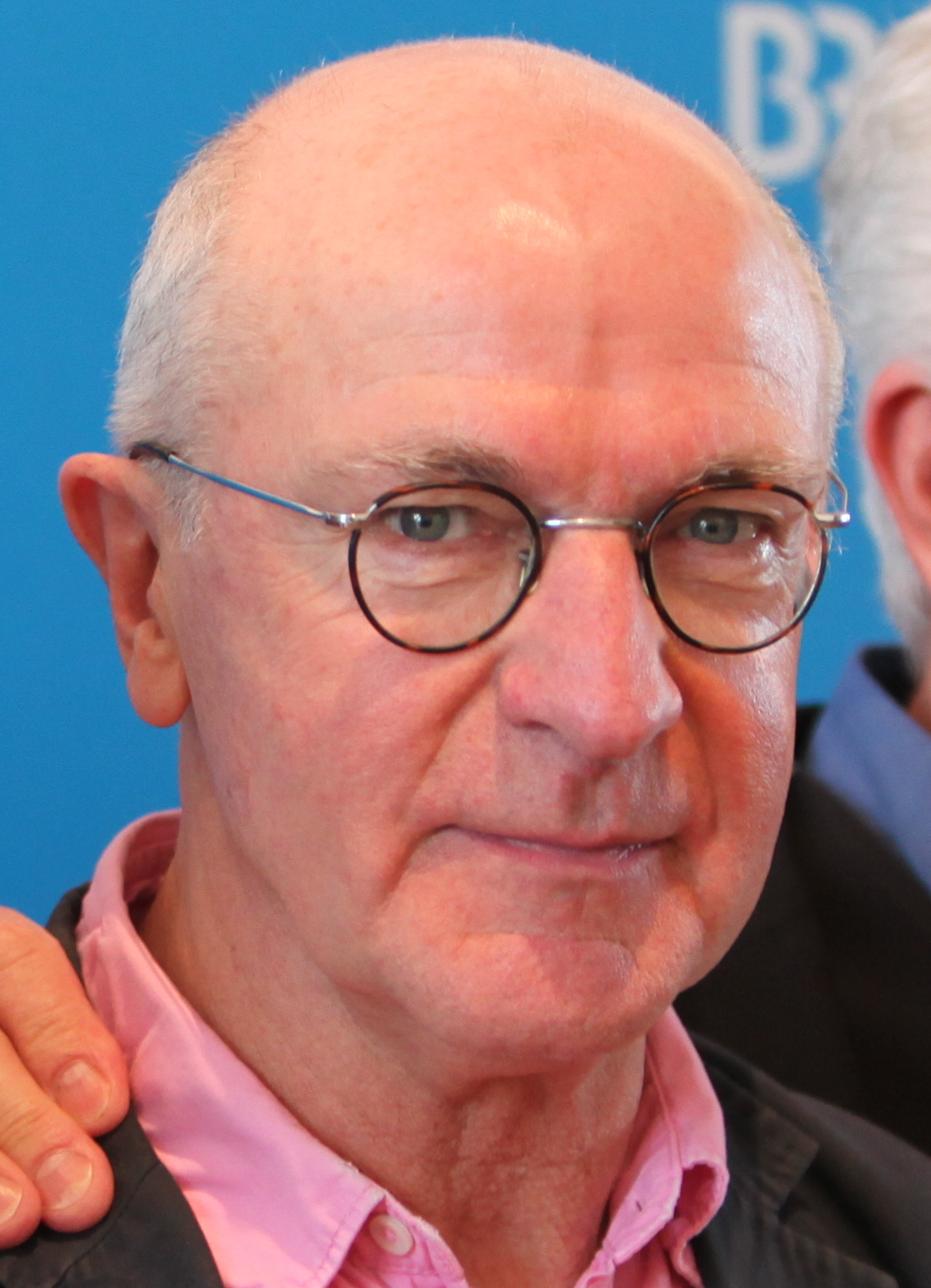
Max Färberböck (* 1950)

- Farberman, Brad (* 1985), US-amerikanischer Jazzmusiker (Gitarre) und Jazzautor
- Farberman, Harold (1929–2018), US-amerikanischer Komponist und Dirigent
- Färbinger, Burgl (1945–2025), deutsche Skirennläuferin
- Farbmacher, Hansjörg (1940–1982), österreichischer Skilangläufer und Biathlet
- Farbman, Rafail Borissowitsch (1893–1966), sowjetischer Kommunist und Parteifunktionär
- Farbowsky, Kurt (1911–1999), österreichischer Diplomat
- Farbstein, Betty (1873–1938), Schweizer Ärztin
- Farbstein, David (1868–1953), Schweizer Politiker und Zionist
- Farbstein, Leonard (1902–1993), US-amerikanischer Rechtsanwalt und Politiker

### Farc
- Farc, Abrahão (1937–2012), brasilianischer Schauspieler
- Farcas, Valentina (* 1975), rumänische Opernsängerin (Sopran)
- Fărcășan, Sergiu (* 1923), rumänischer Science-Fiction-Autor, Dramatiker und Journalist
- Farcău, Ramona (* 1979), rumänische Handballspielerin
- Farchi, Ruth (1927–2021), österreichisch-israelische Schauspielerin
- Farchmin, Günter (1913–1997), deutscher Tierarzt und Hochschullehrer in der Deutschen Demokratischen Republik (DDR)
- Farchutdinow, Bakir Farrachowitsch (1925–2008), sowjetischer Gewichtheber
- Farchutdinow, Igor Pawlowitsch (1950–2003), russischer Politiker, Gouverneur der Oblast Sachalin
- Farci, Mario (* 1967), italienischer römisch-katholischer Geistlicher, Bischof von Iglesias
- Farcus, Joseph (* 1944), US-amerikanischer Architekt
- Farcy de Saint-Laurent, Amaury de (1652–1729), braunschweig-lüneburgischer Generalleutnant der Kavallerie; Kommandant der Festung Kalkberg und der Stadt Lüneburg
- Farcy, Bernard (* 1949), französischer Schauspieler

### Fard
- Fard (* 1984), deutscher RapperFard (* 1984)

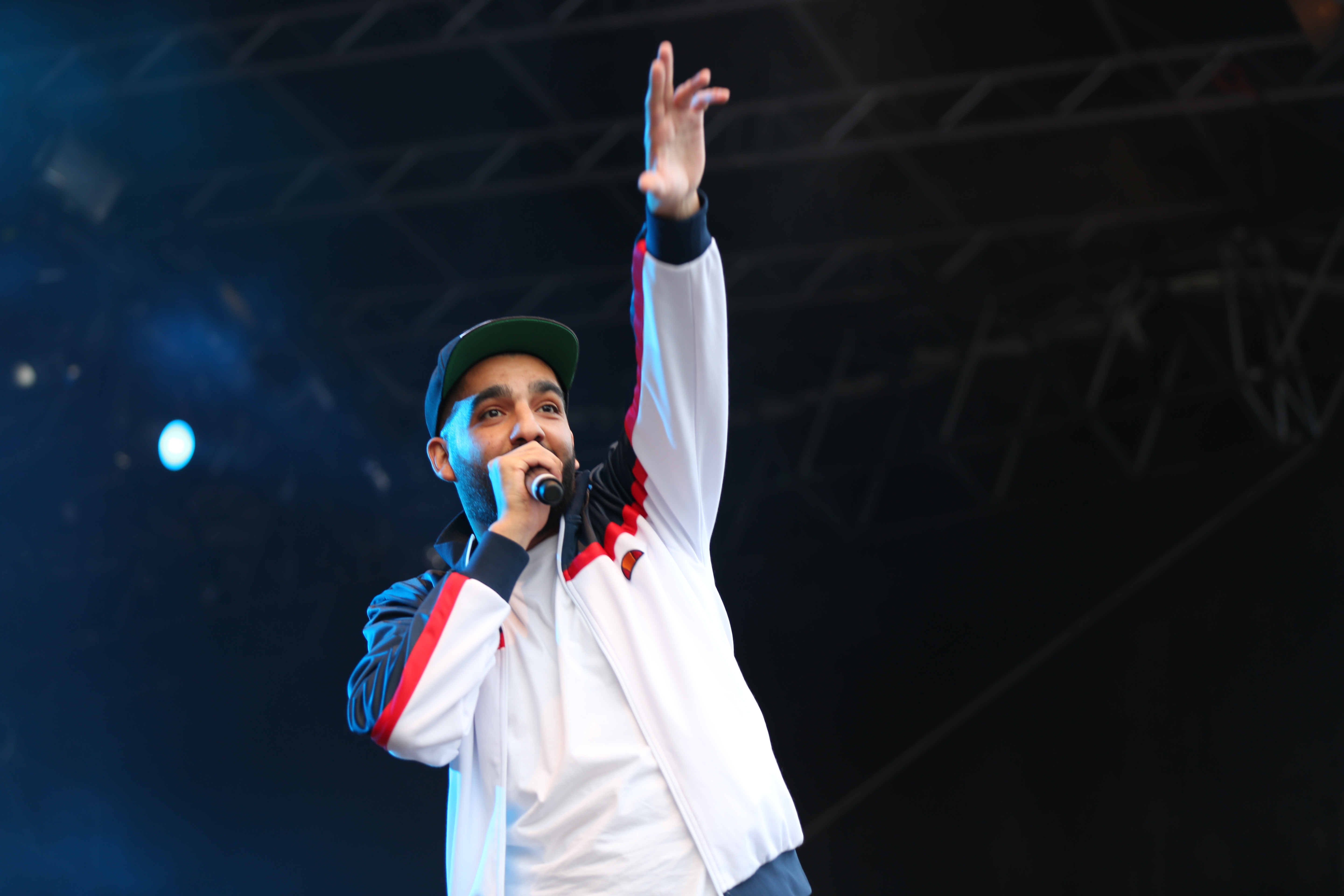
Fard (* 1984)

- Fard, Jiyar Jahan (* 1985), Vorstandsmitglied der Kurdistan Pen Association
- Farda, Richard (* 1945), tschechischer Eishockeytrainer und -spieler
- Fardel, französischer Wasserballspieler
- Fardell, John (* 1967), englischer Karikaturist, Schriftsteller und Illustrator
- Fardella, Michelangelo (1650–1716), sizilianischer Forscher und Gelehrter
- Fardely, William (1810–1869), englischer Ingenieur
- Fardin, Ludovic (* 1985), französischer Fußballspieler
- Fardin, Mohammad Ali (1930–2000), iranischer Ringer
- Fardín, Thelma (* 1992), argentinische Filmschauspielerin, Theaterschauspielerin und Model
- Fardjad-Azad, Pardis (* 1988), aserbaidschanischer Fußballspieler
- Fardon, Don (* 1943), englischer Popsänger
- Fardoulis, Monique, französische Filmeditorin
- Fardulf, Kaplan am Hofe Karls des Großen
- Fardust, Hussein (1917–1987), iranischer GeheimdienstkoordinatorHussein Fardust (1917–1987)

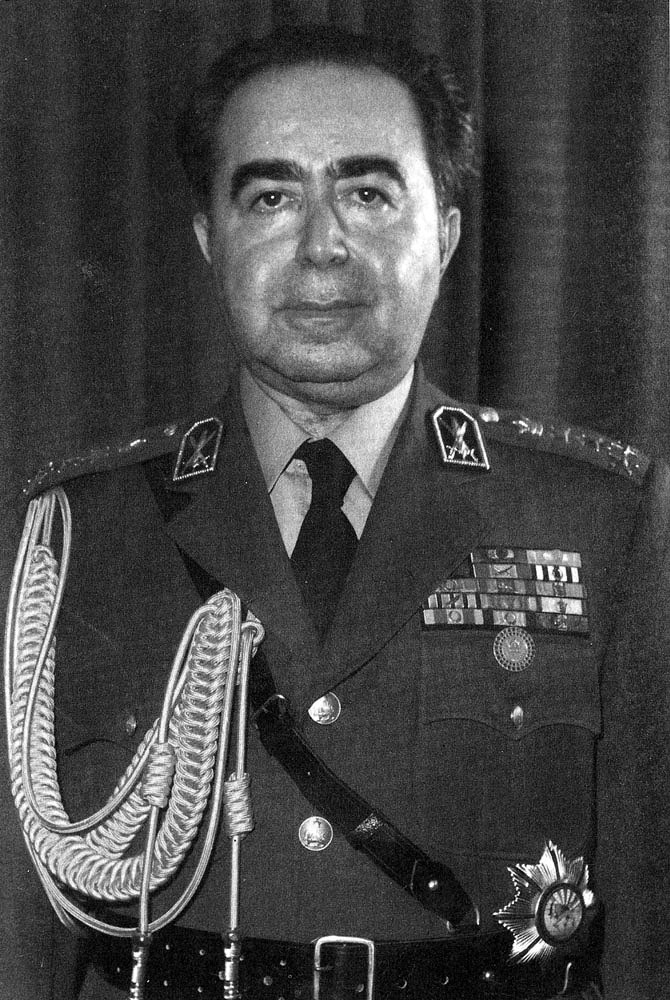
Hussein Fardust (1917–1987)

### Fare
- Farecht, Tom (1865–1944), deutscher Schauspieler
- Fareed, Amaad (* 1996), pakistanischer Squashspieler
- Farel, Guillaume (1489–1565), Reformator in Frankreich und in der französischsprachigen Schweiz sowie Vorgänger und Mitarbeiter Johannes Calvins
- Farell, Claude (1918–2008), österreichisch-französische Schauspielerin
- Farell, Fabian (* 1995), deutscher DJ und Musikproduzent
- Faremo, Grete (* 1955), norwegische Politikerin (Arbeiderpartiet), UN-Beamtin
- Farenburg, Hanns (1900–1964), deutscher Hörspiel- und Fernsehregisseur
- Farenheid, Fritz von (1815–1888), deutscher Politiker, Gutsbesitzer und Kunstsammler
- Farenholtz, Alexander (* 1954), deutscher Kulturmanager
- Farenholtz, Christian (1923–2021), deutscher Architekt, Stadtplaner und Hochschullehrer
- Farenski, Frank, deutscher Fernsehjournalist, Dokumentarfilmer und Aktivist
- Farenthold, Blake (1961–2025), US-amerikanischer Politiker
- Farentino, Debrah (* 1959), US-amerikanische Filmschauspielerin
- Farentino, James (1938–2012), US-amerikanischer Filmschauspieler
- Farenyk, Serhij (* 1960), ukrainischer Unternehmer und Diplomat
- Farès, Abderrahman (1911–1991), algerischer Politiker und Staatspräsident, Mitglied der Nationalversammlung (Frankreich)
- Fares, Angelina (* 1989), israelisches Fotomodell
- Fares, Fares (* 1973), libanesisch-schwedischer SchauspielerFares Fares (* 1973)

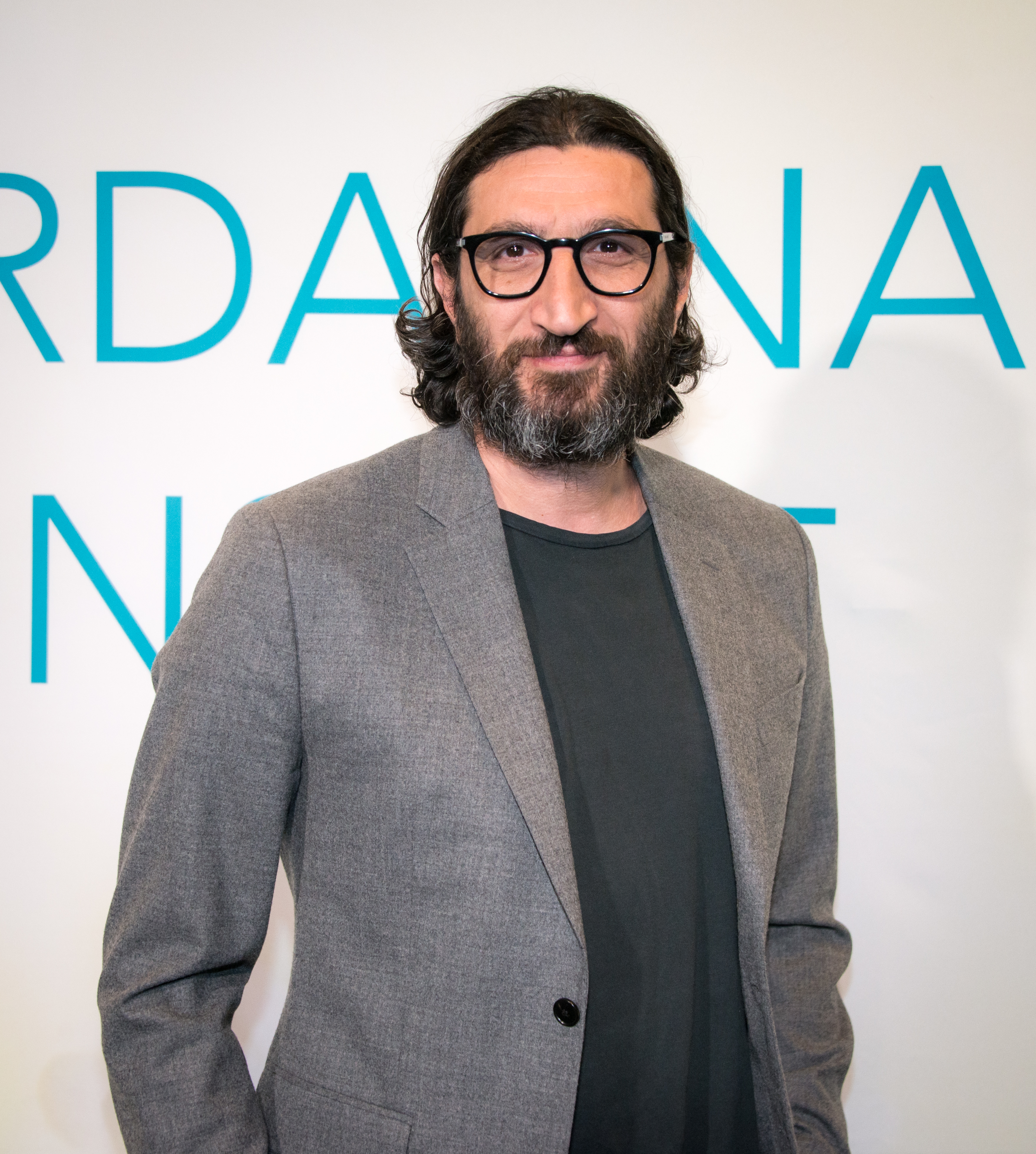
Fares Fares (* 1973)

- Fares, Issam (* 1937), libanesischer Politiker und Unternehmer
- Fares, Jan (* 1948), schwedisch-libanesischer Filmschauspieler
- Fares, Josef (* 1977), libanesisch-schwedischer Regisseur, Drehbuchautor und Gamedesigner
- Farès, Mohamed (* 1991), marokkanischer Langstreckenläufer
- Fares, Myriam (* 1983), libanesische Sängerin
- Farès, Nadia (* 1968), französische Schauspielerin
- Faresin, Camillo (1914–2003), italienischer Ordensgeistlicher, Bischof von Guiratinga
- Faresin, Gianni (* 1965), italienischer Radrennfahrer
- Faress, Souad (* 1948), ghanaische Schauspielerin
- Faret, Nicolas († 1646), französischer Literat und Politiker
- Farey, John (1766–1826), englischer Geologe

### Farf
- Farfał, Piotr (* 1978), polnischer Politiker
- Farfalla, Giuliana (* 1996), deutsches Transgender-Model
- Farfallino (1692–1739), italienischer Opernsänger, Soprankastrat, Frauendarsteller
- Farfán Córdova, Edinson Edgardo (* 1974), peruanischer Ordensgeistlicher und römisch-katholischer Bischof von Chiclayo
- Farfán, Adriana (* 1993), bolivianische Fußballschiedsrichterin
- Farfán, Gonzalo (* 1961), mexikanischer Fußballspieler
- Farfán, Jefferson (* 1984), peruanischer FußballspielerJefferson Farfán (* 1984)

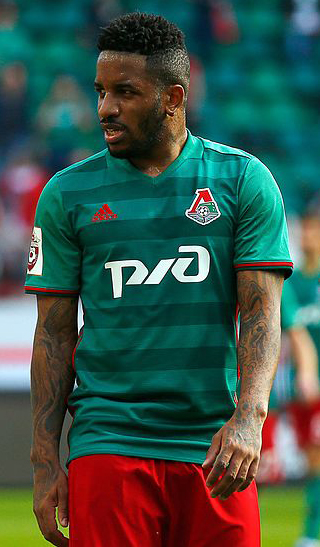
Jefferson Farfán (* 1984)

- Farfán, Rubén (* 1991), chilenischer Fußballspieler
- Farfán, Salvador (1932–2023), mexikanischer Fußballspieler
- Farfler, Stephan (1633–1689), deutscher Erfinder
- Farfur, Muhammad Salih al- (1901–1986), islamischer Gelehrter, Gründer des Instituts „Maʿhad al-Fatḥ“
- Farfus, Augusto (* 1983), brasilianischer Automobilrennfahrer

### Farg
- Fargas, Antonio (* 1946), US-amerikanischer Schauspieler
- Farge, Arlette (* 1941), französische Historikerin
- Farge, Marie (* 1953), französische Mathematikerin und Physikerin
- Farge, Peter La (1931–1965), US-amerikanischer Sänger, Gitarrist und Texter
- Farge, Yves (1899–1953), französischer Journalist und Politiker
- Fargeat, Coralie (* 1976), französische Filmregisseurin und DrehbuchautorinCoralie Fargeat (* 1976)

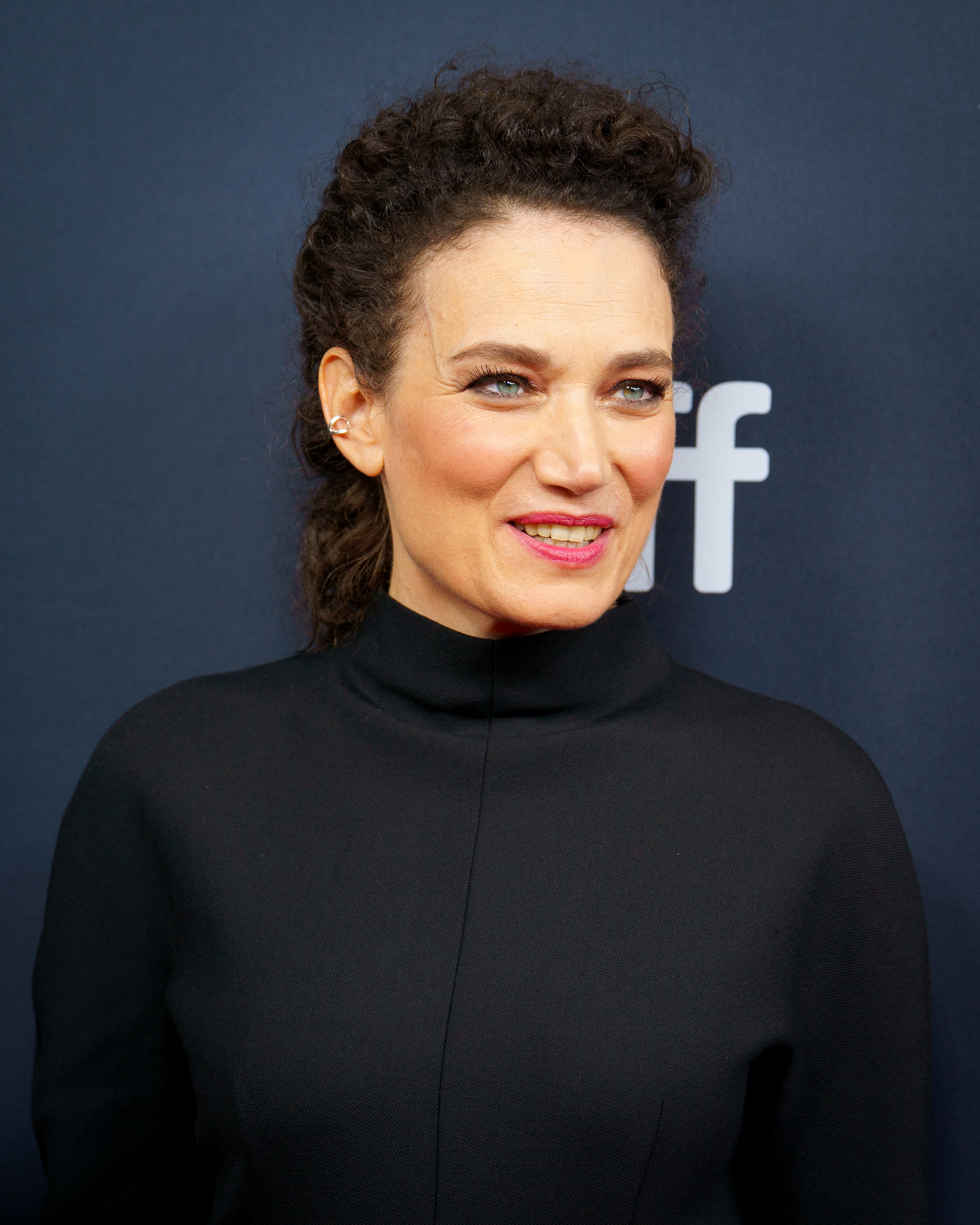
Coralie Fargeat (* 1976)

- Fargeix, Paul (* 1955), französischer Skilangläufer
- Fargel, Johann von (1601–1682), kurbrandenburgischer Obrist, Chef des Regiments Fargel zu Fuß, Gouverneur der Festung Reinstein
- Fargère, François (* 1985), französischer Schachspieler
- Fargetta (* 1962), italienischer DJ und Musikproduzent
- Farghani, arabischer Astronom
- Fargione, Joseph E., US-amerikanischer Ökologe und Direktor des Nordamerika-Bereichs der US-amerikanischen Naturschutzorganisation The Nature Conservancy
- Fargis, Joe (* 1948), US-amerikanischer Springreiter
- Fargnoli, Iole (* 1972), italienische Rechtshistorikerin und Hochschullehrerin
- Fargo (* 1988), deutscher Rapper und Sänger
- Fargo, Brian (* 1962), US-amerikanischer Computerspieleentwickler
- Fargo, Donna (* 1945), US-amerikanische Country-Sängerin
- Fargo, Irene (1962–2022), italienische Popsängerin und Musicaldarstellerin
- Fargo, James (* 1938), US-amerikanischer Regisseur, Drehbuchautor und Filmproduzent
- Fargo, Thomas B. (* 1948), US-amerikanischer Admiral der US Navy
- Fargo, William (1818–1881), US-amerikanischer Post-, Bahn- und TransportunternehmerWilliam Fargo (1818–1881)

William Fargo (1818–1881)

- Fargue, Léon-Paul (1876–1947), französischer Dichter
- Fargue, Louis (1827–1910), französischer Wasserbauingenieur
- Fargues, Bernard de († 1341), Bischof von Agen; Erzbischof von Rouen; Erzbischof von Narbonne
- Fargues, Hugo (* 1992), französischer Fußballspieler
- Fargues, Laurent (* 1975), französischer Mathematiker
- Fargues, Raymond Guilhem de († 1346), Kardinal

### Farh
- Farh, Arthur (* 1972), liberianischer Fußballspieler
- Farha, Leilani, kanadische UN-Sonderberichterstatterin der Vereinten Nationen für das Recht auf Wohnen
- Farha, Omar, Chemiker und Hochschullehrer
- Farha, Sam (* 1959), US-amerikanischer Pokerspieler
- Farhad, Ghulam Mohammad (1901–1984), afghanischer Politiker und Fachmann im Bereich der Elektrifizierung
- Farhad, Mohammad, afghanischer Politiker
- Farhadi, Asghar (* 1972), iranischer Drehbuchautor und RegisseurAsghar Farhadi (* 1972)

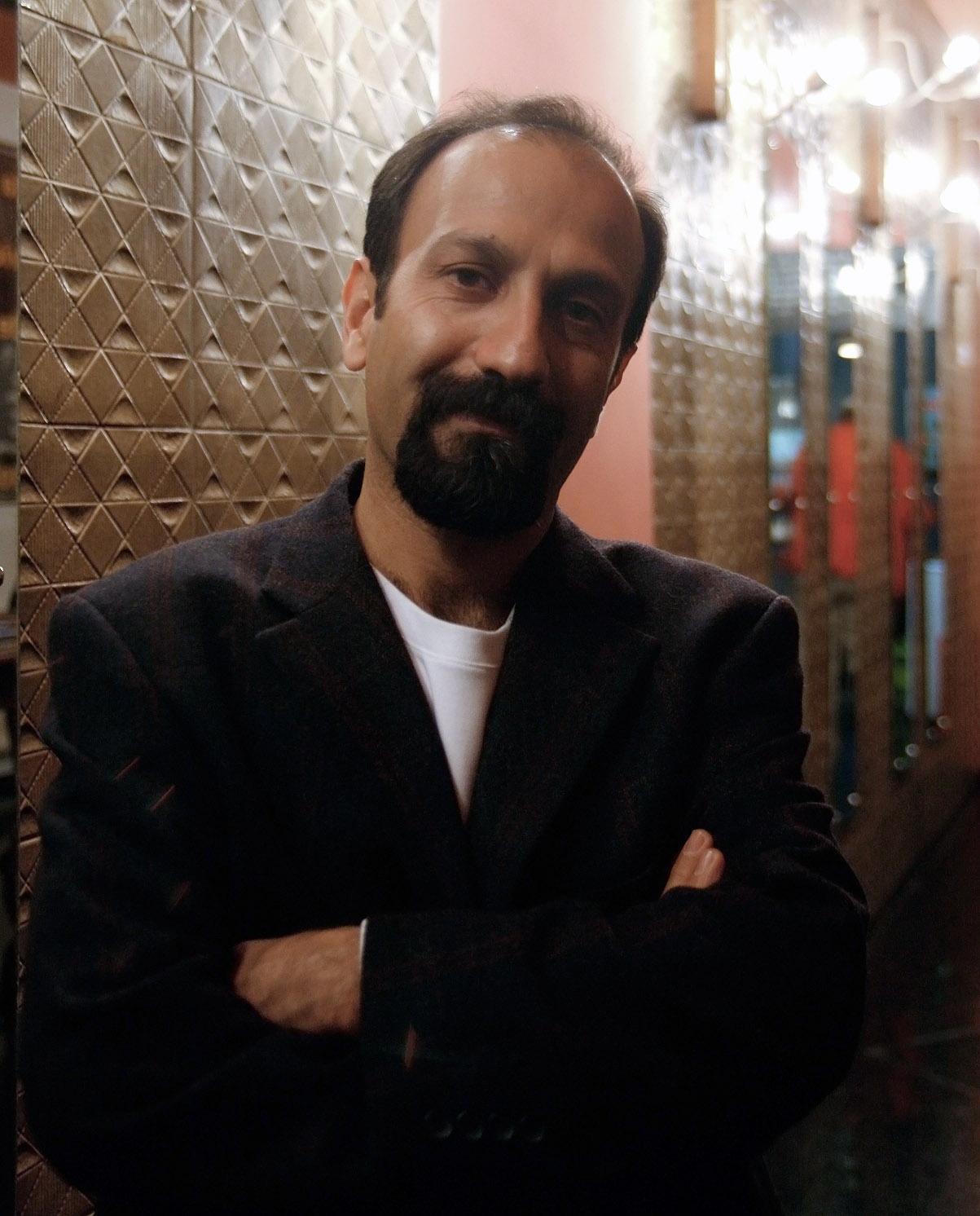
Asghar Farhadi (* 1972)

- Farhan Jejo, Amin, jesidischer Politiker und Autor
- Farhan, Abd al-Karim (1922–2015), irakischer General und Politiker
- Farhan, Fareez (* 1994), singapurischer Fußballspieler
- Farhan, Mohamed (* 1979), bahrainischer Sprinter
- Farhan, Razzaq (* 1977), irakischer Fußballspieler
- Farhang, Amin (* 1940), afghanischer Handels- und Industrieminister
- Farhang, Siddiq (1915–1990), afghanischer Politiker und Diplomat
- Farhangmehr, Roozbeh (* 1979), iranisch-deutscher Journalist, Moderator und DJ
- Farhat, Charbel, US-amerikanischer Ingenieur
- Farhat, Edmond (1933–2016), libanesischer Geistlicher, Erzbischof und Diplomat des Heiligen Stuhls
- Farhat, Jon, US-amerikanischer Visual Effects Künstler
- Farhat-Naser, Sumaya (* 1948), palästinensische Friedensvermittlerin im WestjordanlandSumaya Farhat-Naser (* 1948)

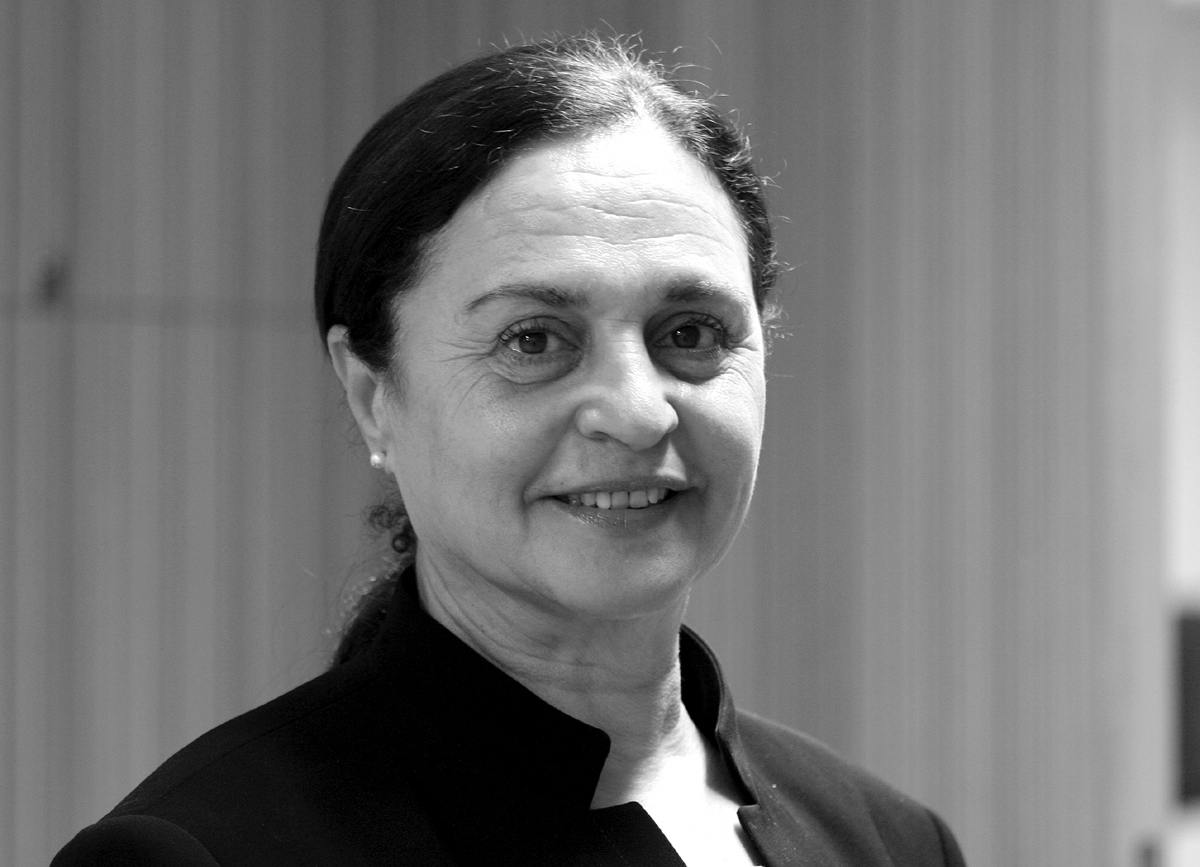
Sumaya Farhat-Naser (* 1948)

- Farhi, Edward (* 1952), US-amerikanischer theoretischer Physiker
- Farhi, Emmanuel (1978–2020), französischer Ökonom
- Farhi, Jean-Claude (1940–2012), französischer Bildhauer und Plastiker
- Farhi, Nicole (* 1946), britische Modedesignerin und Unternehmerin
- Farhot, Musikproduzent für Pop- und Rapmusik
- Farhoud, Joud (* 2002), saudi-arabische Skirennläuferin
- Farhumand, Mehraban (1934–2017), deutscher Unternehmer

### Fari
- Faria e Sousa, Manuel de (1590–1649), portugiesischer Schriftsteller
- Faria, Abbé (1756–1819), portugiesischer Priester, Hypnotiseur und einer der Begründer der Dynamischen Psychiatrie
- Faria, Abner Gomes (* 1997), brasilianischer Fußballspieler
- Faria, Almeida (* 1943), portugiesischer Schriftsteller
- Faria, Aloysio de Andrade (1920–2020), brasilianischer Unternehmer
- Faria, Andreia (* 2000), portugiesische Fußballspielerin
- Faria, Daniel (1971–1999), portugiesischer Dichter
- Faria, Derval de (* 1934), brasilianischer Schauspieler, Hörspielsprecher, Tänzer und Autor
- Faria, Eliza (* 2004), kanadische Schauspielerin
- Faria, Fábio (* 1989), portugiesischer Fußballspieler
- Faria, Guilherme de (1907–1929), portugiesischer Lyriker
- Faria, Jaime (* 2003), portugiesischer Tennisspieler
- Faria, João Bosco Oliver de (* 1939), brasilianischer Geistlicher, emeritierter römisch-katholischer Erzbischof von Diamantina
- Faria, José Inácio (* 1962), portugiesischer Jurist und Politiker (MPT), MdEP
- Faria, Juvita Pereira (* 1992), osttimoresische Jugendaktivistin
- Faria, Marcelo de (* 1979), brasilianischer Fußballspieler
- Faría, María Gabriela de (* 1992), venezolanische SchauspielerinMaría Gabriela de Faría (* 1992)

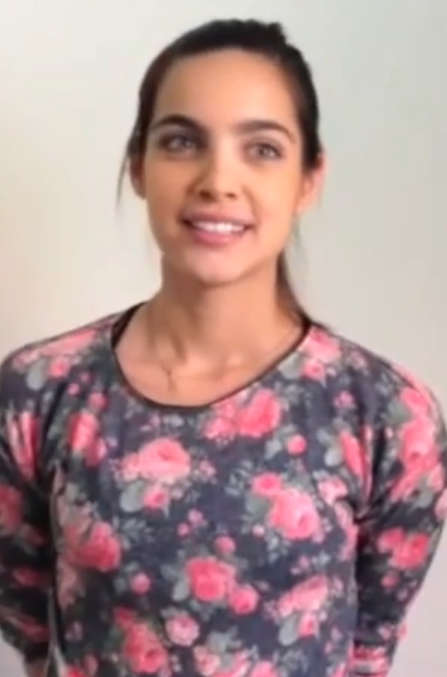
María Gabriela de Faría (* 1992)

- Faría, Marizza (* 1983), paraguayische Handballspielerin und -trainerin
- Faria, Miguel Jr. (* 1944), brasilianischer Filmregisseur
- Faria, Rosa Lobato (1932–2010), portugiesische Autorin und Schauspielerin
- Faria, Rui (* 1975), portugiesischer Fußballtrainer
- Faria, Teodoro de (* 1930), portugiesischer Geistlicher, römisch-katholischer Bischof von Funchal
- Faria, Vicente Soares, osttimoresischer Politiker
- Fariala Mangaza, Celine (1967–2020), Behindertenrechtsaktivistin in der demokratischen Republik Kongo
- Farian, Frank (1941–2024), deutscher Musikproduzent, Komponist und SängerFrank Farian (1941–2024)

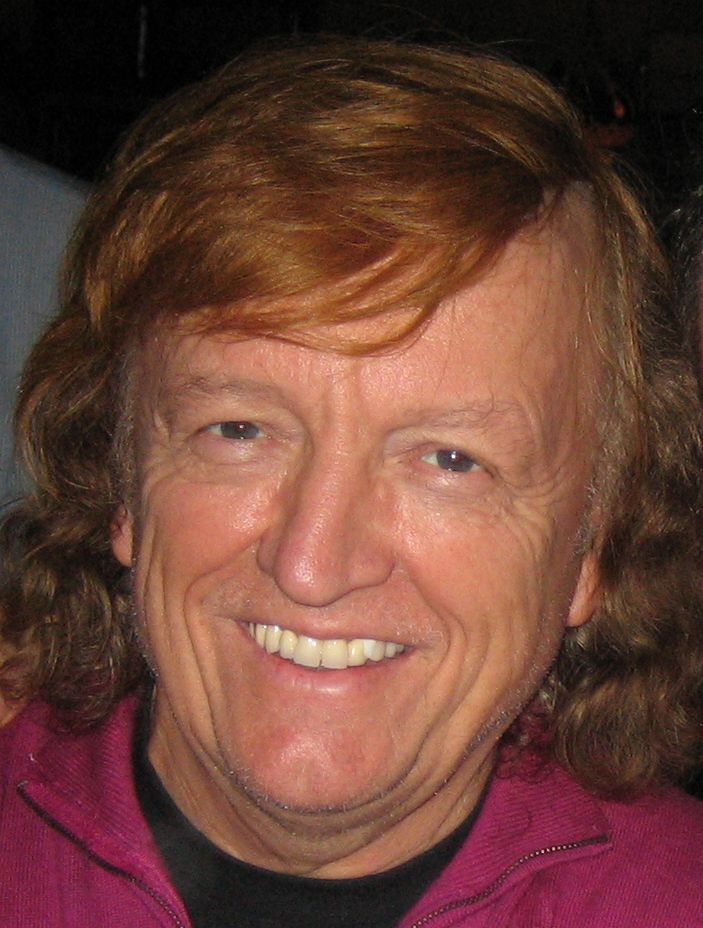
Frank Farian (1941–2024)

- Farias Crispim, Lucas de (* 1994), brasilianischer Fußballspieler
- Farias Tavares, Magnum Rafael (* 1982), brasilianischer Fußballspieler
- Farías, Agustín (* 1987), argentinischer Fußballspieler
- Farias, Alisson (* 1996), brasilianischer Fußballspieler
- Farías, Arturo (1927–1992), chilenischer Fußballspieler
- Farias, Bruna (* 1992), brasilianische Sprinterin
- Farias, Diego (* 1990), brasilianischer Fußballspieler
- Farias, Diogo da Silva (* 1990), brasilianischer Fußballspieler
- Farías, Ernesto (* 1980), argentinischer Fußballspieler
- Farías, José (1909–1964), peruanischer Leichtathlet
- Farías, Mailson Francisco de (* 1993), brasilianischer Fußballspieler
- Farias, Orlando Antonio (* 1973), argentinischer Boxer
- Farias, Oswaldo Cordeiro de (1901–1981), brasilianischer Marschall und Politiker
- Farías, Quemel (* 1963), chilenischer Fußballspieler
- Farías, Rogelio (1949–1995), chilenischer Fußballspieler
- Farías, Víctor (* 1940), chilenischer Philosoph und Germanist
- Farias, Willian (* 1989), brasilianischer Fußballspieler
- Fariau de Saint-Ange, Ange-François (1747–1810), französischer Lyriker und Übersetzer
- Farič, Saša (* 1984), slowenische Freestyle-Skisportlerin
- Farid, deutscher Zauberkünstler
- Farid Bang (* 1986), deutscher RapperFarid Bang (* 1986)

Farid Bang (* 1986)

- Farid Madsoh (* 1987), thailändischer Fußballspieler
- Farid, Hariz (* 1997), singapurischer Fußballspieler
- Farid, Lily Yulianti (1971–2023), indonesische Schriftstellerin und Journalistin
- Farid, Mariam Mamdouh (* 1998), katarische Sprinterin und Hürdenläuferin
- Farida, Sängersklavin am Hofe der arabischen Abbasiden-Kalifen
- Farida, norwegisch-algerische Sängerin und Songwriterin
- Farida al-Kabira, Sängersklavin
- Faridi, Ben (* 1968), deutscher Autor von Jugendbüchern, Kriminalromanen und Theaterstücken
- Faried, Kenneth (* 1989), US-amerikanischer Basketballspieler
- Farille, Michel A. (1945–2016), französischer Gärtner und Botaniker
- Farin, Ingrid (* 1942), deutsche Schauspielerin und Theaterregisseurin
- Farin, Klaus (* 1958), deutscher Sachbuchautor
- Farin, Michael (* 1953), deutscher Germanist, Verleger und Autor
- Farina Elia, Silvia (* 1972), italienische Tennisspielerin
- Farina, Carlo († 1639), italienischer Violinist, Komponist und Kapellmeister
- Farina, Corrado (1939–2016), italienischer Filmregisseur, Drehbuchautor und Romancier
- Farina, Dennis (1944–2013), US-amerikanischer SchauspielerDennis Farina (1944–2013)

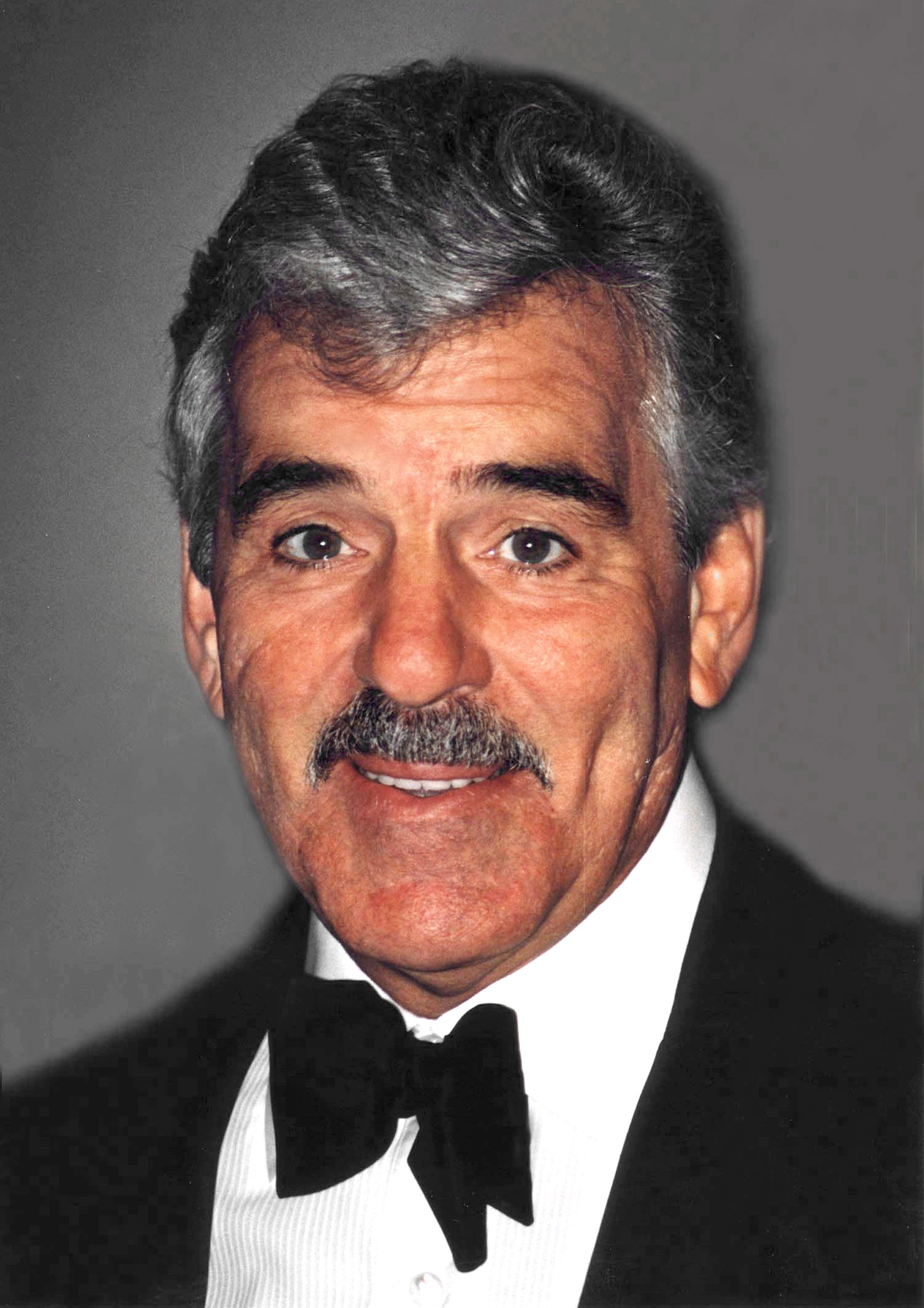
Dennis Farina (1944–2013)

- Fariña, Edgardo (* 2001), panamaischer Fußballspieler
- Farina, Eleonora (* 1990), italienische Mountainbikerin
- Farina, Felice (1954–2023), italienischer Schauspieler, Drehbuchautor und Filmregisseur
- Farina, Fortunato Maria (1881–1954), italienischer Geistlicher, römisch-katholischer Bischof von Troia und Foggia
- Farina, Frank (* 1964), australischer Fußballspieler und -trainer
- Farina, Gianluca (* 1962), italienischer Ruderer
- Farina, Giovanni Antonio (1803–1888), italienischer Geistlicher, römisch-katholischer Bischof, Heiliger
- Farina, Giuseppe (1906–1966), italienischer Automobil-Rennfahrer und der erste Formel-1-WeltmeisterGiuseppe Farina (1906–1966)

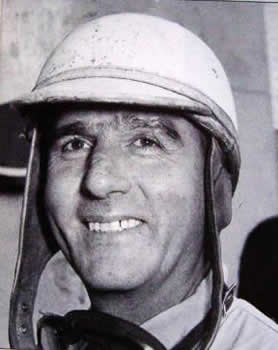
Giuseppe Farina (1906–1966)

- Farina, Jean Marie (1809–1880), Parfümhersteller und Markenschützer
- Farina, Johann Baptist (1758–1844), deutscher Unternehmer
- Farina, Johann Maria (1685–1766), Parfümhersteller
- Farina, Johann Maria (1713–1792), Parfümhersteller
- Farina, Johann Maria Carl (1840–1896), deutscher Parfümhersteller und Stifter
- Farina, Johann Maria Wolfgang (1927–2005), deutscher Unternehmer, Prinz Karneval von Köln
- Farina, Johann Maria XIX (* 1958), deutscher Unternehmer, Parfümeur, Apotheker
- Farina, Johnny (* 1941), US-amerikanischer Musiker
- Farina, Luna (* 2001), deutsch-italienische Sängerin und Influencerin
- Fariña, Mimi (1945–2001), US-amerikanische Sängerin, Liedermacherin und Aktivistin
- Farina, Nicolas (* 1986), französischer Fußballspieler
- Farina, Piergianni (* 1959), italienischer Rugbyspieler
- Farina, Pietro (1942–2013), italienischer Geistlicher, römisch-katholischer Bischof von Caserta
- Farina, Raffaele (* 1933), italienischer Ordensgeistlicher, Archivar und Bibliothekar der Heiligen Römischen Kirche und Kurienkardinal
- Farina, Ralston (1946–1985), US-amerikanischer Performancekünstler
- Fariña, Richard (1937–1966), amerikanischer Schriftsteller und Musiker
- Farina, Robin (* 1977), US-amerikanische Radsportlerin
- Farina, Salvatore (1846–1918), italienischer Schriftsteller, Jurist und Redakteur
- Farina, Salvatore (* 1957), italienischer Militär, Chef des Heeresgeneralstabs
- Farina, Santo (* 1937), US-amerikanischer Musiker
- Farina, Simone (* 1982), italienischer Fußballspieler
- Farina, Stefano (1962–2017), italienischer Fußballschiedsrichter und -funktionär
- Farinacci, Jorge (1949–2006), puerto-ricanischer Politiker
- Farinacci, Prospero (1544–1618), Jurist, Anwalt und Richter der italienischen Renaissance
- Farinacci, Roberto (1892–1945), italienischer Rechtsanwalt, Journalist und faschistischer PolitikerRoberto Farinacci (1892–1945)

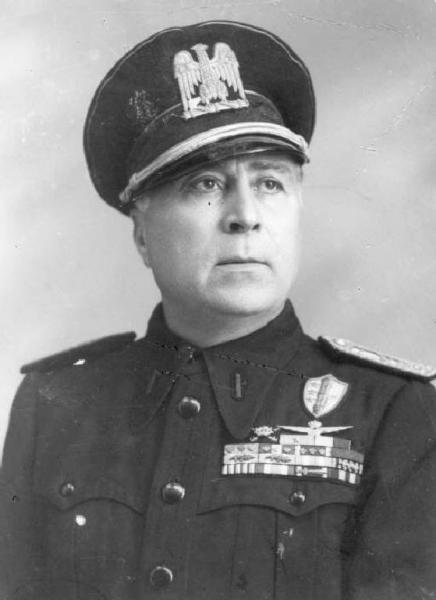
Roberto Farinacci (1892–1945)

- Fariñas, Carlos (1934–2002), kubanischer Komponist
- Fariñas, Guillermo (* 1962), kubanischer Psychologe und Dissident
- Farinato, Paolo (* 1524), italienischer Maler und Architekt
- Farine, Marcel (1924–2008), Schweizer Entwicklungshelfer
- Farine, Nicolas, Schweizer Pianist, Dirigent und Trompeter
- Farine, Pierre (* 1940), Schweizer römisch-katholischer Geistlicher und emeritierter Weihbischof in Lausanne, Genf und Freiburg
- Farinel, Michel (1649–1726), französischer Violinist und Komponist des Barock
- Farinella, Roberto (* 1968), italienischer Geistlicher, römisch-katholischer Bischof von Biella
- Farinelli (1705–1782), italienischer KastratFarinelli (1705–1782)

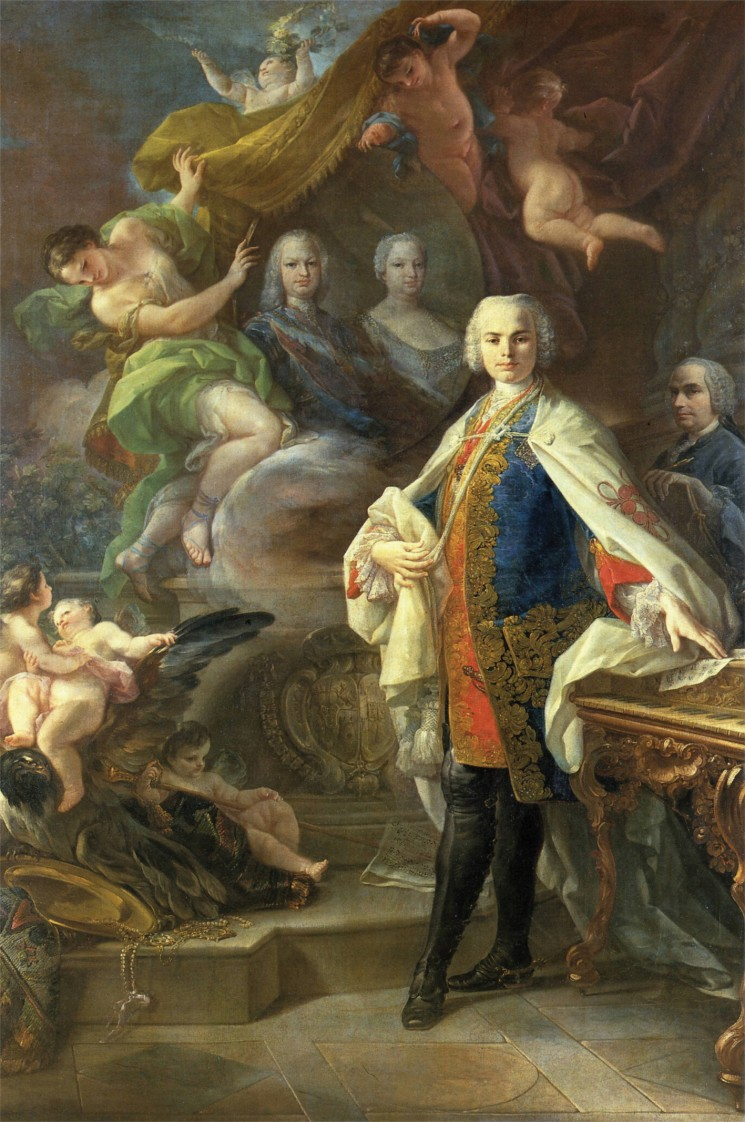
Farinelli (1705–1782)

- Farinelli, Alex (* 1981), Schweizer Politiker
- Farinelli, Arturo (1867–1948), italienischer Romanist und Germanist
- Farinelli, Giuseppe (1769–1836), italienischer Komponist
- Farinelli, Jean Baptiste (* 1655), Violinist, Komponist des Barock, herzoglich- und kurfürstlich-hannoverscher Konzertmeister und Diplomat
- Farinet, Joseph-Samuel (1845–1880), Schweizer Falschmünzer
- Faríñez, Wuilker (* 1998), venezolanischer Fußballspieler
- Farington, Joseph (1747–1821), britischer Landschaftsmaler
- Farini, Krao (1876–1926), siamesische Freak-Schaustellerin
- Farini, Luigi Carlo (1812–1866), italienischer Ministerpräsident (1862–1863)
- Farinon, Cédric (* 1997), luxemburgischer Eishockeyspieler
- Farinon, Gabriella (* 1941), italienische Schauspielerin sowie Fernsehmoderatorin
- Farinotti, Daniel (* 1982), Glaziologe und Hochschullehrer
- Farioli, Arnaldo (* 1945), italienischer Endurosportler
- Farioli, Fabio (* 1970), italienischer Endurosportler
- Farioli, Filippo (* 2005), italienischer Motorradrennfahrer
- Farioli, Francesco (* 1989), italienischer Fußballspieler und -trainer
- Farion, Iryna (1964–2024), ukrainische Philologin und Politikerin
- Faris ad-Din Aktay († 1254), Emir des Bahri-Regiments der Mamluken
- Faris, Anna (* 1976), US-amerikanische Schauspielerin und SynchronsprecherinAnna Faris (* 1976)

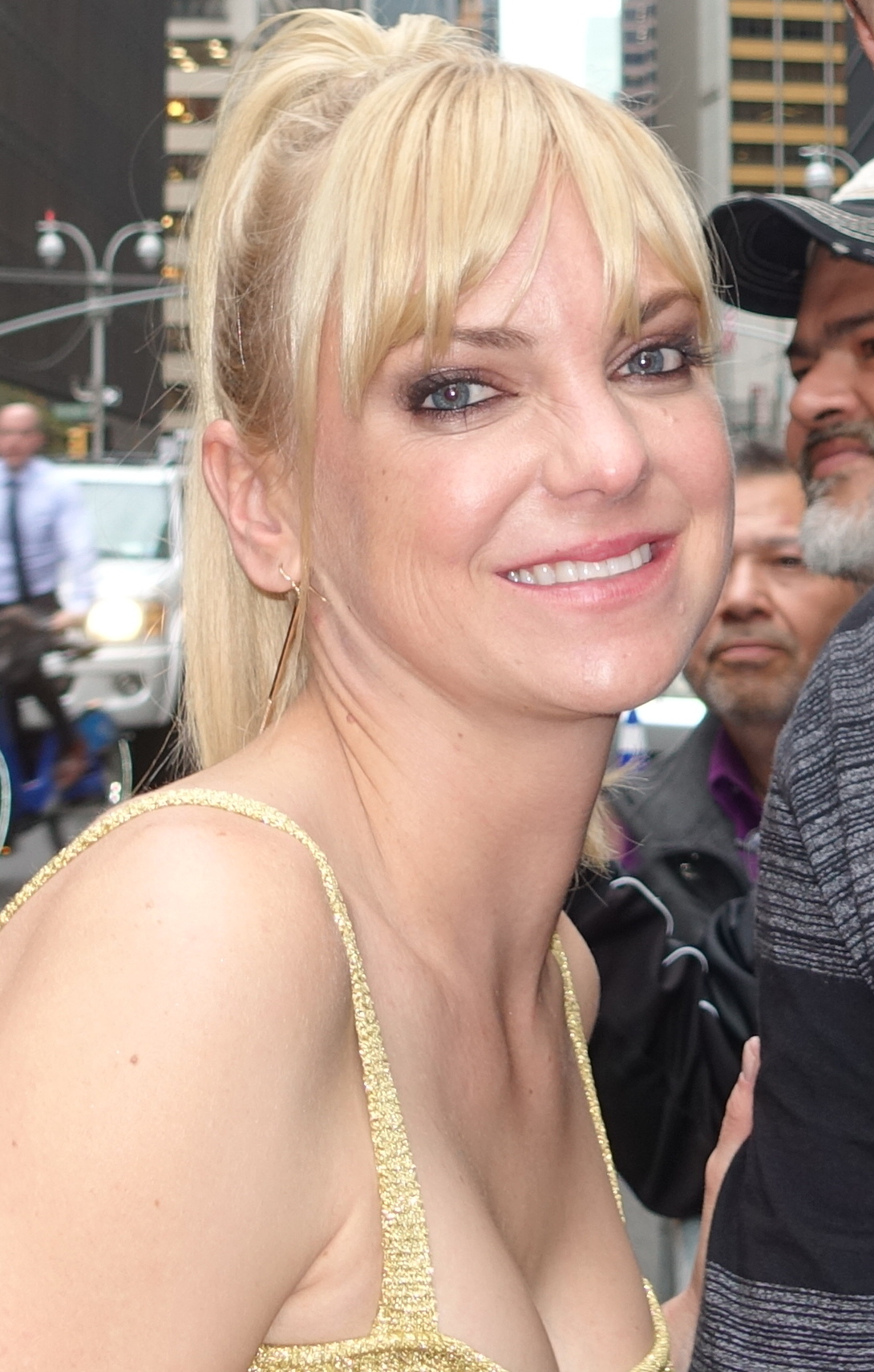
Anna Faris (* 1976)

- Faris, Ellsworth (1874–1953), US-amerikanischer Sozialpsychologe und Soziologe
- Faris, George W. (1854–1914), US-amerikanischer Politiker
- Faris, Muhammed Ahmed (1951–2024), syrischer Kosmonaut und Pilot
- Faris, Robert E. Lee (1907–1998), US-amerikanischer Soziologe
- Faris, Sean (* 1982), US-amerikanischer Schauspieler
- Faris, Usama (* 1984), deutscher American-Football-Spieler
- Faris, Valerie (* 1958), US-amerikanische Regisseurin
- Fārisī, Kamāl al-Dīn al- († 1319), persischer Physiker und Mathematiker
- Farison, Gérard (1944–2021), französischer Fußballspieler
- Farissier, Marion (* 1991), französische Wasserspringerin
- Farissol, Abraham, jüdischer Autor, Bibelkommentator und Geograph

### Farj
- Farjad, Farid (* 1938), iranisch-amerikanischer ViolinistFarid Farjad (* 1938)

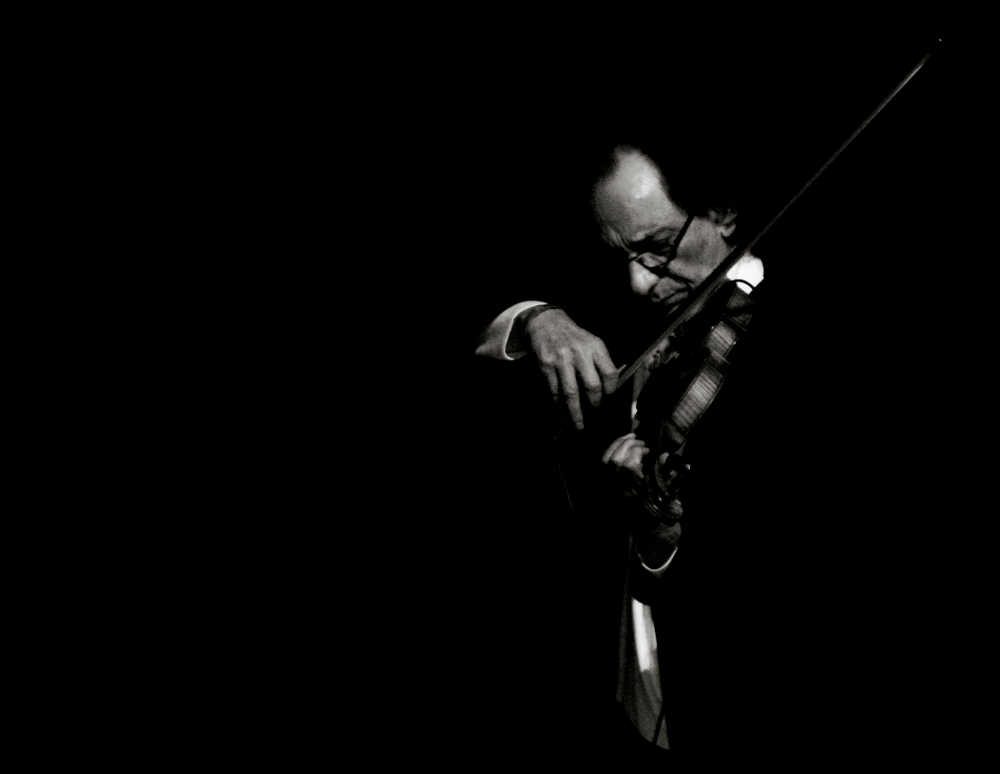
Farid Farjad (* 1938)

- Farjas i Darnés, Jordi (1928–2008), katalanischer Maler
- Farjeon, Benjamin (1838–1903), englischer Journalist und Schriftsteller
- Farjeon, Eleanor (1881–1965), britische Kinderbuchautorin, Lyrikerin und Dramatikerin
- Farjeon, Harry (1878–1948), englischer Komponist
- Farjon, Aljos (* 1946), niederländischer Botaniker und Dendrologe
- Farjon, Philippe (1936–2021), französischer Autorennfahrer
- Farjot, Johan, französischer Pianist und Dirigent

### Fark
- Farkas, Adalbert (1906–1995), österreichisch-US-amerikanischer Physikochemiker
- Farkas, Ádám (* 1968), ungarischer Volkswirt
- Farkas, Ágnes (* 1973), ungarische Handballspielerin und -funktionärin
- Farkas, Akos (1898–1971), ungarischer Kameramann
- Farkas, Alexander, US-amerikanischer Musikpädagoge und Pianist
- Farkas, Attila Márton (* 1965), ungarischer Ägyptologe, Kulturanthropologe, Publizist und Aktivist
- Farkas, Balázs (* 1997), ungarischer Squashspieler
- Farkas, Bence (* 2006), deutsch-ungarischer Eishockeyspieler
- Farkas, Bertalan (* 1949), ungarischer Pilot und ehemaliger Kosmonaut
- Farkaš, Boris (* 1954), slowakischer Film- und Bühnenschauspieler
- Farkas, Edith (1921–1993), ungarisch-neuseeländische Meteorologin und Polarforscherin
- Farkas, Emanuel (1873–1942), österreichischer Lyriker, Maler und Übersetzer
- Farkas, Evelyn (* 1967), US-amerikanische Sicherheitsexpertin
- Farkas, Ferenc (1905–2000), ungarischer Komponist
- Farkas, Gizella (1925–1996), ungarische Tischtennisspielerin
- Farkas, Gyula (1847–1930), ungarischer Physiker und Mathematiker
- Farkas, Hershel (* 1939), israelisch-US-amerikanischer Mathematiker
- Farkas, Hunor (* 2001), rumänischer Skispringer
- Farkas, Imre (1935–2020), ungarischer Kanute
- Farkas, István (1887–1944), ungarischer Maler und Verleger
- Farkaș, Iuliu (1923–1984), rumänischer Fußballspieler
- Farkas, Jeff (* 1978), US-amerikanischer Eishockeyspieler
- Farkas, Josef (* 1898), österreichischer Politiker (NSDAP), Landtagsabgeordneter
- Farkas, Josef-Gerhard (* 1929), ungarisch-deutscher Hungarologe und Publizist
- Farkas, József (* 1952), ungarischer Ringer
- Farkas, Júlia (* 2004), ungarische Handballspielerin
- Farkas, Julius von (1894–1958), ungarischer Linguist und Literaturwissenschaftler
- Farkas, Karl (1893–1971), österreichischer Schauspieler und KabarettistKarl Farkas (1893–1971)

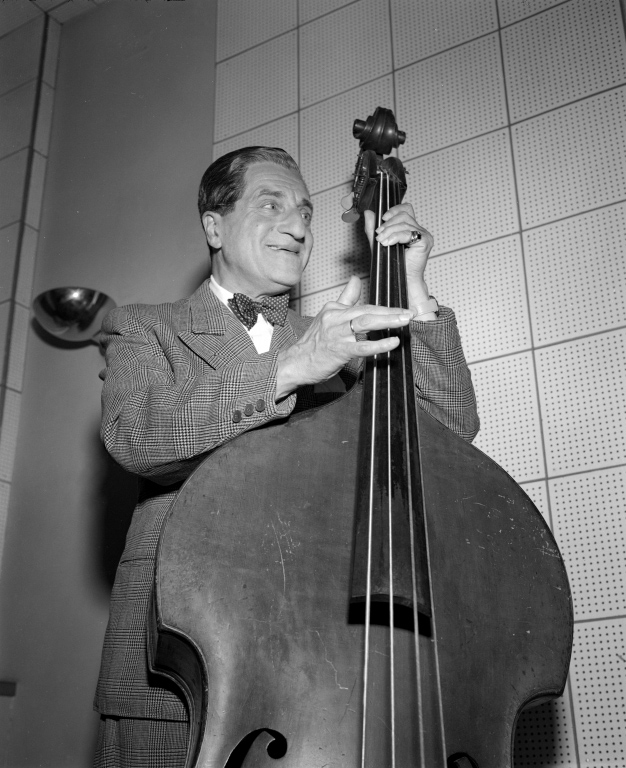
Karl Farkas (1893–1971)

- Farkas, Klara (1910–2014), ungarisch-US-amerikanische Fotografin
- Farkas, Martin (* 1964), deutscher Kameramann
- Farkas, Meira (* 1945), rumänische klassische Pianistin
- Farkas, Mihály (1904–1965), ungarischer kommunistischer Politiker
- Farkas, Nicolas (1890–1982), ungarischer Kameramann
- Farkas, Patrick (* 1992), österreichischer FußballspielerPatrick Farkas (* 1992)

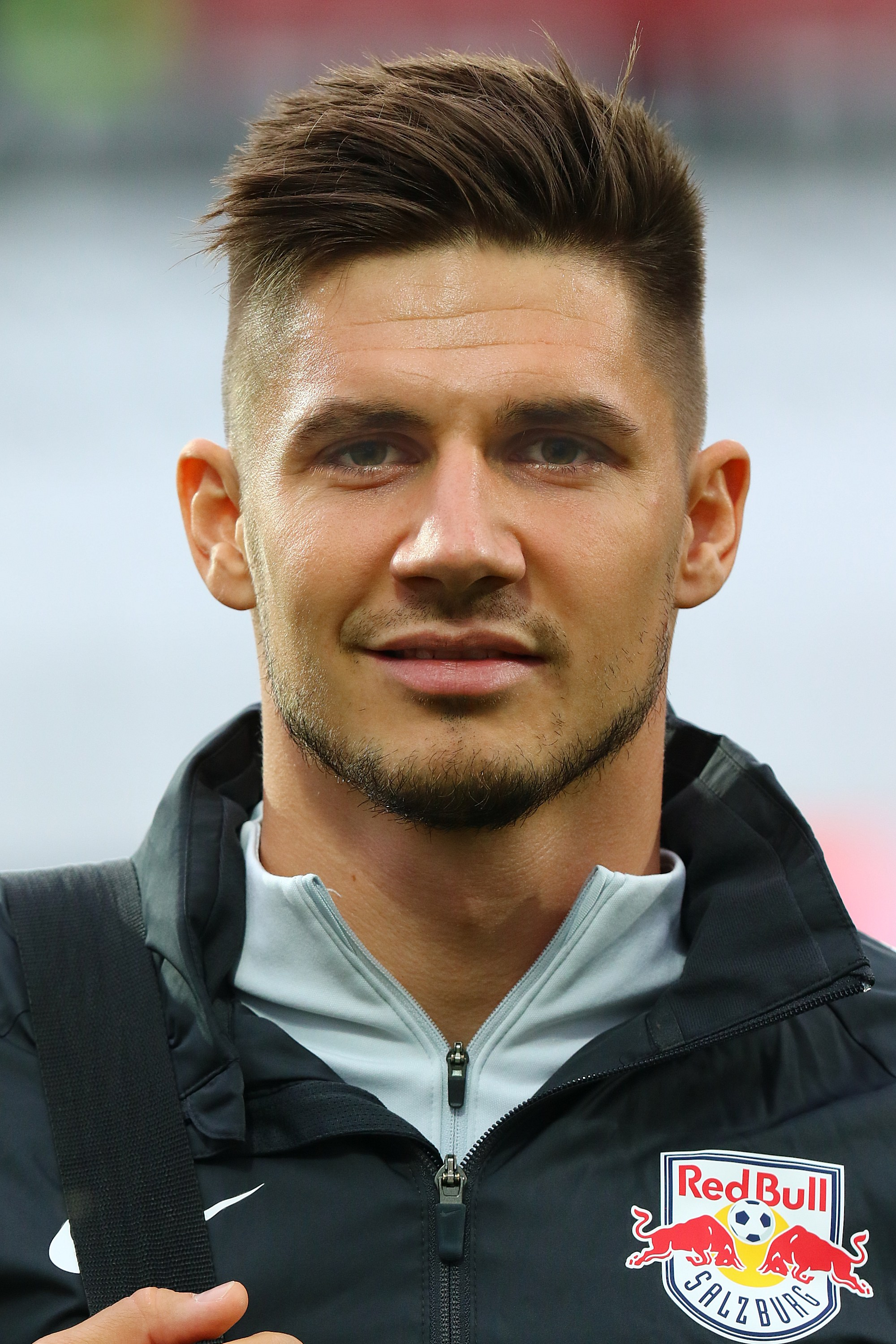
Patrick Farkas (* 1992)

- Farkaš, Pavol (* 1985), slowakischer Fußballspieler
- Farkas, Péter (* 1955), ungarischer Schriftsteller und Journalist
- Farkas, Péter (* 1968), ungarischer Ringer
- Farkas, Philip (1914–1992), US-amerikanischer Hornist und Mitbegründer der International Horn Society
- Farkaš, Roko (* 2005), kroatischer Sprinter
- Farkas, Rózsa (* 1971), ungarische Cimbalomspielerin
- Farkas, Solange Oliveira (* 1955), brasilianische Kunsthistorikerin und Kuratorin
- Farkas, Tamás (* 1992), ungarisch-rumänischer Eishockeyspieler
- Farkaš, Tomislav (* 1971), kroatischer Handballspieler
- Farkas, Viktor (1945–2011), österreichischer Autor, Journalist und Werbefachmann
- Farkas, Wolfgang (* 1967), deutscher Verleger und Übersetzer
- Farkas, Zoltán (1913–1980), ungarischer Filmeditor und Filmregisseur
- Farkas-Erlacher, Barbara (1936–2019), österreichische Psychotherapeutin
- Farkasch-Hacohen, Orit (* 1970), israelische Politikerin, Wirtschaftsministerin von Israel
- Farkasfalvy, Denis (1936–2020), US-amerikanisch-ungarischer Geistlicher, Zisterzienser, Abt, Theologe, Autor und Übersetzer
- Farkash, Amit (* 1989), israelische Schauspielerin und Sängerin
- Farkash, Safia, Ehefrau des libyschen Staatschefs (1969–2011)
- Farkasházy, László (* 1968), ungarischer Fußballspieler
- Farkasinski, Imre (1924–2015), ungarischer Fußballtrainer
- Farkašová, Etela (* 1943), slowakische Schriftstellerin und Philosophin
- Farkašová, Henrieta (* 1986), slowakische paralympische Skirennfahrerin
- Farkašová, Kristína (* 1982), slowakische Schauspielerin
- Farke, Daniel (* 1976), deutscher Fußballspieler und -trainerDaniel Farke (* 1976)

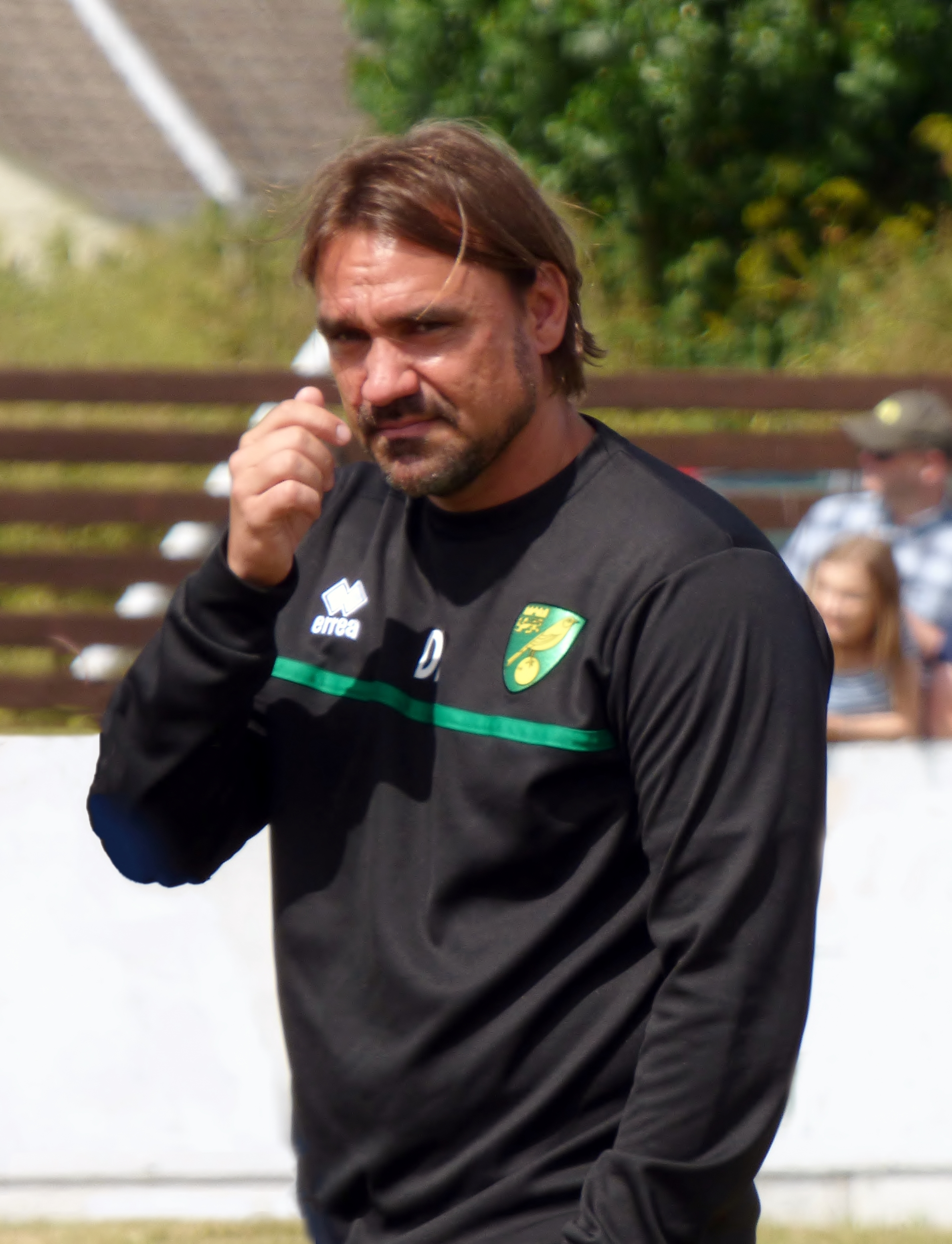
Daniel Farke (* 1976)

- Farke, Ernst (1895–1975), deutscher Politiker (DP), MdL Niedersachsen, MdB
- Farke, Franz (1928–2010), deutscher Fußballspieler
- Farke, Sonia (* 1969), deutsche Schauspielerin und Musicaldarstellerin
- Farke, Wolfgang (* 1945), deutscher Jurist, Präsident des Brandenburgischen Oberlandesgerichtes
- Farken, Robert (* 1997), deutscher LeichtathletRobert Farken (* 1997)

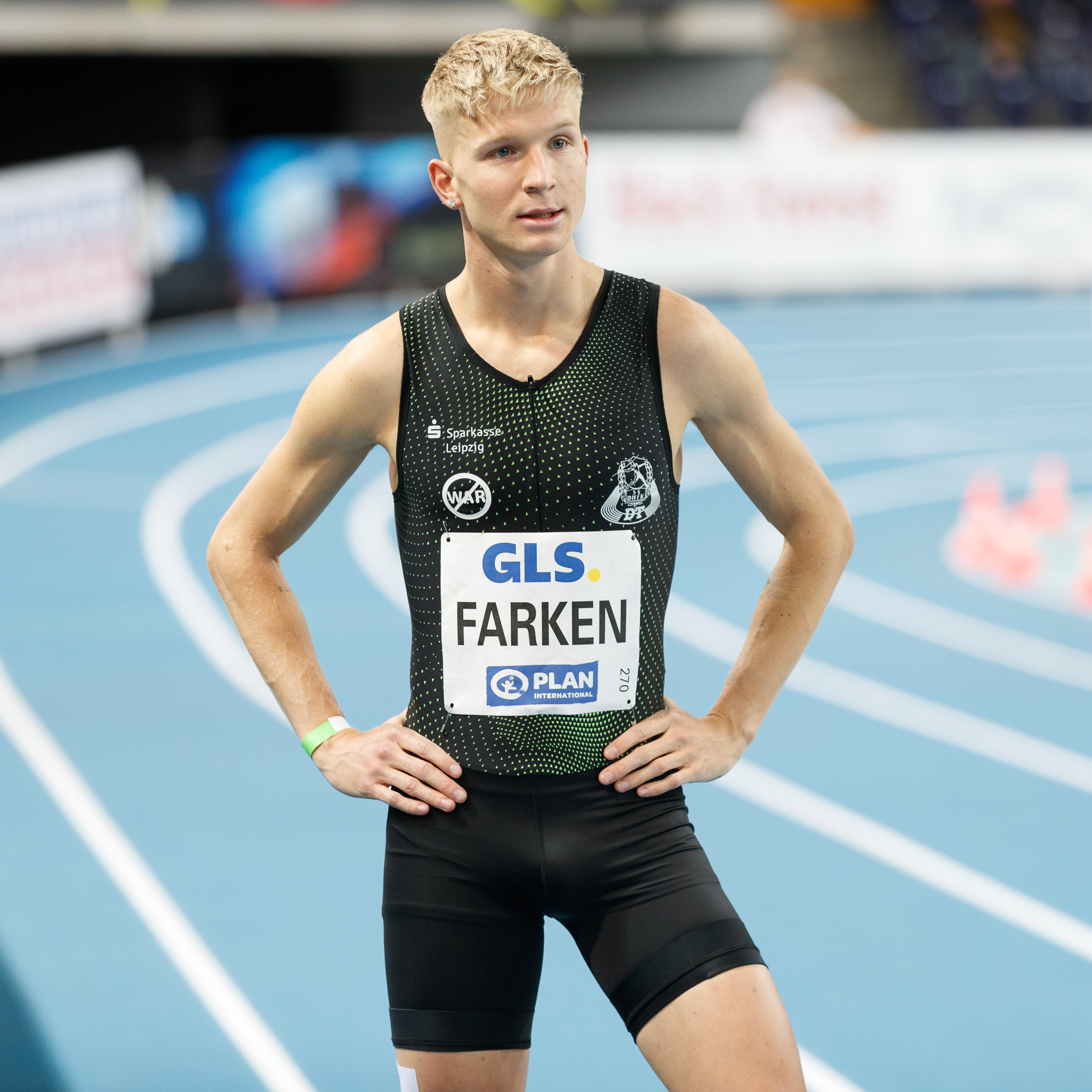
Robert Farken (* 1997)

- Farker, Katrin (* 1962), deutsche Wissenschaftlerin, Fachärztin und Professorin für Klinische Pharmakologie
- Farkhan, Farihin (* 1998), singapurischer Fußballspieler
- Farkoussi, Kaoutar (* 1996), marokkanische Leichtathletin

### Farl
- Farlati, Daniele (1690–1773), italienischer Kirchenhistoriker
- Farle, Robert (* 1950), deutscher Politiker (DKP, AfD), MdL, MdB
- Farlee, Isaac G. (1787–1855), US-amerikanischer Politiker
- Farleigh, John (1900–1965), britischer Künstler
- Farley, Adam (* 1980), englischer Fußballspieler
- Farley, Caleb (* 1998), US-amerikanischer American-Football-Spieler
- Farley, Chris (1964–1997), US-amerikanischer Schauspieler
- Farley, Donald (1970–2016), kanadischer Skilangläufer
- Farley, E. Wilder (1817–1880), US-amerikanischer Politiker
- Farley, Edward (1846–1916), australischer Opernsänger (Bassbariton)
- Farley, Francis (1920–2018), britischer Physiker
- Farley, James (1888–1976), US-amerikanischer Politiker
- Farley, James Indus (1871–1948), US-amerikanischer Politiker
- Farley, James T. (1829–1886), US-amerikanischer Politiker
- Farley, Jim (* 1962), US-amerikanischer Manager
- Farley, John (* 1968), US-amerikanischer Schauspieler
- Farley, John Murphy (1842–1918), irisch-amerikanischer und Erzbischof von New York
- Farley, Karen (* 1970), englische Fußballspielerin
- Farley, Kenneth A. (* 1964), US-amerikanischer Geochemiker
- Farley, Kevin P. (* 1965), US-amerikanischer Schauspieler, Production Designer und KomponistKevin P. Farley (* 1965)

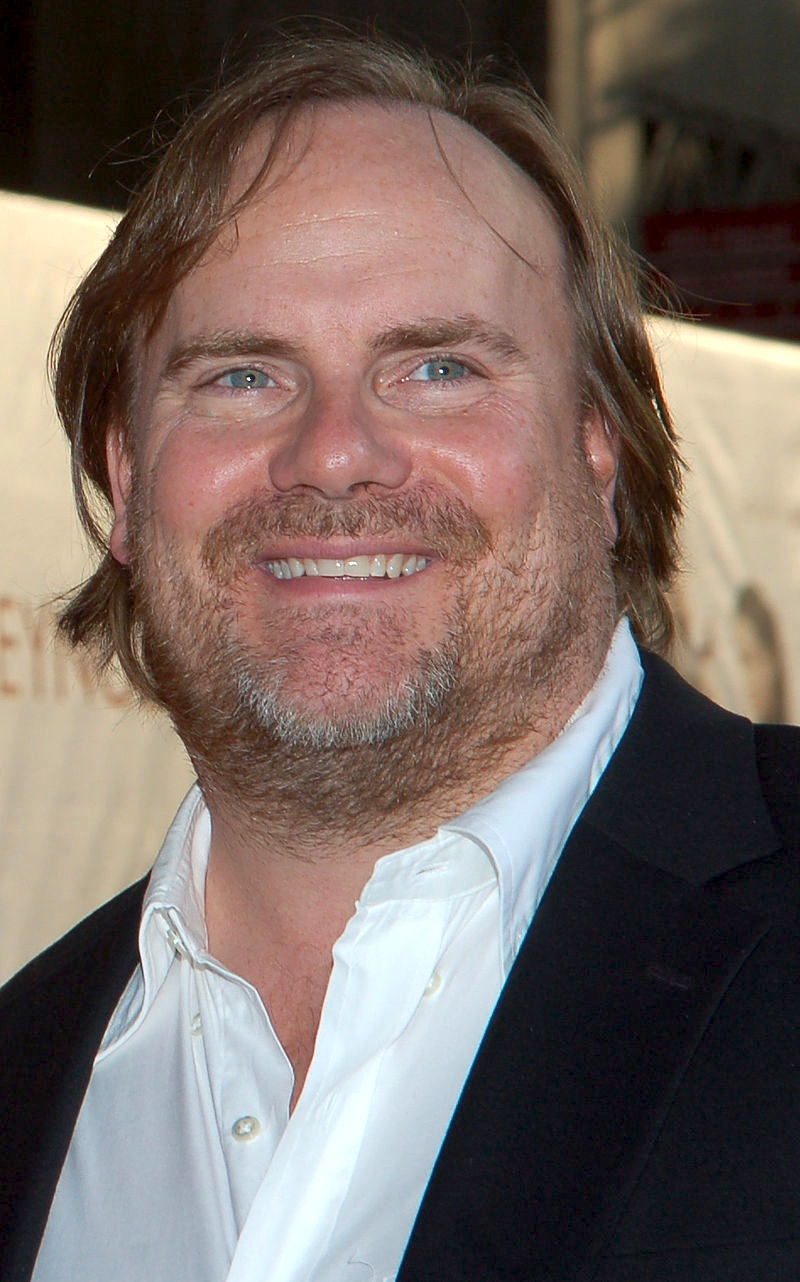
Kevin P. Farley (* 1965)

- Farley, Margaret A. (* 1935), US-amerikanische katholische Theologin und Autorin
- Farley, Marianne, kanadische Schauspielerin
- Farley, Melissa, US-amerikanische Theater- und Filmschauspielerin
- Farley, Melissa (* 1942), amerikanische klinische Psychologin, Wissenschaftlerin und Aktivistin gegen Prostitution und Pornographie
- Farley, Michael F. (1863–1921), US-amerikanischer Politiker
- Farley, Morgan (1898–1988), US-amerikanischer Schauspieler
- Farley, Richard (* 1948), US-amerikanischer Amokläufer
- Farley, Walter (1915–1989), amerikanischer Schriftsteller
- Farlin, Dudley (1777–1837), US-amerikanischer Politiker
- Farlow, Aaron (* 1981), australischer Triathlet
- Farlow, Tal (1921–1998), US-amerikanischer Jazz-Gitarrist
- Farlow, William Gilson (1844–1919), US-amerikanischer Botaniker und Mykologe
- Farlowe, Chris (* 1940), englischer Rhythm-&-Blues-SängerChris Farlowe (* 1940)

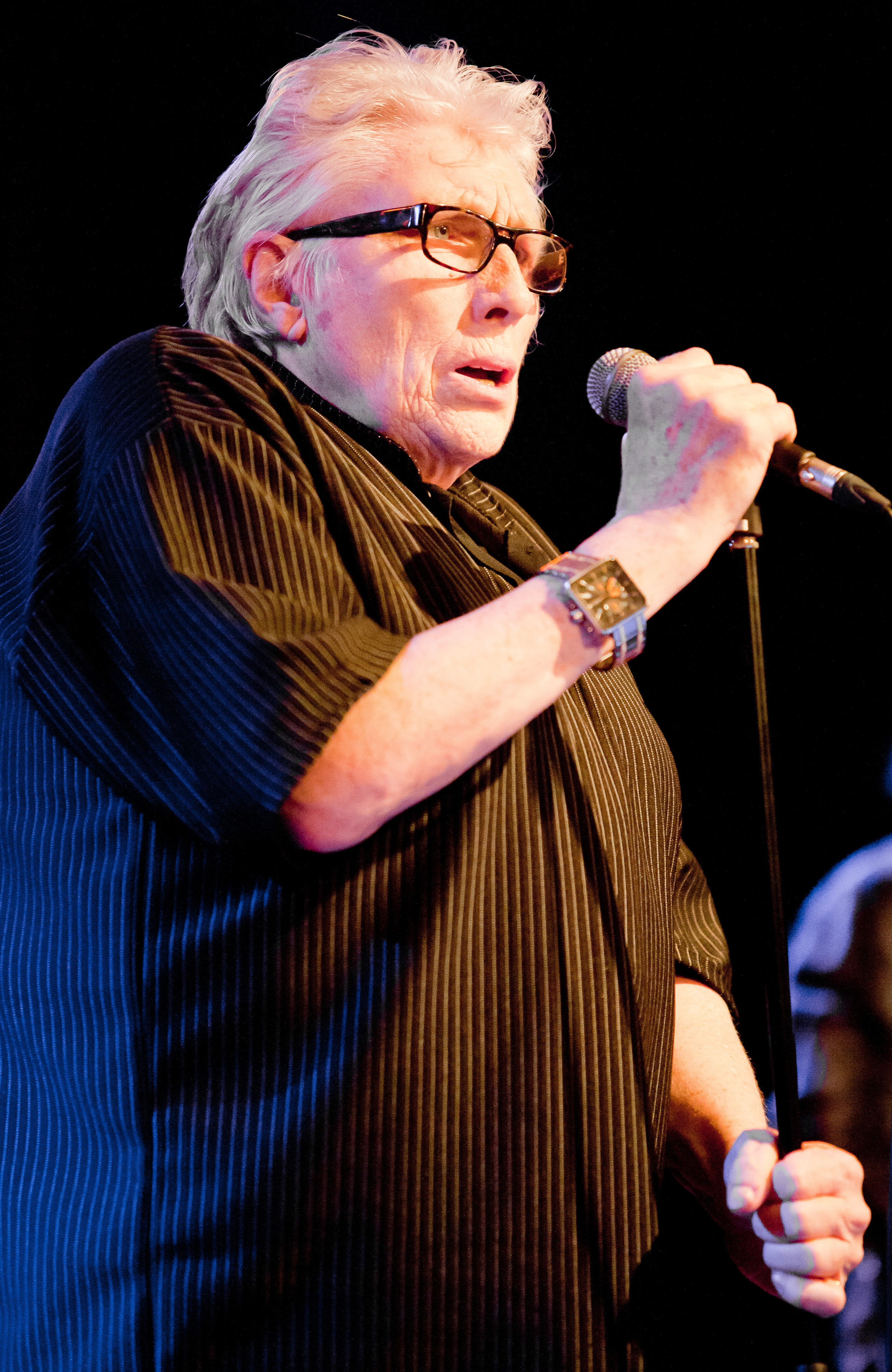
Chris Farlowe (* 1940)

### Farm
- Färm, Göran (* 1949), schwedischer Politiker, MdEP
- Färm, Heikki (* 1963), finnischer Kameramann
- Färm, Mathias (* 1974), schwedischer Gitarrist der Band Millencolin
- Farmacher, Franz Leopold (1697–1760), österreichischer Steinmetzmeister und Bildhauer
- Farmakidis, Theoklitos (1784–1860), griechischer Theologe und Revolutionär
- Farmakopoulos, Dimitrios (1919–1996), griechischer Maler
- Farman, Henri (1874–1958), französischer Bahnradsportler, Luftfahrtpionier, Automobilrennfahrer und Unternehmer
- Farman, Joseph Charles (1930–2013), britischer Geophysiker und Mitentdecker des Ozonlochs
- Farman, Maurice (1877–1964), französischer Bahnradsportler, Automobilrennfahrer, Luftfahrtpionier und Unternehmer
- Farman, Melissa (* 1990), US-amerikanische Schauspielerin
- Farmand, Sandra (* 1969), deutsche Snowboarderin
- Farmanfarma, Abdol-Hossein Mirza (1857–1939), Politiker, Gouverneur, Ministerpräsident Iran
- Farmanfarmaian, Monir Shahroudy (1922–2019), iranische Künstlerin
- Farmar, Jordan (* 1986), US-amerikanischer Basketballspieler
- Farmati, Zoltan (1924–2006), rumänischer Fußballspieler
- Farmer, Addison (1928–1963), US-amerikanischer Jazzbassist
- Farmer, Art (1928–1999), US-amerikanischer Jazz-TrompeterArt Farmer (1928–1999)

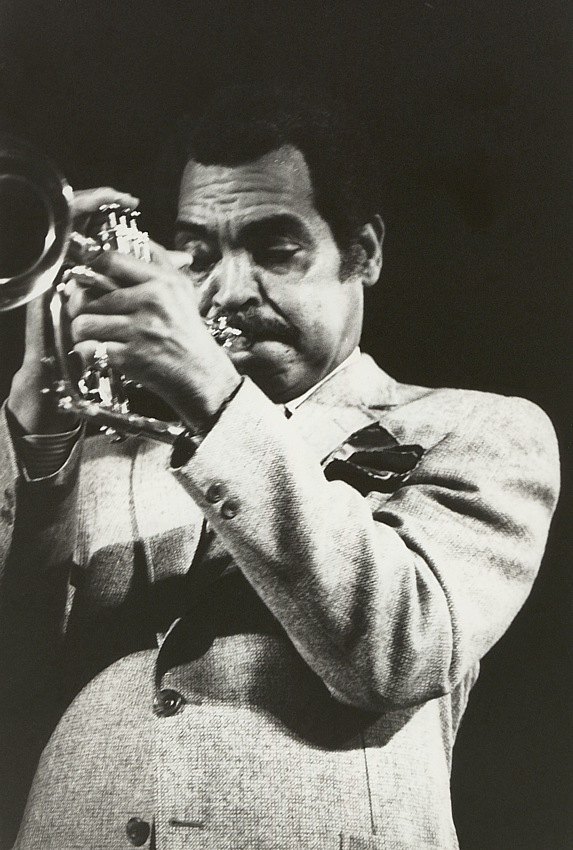
Art Farmer (1928–1999)

- Farmer, Bill (* 1959), neuseeländischer Autorennfahrer
- Farmer, Broadus (1890–1959), kanadischer Geiger und Musikpädagoge
- Farmer, Carla, US-amerikanische Maskenbildnerin
- Farmer, David (* 1966), US-amerikanischer Radrennfahrer
- Farmer, Evan (* 1972), US-amerikanischer Schauspieler, Synchronsprecher und Sänger
- Farmer, Fannie Merritt (1857–1915), US-amerikanische Gastronomin und Erzieherin
- Farmer, Frances (1913–1970), US-amerikanische Schauspielerin
- Farmer, Gary (* 1953), kanadischer Schauspieler
- Farmer, Geoffrey (* 1967), kanadischer Installationskünstler
- Farmer, Georgie (* 2001), britischer SchauspielerGeorgie Farmer (* 2001)

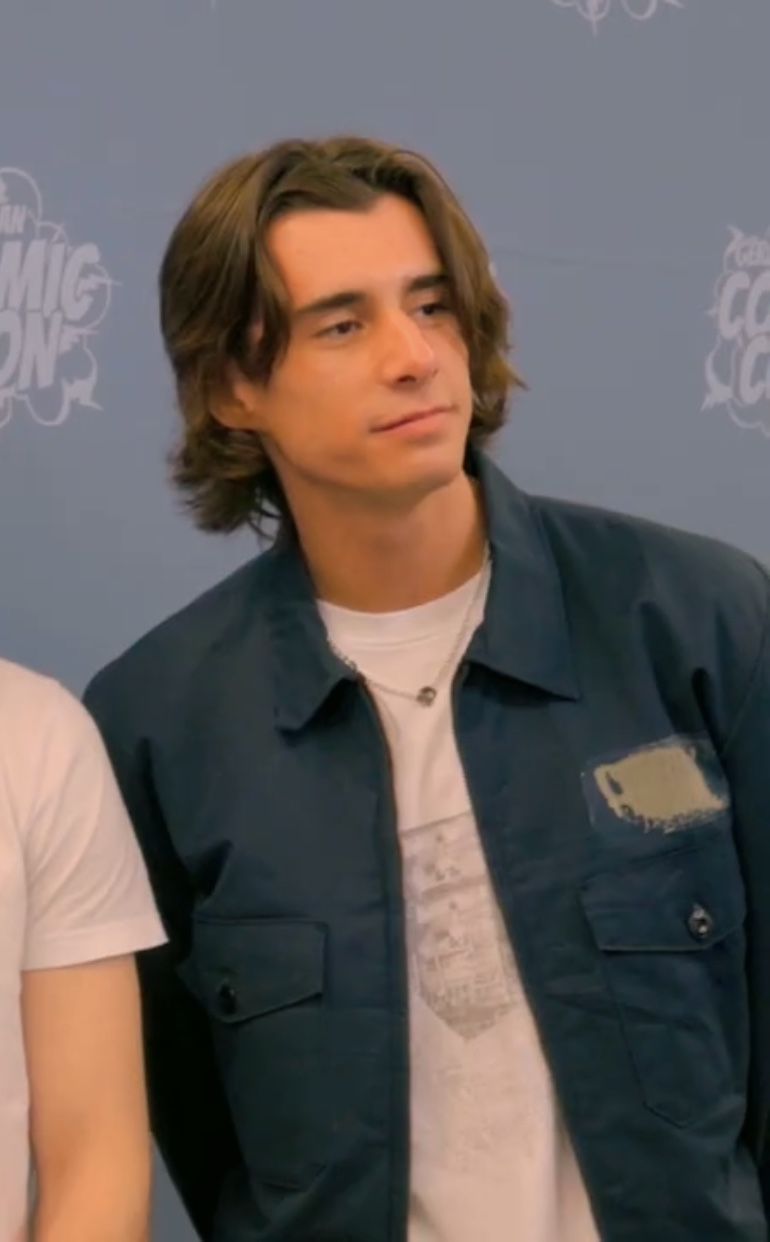
Georgie Farmer (* 2001)

- Farmer, Henry George (1882–1965), britischer Musikhistoriker, Dirigent und Musiker
- Farmer, J. Doyne (* 1952), US-amerikanischer Physiker
- Farmer, James (1920–1999), US-amerikanischer Bürgerrechtler
- Farmer, John, englischer Komponist
- Farmer, John (1835–1901), englischer Musiker, Komponist und Musiklehrer
- Farmer, John Bretland (1865–1944), britischer Botaniker
- Farmer, John J. (* 1957), US-amerikanischer Politiker
- Farmer, Kathryn M. (* 1970), amerikanische Managerin im Schienenverkehr
- Farmer, Kenneth (1912–2005), kanadischer Eishockeyspieler
- Farmer, Larry (* 1951), US-amerikanischer Basketballspieler und -trainer
- Farmer, Maitland (1904–1995), englisch-kanadischer Organist, Cembalist, Kirchenmusiker und Musikpädagoge
- Farmer, Maria, US-amerikanische Künstlerin
- Farmer, Michael, Baron Farmer (* 1944), britischer Unternehmer
- Farmer, Mimsy (* 1945), US-amerikanische Schauspielerin
- Farmer, Moses G. (1820–1893), US-amerikanischer Elektroingenieur und Erfinder
- Farmer, Mylène (* 1961), französische PopsängerinMylène Farmer (* 1961)

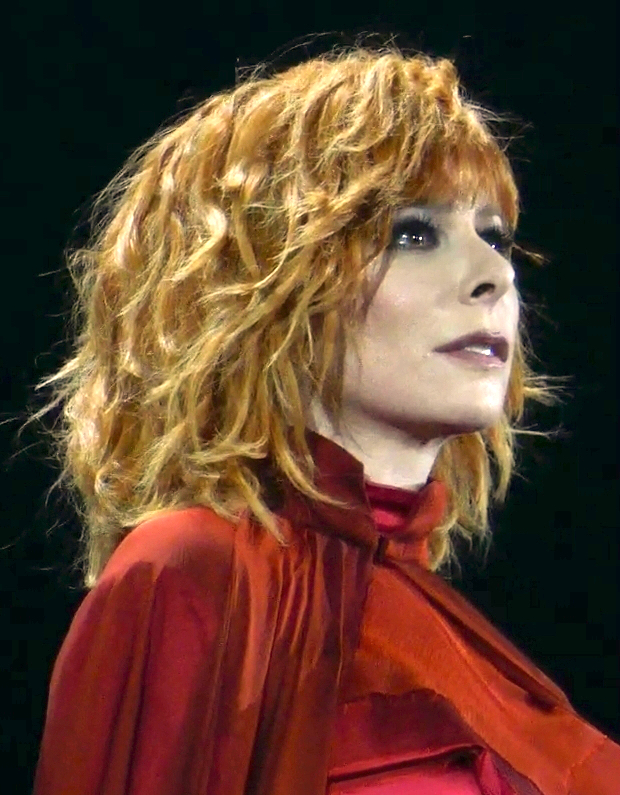
Mylène Farmer (* 1961)

- Farmer, Nancy (* 1941), US-amerikanische Schriftstellerin
- Farmer, Penelope (* 1939), britische Autorin
- Farmer, Peter (* 1952), australischer Hammerwerfer
- Farmer, Philip José (1918–2009), US-amerikanischer Science-Fiction- und Fantasy-Schriftsteller
- Farmer, Robert (* 1991), britischer Eishockeyspieler
- Farmer, Sharon (* 1951), US-amerikanische Fotografin und Fotojournalistin
- Farmer, Tevin (* 1990), US-amerikanischer Boxer im Superfedergewicht und Rechtsausleger
- Farmer, Thomas L. (1923–2015), deutsch-US-amerikanischer Jurist
- Farmer, W. W. (1813–1854), US-amerikanischer Politiker
- Farmer, Walter (1911–1997), amerikanischer Architekt, Designer und Offizier der United States Army
- Farmer, William R. (1921–2000), US-amerikanischer Neutestamentler
- Farmer-Patrick, Sandra (* 1962), US-amerikanische Hürdenläuferin jamaikanischer Herkunft
- Farmiga, Taissa (* 1994), US-amerikanische Schauspielerin
- Farmiga, Vera (* 1973), US-amerikanische SchauspielerinVera Farmiga (* 1973)

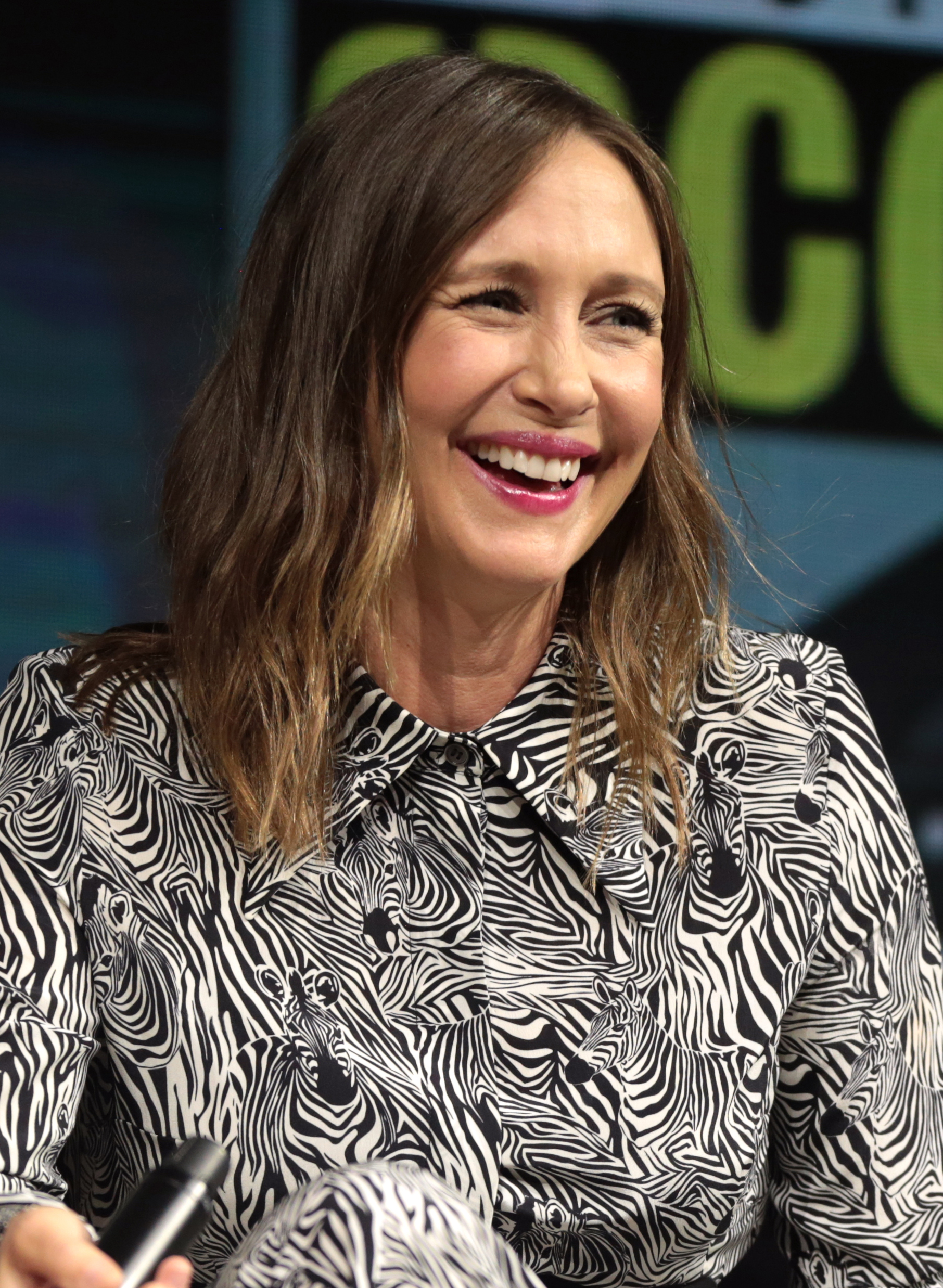
Vera Farmiga (* 1973)

- Farmonova, Sitora (* 1984), usbekische Schauspielerin und Sängerin

### Farn
- Farna, Ewa (* 1993), polnisch-tschechische Pop/Rock-Sängerin
- Farnaby, Giles († 1640), englischer Komponist
- Farnaka, persischer oberster Verwaltungsbeamter
- Farnam, Lynnwood (1885–1930), kanadischer Organist und Hochschullehrer
- Farnan, Robert (1877–1939), US-amerikanischer Ruderer
- Farnana, Paul Panda (1888–1930), kongolesischer Agronom
- Farnbacher, Dominik (* 1984), deutscher Autorennfahrer
- Farnbacher, Horst (* 1961), deutscher Automobilrennfahrer
- Farnbacher, Mario (* 1992), deutscher Automobilrennfahrer
- Farnberger, Franz (* 1952), österreichischer Chorpädagoge und Liedpianist
- Farncomb, Harold (1899–1971), australischer Marineoffizier, Kommodore im Zweiten Weltkrieg, später Konteradmiral und Anwalt
- Farndale, Martin (1929–2000), britischer General
- Farndon, Pete (1952–1983), britischer Rockmusiker
- Farnell, James (1825–1888), australischer Politiker und Premier von New South Wales
- Farner, Caroline (1842–1913), Schweizer Ärztin und Frauenrechtlerin
- Farner, Donald Sankey (1915–1988), US-amerikanischer Ornithologe und Tierphysiologe
- Farner, Ellen, deutsche Schauspielerin
- Farner, Jakob (1918–1995), Schweizer Blasmusikdirigent
- Farner, Konrad (1903–1974), Schweizer Kunsthistoriker und sozialistischer Intellektueller
- Farner, Mark (* 1948), US-amerikanischer Sänger, Gitarrist und SongwriterMark Farner (* 1948)

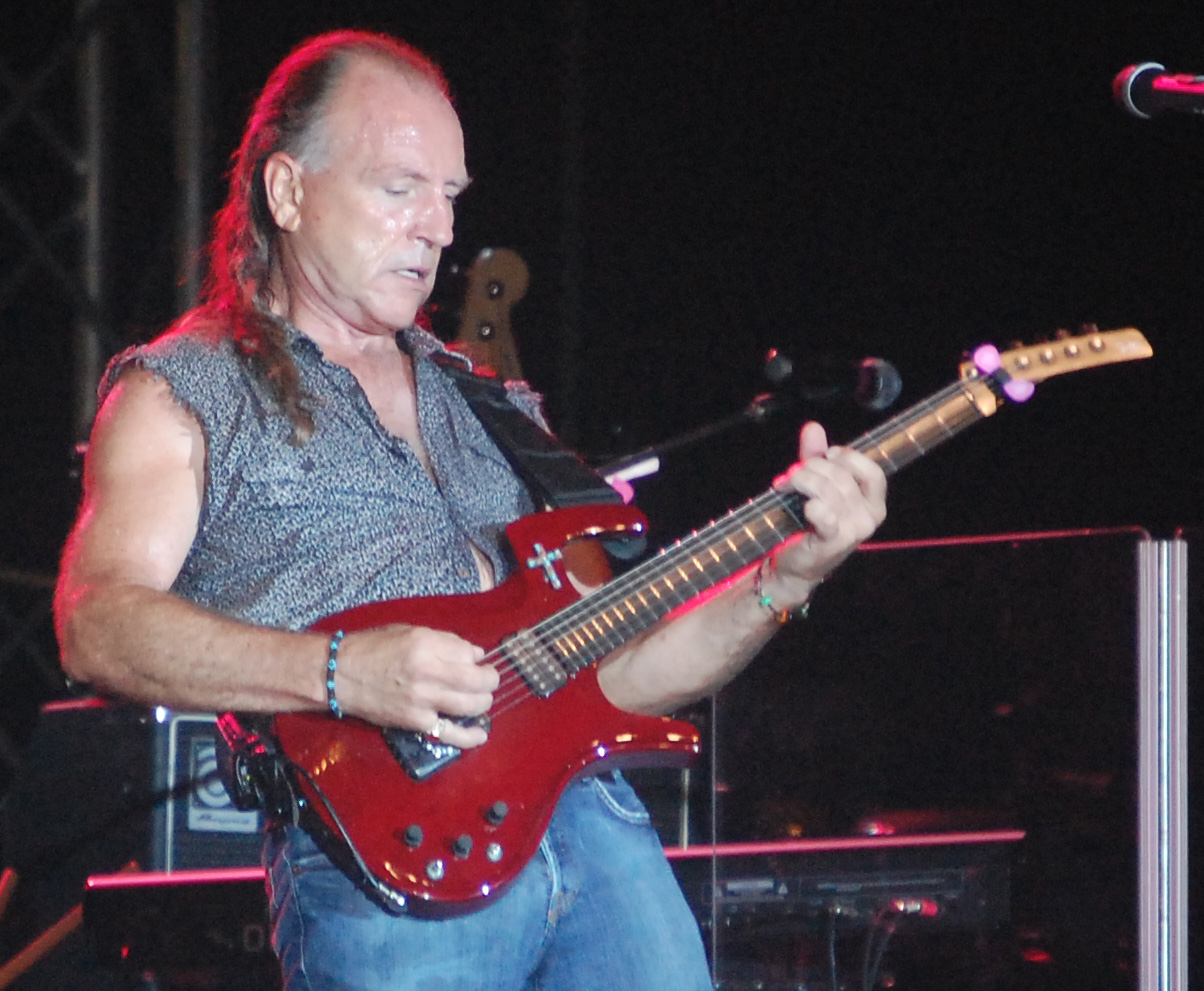
Mark Farner (* 1948)

- Farner, Martin (* 1963), Schweizer Unternehmer und Politiker (FDP.Die Liberalen)
- Farner, Oskar (1884–1958), Schweizer evangelischer Geistlicher und Zwingliforscher
- Farner, Rudolf (1917–1984), Schweizer Werber und Jurist
- Farner, Ulrich (1855–1922), Schweizer Journalist und Mundartschriftsteller
- Farner, Willi (1905–1978), Schweizer Flugpionier und Flugzeugbauer
- Farnerud, Alexander (* 1984), schwedischer Fußballspieler
- Farnerud, Pontus (* 1980), schwedischer Fußballspieler
- Farnes, Richard (* 1964), britischer Dirigent
- Farnese, Agnese († 1509), italienische Adelige
- Farnese, Alberto (1926–1996), italienischer Schauspieler
- Farnese, Alessandro (1520–1589), italienischer römisch-katholischer Geistlicher und Politiker; Kardinalbischof und Kardinaldekan
- Farnese, Alessandro (1545–1592), italienischer Feldherr und Diplomat in spanischen Diensten
- Farnese, Alessandro (1635–1689), spanischer Feldherr
- Farnese, Antonio (1679–1731), letzter Herzog von Parma aus dem Hause Farnese
- Farnese, Costanza (1500–1545), Tochter von Papst Paul III.
- Farnese, Elisabetta (1692–1766), Königin von SpanienElisabetta Farnese (1692–1766)

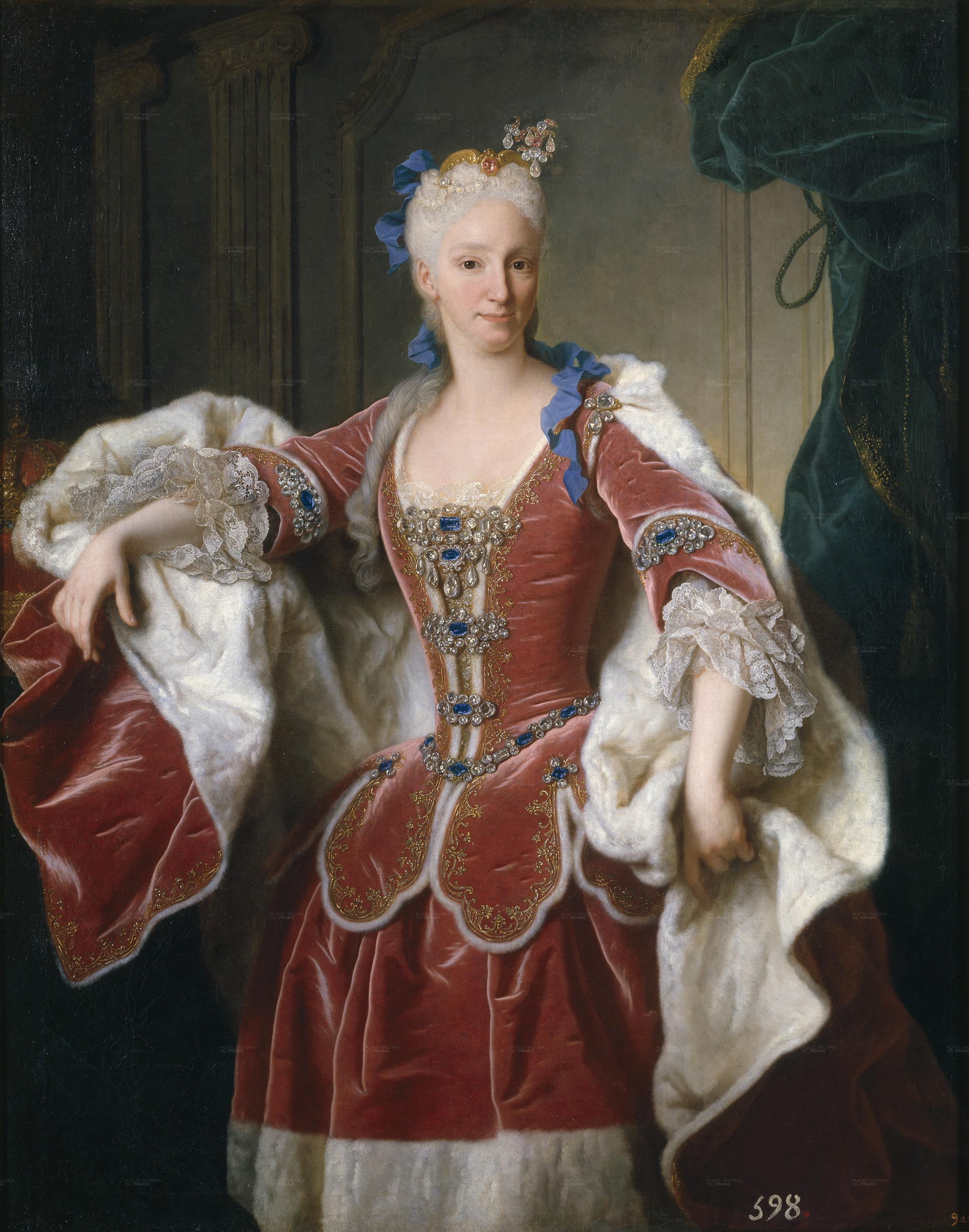
Elisabetta Farnese (1692–1766)

- Farnese, Francesco (1678–1727), zweiter Sohn des Herzogs Ranuccio II. Farnese
- Farnese, Francesco Maria (1619–1647), italienischer Kardinal
- Farnese, Gabriele Francesco († 1475), italienischer Adeliger
- Farnese, Girolamo (1599–1668), italienischer Kardinal und Herzog von Latera
- Farnese, Giulia (1474–1524), Mätresse von Papst Alexander VI.
- Farnese, Guido († 1328), Bischof von Orvieto
- Farnese, Odoardo (1573–1626), italienischer römisch-katholischer Geistlicher, Kardinal und Politiker
- Farnese, Odoardo I. (1612–1646), Herzog von Parma (1622–1646); Herzog von Piacenza
- Farnese, Orazio (1531–1553), Herzog von Castro
- Farnese, Orazio (1636–1656), venezianischer General
- Farnese, Ottavio (1524–1586), Herzog von Parma und Piacenza
- Farnese, Pier Luigi II. (1503–1547), außereheliche Sohn von Alessandro Farnese, dem späteren Papst Paul III. sowie Herzog von Parma, Piacenza und Castro
- Farnese, Ranuccio (1530–1565), italienischer römisch-katholischer Kardinal aus der Familie Farnese
- Farnese, Ranuccio I. (1569–1622), Herzog von Parma und Piacenza
- Farnese, Ranuccio II. (1630–1694), Herzog von Parma und Piacenza (1646–1694)Ranuccio II. Farnese (1630–1694)

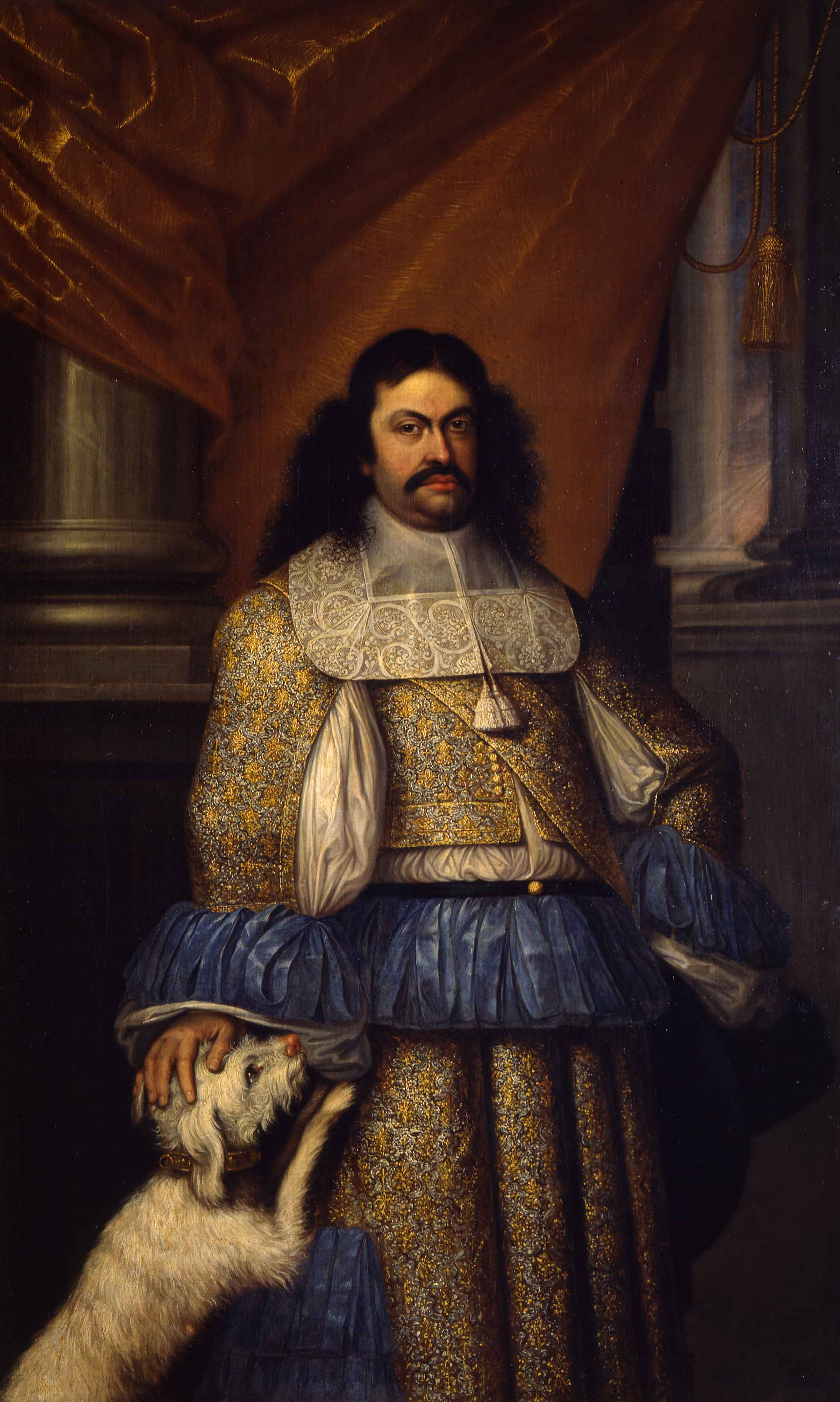
Ranuccio II. Farnese (1630–1694)

- Farnese, Vittoria (1521–1602), Herzogin von Urbino (1548–1574)
- Farneti, Yuri (* 1996), italienischer Squashspieler
- Farnham, Alex (* 1987), US-amerikanischer Schauspieler, Filmschaffender und Webvideoproduzent
- Farnham, Bobby (* 1989), US-amerikanischer Eishockeyspieler
- Farnham, Eliza (1815–1864), US-amerikanische Autorin und Gesellschaftsreformerin
- Farnham, John (* 1949), australischer SängerJohn Farnham (* 1949)

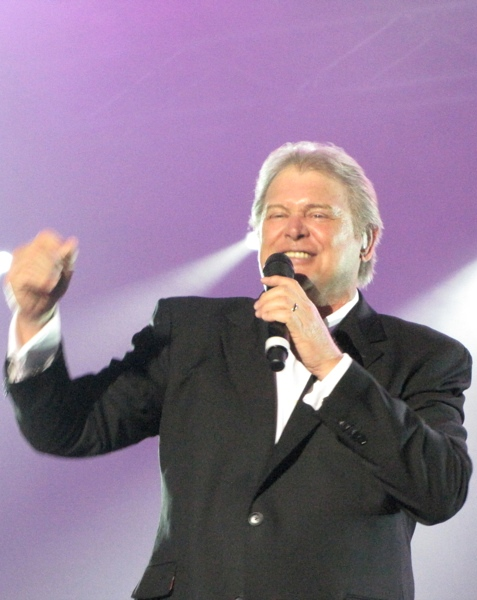
John Farnham (* 1949)

- Farnham, Joseph (1884–1931), US-amerikanischer Drehbuchautor und Zwischentitelschreiber
- Farnham, Lyndon (* 1965), britischer Politiker (Jersey)
- Farnham, Roswell (1827–1903), US-amerikanischer Politiker
- Farnham, Thomas J. (1804–1848), US-amerikanischer Publizist, Politiker und Expeditionsleiter
- Farnijew, Irbek Walentinowitsch (* 1982), russischer Ringer
- Farnik, Thomas (* 1967), österreichischer Sportschütze
- Farningham, Ralph of († 1287), englischer Diplomat, Anwalt und Richter
- Farnleitner, Johann (* 1939), österreichischer Politiker (ÖVP)
- Farnleitner, Katharina (* 1995), österreichische Schauspielerin
- Farnleitner, Markus (* 1993), österreichischer Fußballspieler
- Farnobius († 377), Reiterführer der Greutungen an der unteren Donau
- Farnolle, Fabien (* 1985), französisch-beninischer Fußballtorhüter
- Farnon, Robert (1917–2005), kanadischer Komponist, Dirigent, Arrangeur und Trompeter
- Farnsley, Charles R. (1907–1990), US-amerikanischer Politiker
- Farnsworth, Christopher (* 1971), amerikanischer Autor
- Farnsworth, Daniel D. T. (1819–1892), US-amerikanischer Politiker
- Farnsworth, Elon John (1837–1863), US-amerikanischer Brigadegeneral der Nordstaaten im Bürgerkrieg
- Farnsworth, Joe (* 1968), US-amerikanischer Jazz-Schlagzeuger
- Farnsworth, John F. (1820–1897), US-amerikanischer republikanischer Kongressabgeordneter und Brigadegeneral der Nordstaaten im Amerikanischen Bürgerkrieg
- Farnsworth, Philo (1906–1971), amerikanischer Ingenieur und ErfinderPhilo Farnsworth (1906–1971)

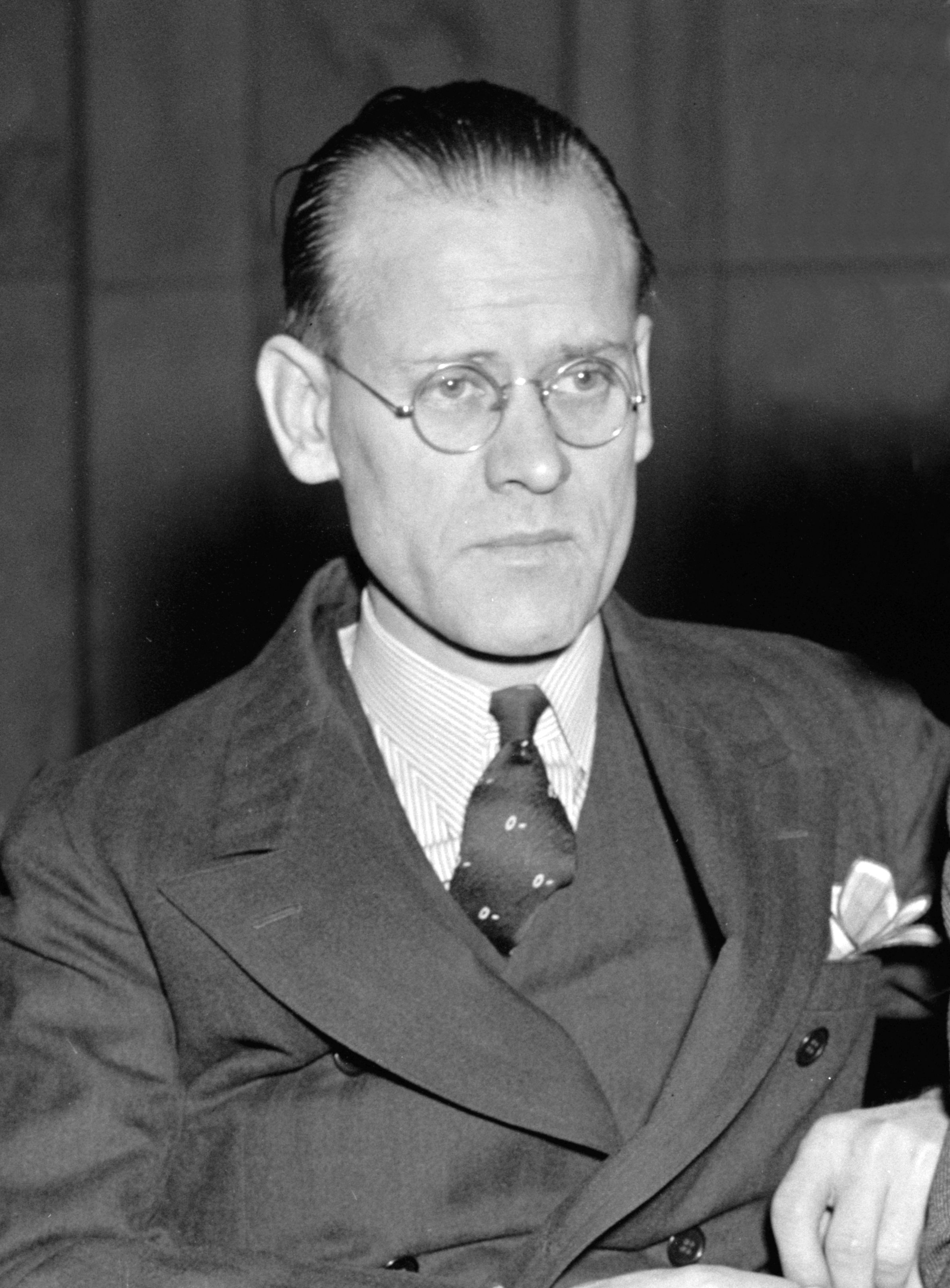
Philo Farnsworth (1906–1971)

- Farnsworth, Richard (1920–2000), US-amerikanischer Schauspieler
- Farnsworth, Walter K. (1870–1929), US-amerikanischer Anwalt, Richter und Politiker
- Farnud, Sherkhan (1961–2018), afghanischer Pokerspieler und Geschäftsmann
- Farnum, Billie S. (1916–1979), US-amerikanischer Politiker
- Farnum, Dustin (1874–1929), US-amerikanischer Film- und Theaterschauspieler
- Farnum, Fay (1888–1977), amerikanische Mathematikerin und Hochschullehrerin
- Farnum, Franklyn (1878–1961), US-amerikanischer Schauspieler und Varietee-Künstler
- Farnum, Ken (1931–2020), barbadischer Radsportler
- Farnum, William (1876–1953), US-amerikanischer Schauspieler
- Farnworth, Chloe (* 1989), britische Schauspielerin
- Farnworth, Judith (* 1966), britische Diplomatin
- Farny, Andreas (* 1992), deutscher Eishockeyspieler
- Farny, Dieter (1934–2013), deutscher Wirtschaftswissenschaftler und Hochschullehrer
- Farny, Emilienne (1938–2014), Schweizer Malerin und Bildhauerin
- Farny, Henry (1847–1916), französisch-amerikanischer Maler und Illustrator der Düsseldorfer und Münchner Schule
- Farny, Oskar (1891–1983), deutscher Offizier, Manager und Politiker (Zentrum, CDU), MdR, MdB
- Farny, Renée (1919–1979), Schweizer Krankenschwester

### Faro
- Faro, Marlene (* 1954), österreichische Journalistin und Schriftstellerin
- Faroald I. († 591), Herzog, dux von Spoleto
- Faroald II. († 728), Herzog, dux von Spoleto
- Farochon, Jean-Baptiste (1812–1871), französischer Medailleur und Bildhauer
- Farocki, Harun (1944–2014), deutscher Filmregisseur, Dokumentarfilmer und Hochschullehrer
- Farokhmanesh, Mohammad (* 1971), deutscher Regisseur und Filmproduzent iranischer Abstammung
- Farole, Abdirahman Mohamed (* 1942), somalischer Präsident von Puntland, Somalia
- Faron, Iweta (* 1999), polnische Paralympionikin
- Faroni, Flávio Pereira (* 1981), brasilianischer Fußballspieler
- Farook, M. O. H. (1937–2012), indischer Politiker
- Farooki, Mostofa Sarwar (* 1973), bangladeschischer Filmregisseur, Produzent und Drehbuchautor
- Faroon, deutscher Rapper
- Farooq, Imran (1960–2010), pakistanischer Politiker, Gründungsmitglied des Muttahida Qaumi Movements
- Farooq, Nilam (* 1989), deutsche Schauspielerin und BloggerinNilam Farooq (* 1989)

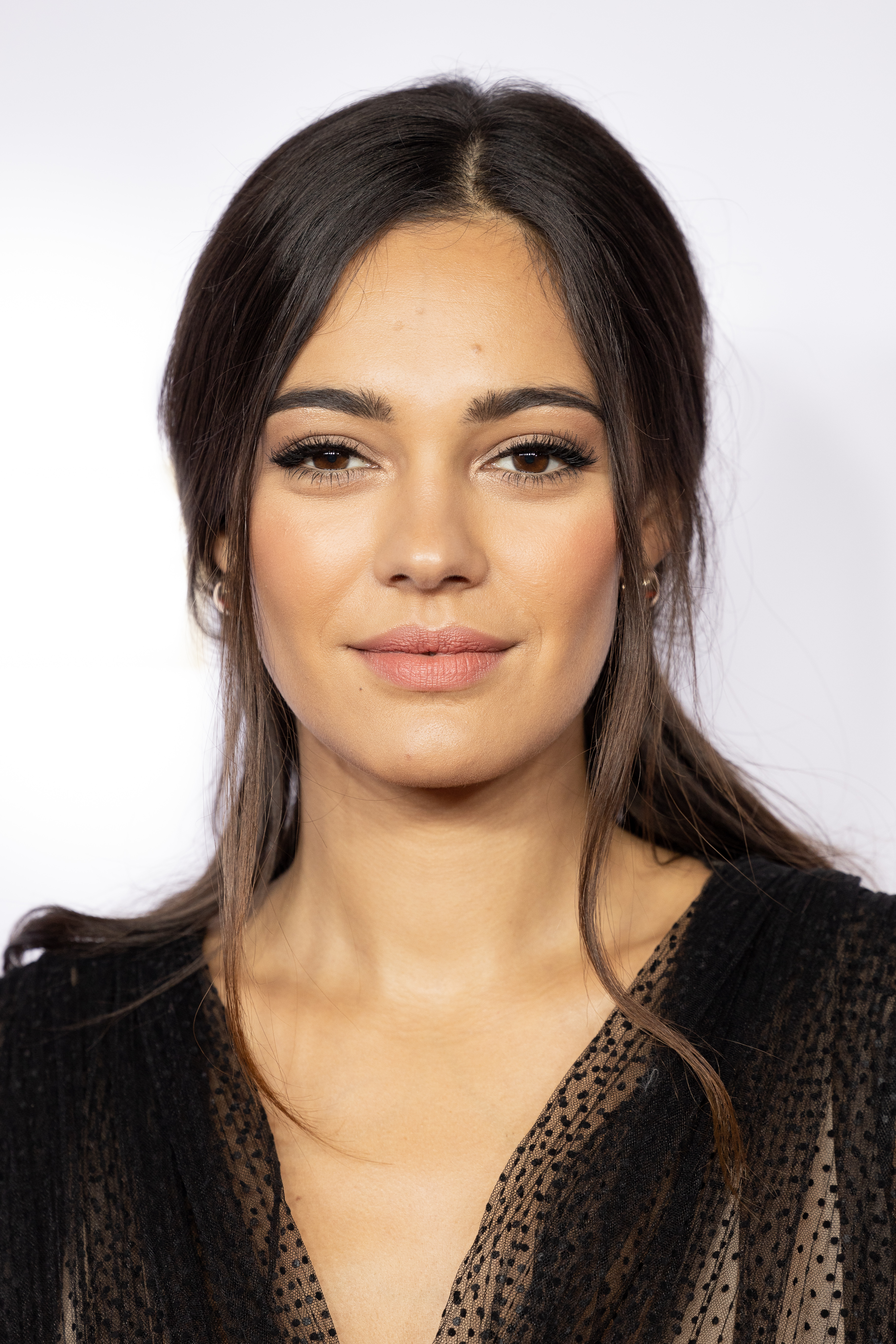
Nilam Farooq (* 1989)

- Farooq, Tariq (* 1954), österreichischer Badmintonspieler und -trainer
- Farooq, Yasmin (* 1965), US-amerikanische Ruderin
- Farooqi, Amjad (1974–2004), pakistanischer Terrorist
- Farooqi, Fazalhaq (* 2000), afghanischer Cricketspieler
- Farooqi, Saleem (* 1940), pakistanischer Radrennfahrer
- Faroppa, Vittorio (1887–1958), italienischer Fußballtorhüter
- Faroqhi, Suraiya (* 1941), deutsche OrientalistinSuraiya Faroqhi (* 1941)

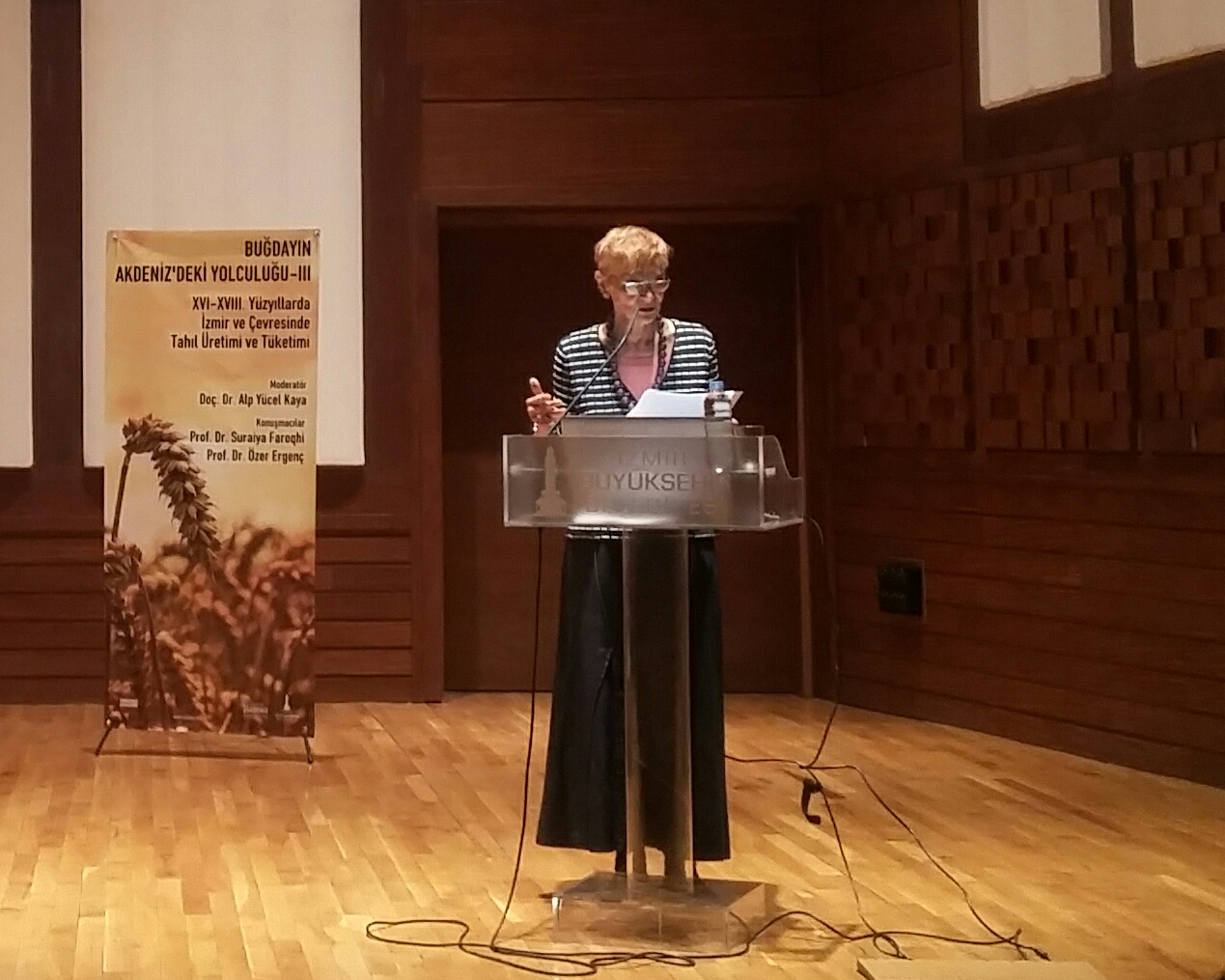
Suraiya Faroqhi (* 1941)

- Farouk Khan († 1871), persischer Botschafter
- Farouk, Amin (* 2003), deutscher Fußballspieler
- Farouk, Giana (* 1994), ägyptische Karateka
- Faroux, Charles (1872–1957), französischer Motorsportfunktionär und mehrfacher Karambolageweltmeister
- Fárová, Anna (1928–2010), französisch-tschechische Kunsthistorikerin und Fotografin

### Farq
- Farquet, Damien (* 1971), Schweizer Skibergsteiger und -langläufer
- Farquhar, Anne (* 1948), britische Speerwerferin
- Farquhar, Anthony J. (1940–2023), nordirischer Geistlicher, römisch-katholischer Weihbischof
- Farquhar, Arthur (1815–1908), britischer Admiral
- Farquhar, George († 1707), irischer Dramatiker
- Farquhar, Graham (* 1947), australischer Biophysiker und Pflanzenphysiologe
- Farquhar, John Hanson (1818–1873), US-amerikanischer Politiker
- Farquhar, John M. (1832–1918), US-amerikanischer Politiker
- Farquhar, Ryan (* 1976), englischer Motorradrennfahrer
- Farquhar, Scott (* 1979), australischer GeschäftsmannScott Farquhar (* 1979)

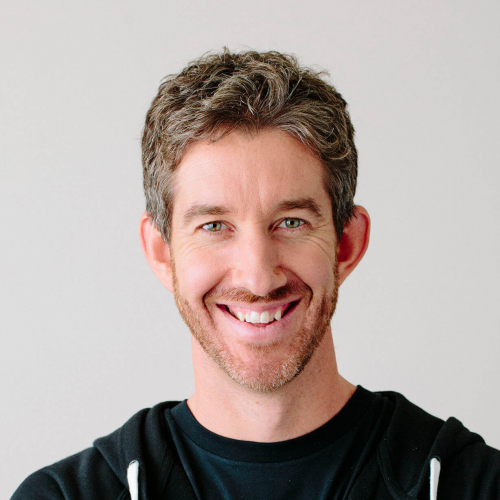
Scott Farquhar (* 1979)

- Farquharson, Arthur Spencer Loat (1871–1942), britischer Klassischer Philologe
- Farquharson, Ashley (* 1999), US-amerikanische Rennrodlerin
- Farquharson, Cali (* 1993), US-amerikanische Fußballspielerin
- Farquharson, David (1839–1907), schottischer Landschaftsmaler
- Farquharson, Henry (1674–1739), schottisch-russischer Mathematiker und Hochschullehrer
- Farquharson, Hugh (1911–1985), kanadischer Eishockeyspieler und -trainer
- Farquharson, Joseph (1846–1935), schottischer Maler
- Farquharson, Kimar (* 2001), jamaikanischer Sprinter
- Farquharson, Margaret Milne (* 1884), schottisch-britische Suffragette und Politikerin
- Farquharson, Tom (* 1992), britischer Tennisspieler

### Farr
- Farr, Arnold L. (* 1965), amerikanischer Philosoph
- Farr, Bruce (* 1949), neuseeländischer Konstrukteur von Regatta- und Fahrtenyachten
- Farr, Craig (* 1984), englischer Fußballspieler
- Farr, Derek (1912–1986), britischer Schauspieler bei Bühne und Film
- Farr, Diane (* 1969), US-amerikanisch-britische Schauspielerin, Buchautorin und Kolumnistin
- Farr, Evarts Worcester (1840–1880), US-amerikanischer Politiker
- Farr, Felicia (* 1932), US-amerikanische Filmschauspielerin
- Farr, Glenn (1946–2023), US-amerikanischer Filmeditor
- Farr, Jamie (* 1934), US-amerikanischer SchauspielerJamie Farr (* 1934)

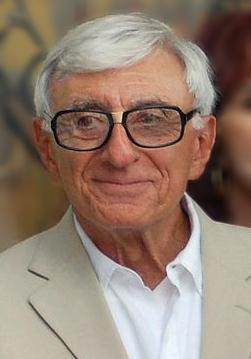
Jamie Farr (* 1934)

- Farr, John R. (1857–1933), US-amerikanischer Politiker
- Farr, Jörg (* 1962), deutscher Politiker (SPD)
- Farr, Judi (1938–2023), australische Schauspielerin
- Farr, Judy, britische Szenenbildnerin
- Farr, Lee (1927–2017), US-amerikanischer Schauspieler
- Farr, Michael (* 1953), britischer Reporter und Tim-und-Struppi-Experte
- Farr, Sam (* 1941), US-amerikanischer Politiker
- Farr, Tommy (1913–1986), britischer Boxer
- Farr, Tyler (* 1984), US-amerikanischer Countrysänger
- Farr, Wilhelm (1833–1907), deutscher Bürgermeister und Mitglied des preußischen Abgeordnetenhauses
- Farr, William (1807–1883), britischer Mediziner, Statistiker und Epidemiologe
- Farra, John (* 1970), US-amerikanischer Skilangläufer
- Farragut, David Glasgow (1801–1870), US-amerikanischer Marineoffizier
- Farrakhan, Louis (* 1933), amerikanischer Führer der Bewegung Nation of IslamLouis Farrakhan (* 1933)

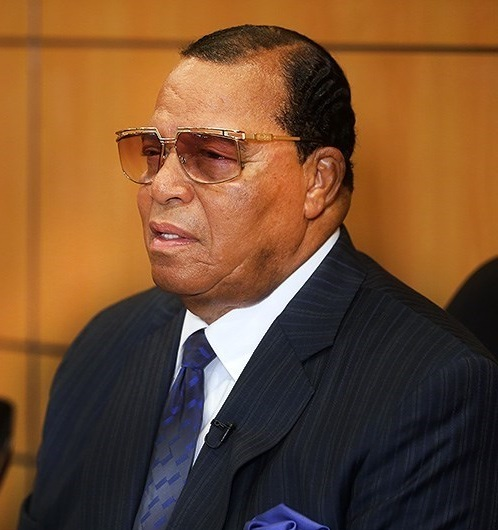
Louis Farrakhan (* 1933)

- Farran, Roy (1921–2006), britisch-kanadischer Soldat, Politiker, Autor und Journalist
- Farrand, Beatrix (1872–1959), US-amerikanische Landschaftsarchitektin
- Farrant, Daniel, englischer Komponist und Musikinstrumentenbauer
- Farrant, Francis (1803–1868), britischer Botschafter
- Farrant, Jill (* 1960), südafrikanische Pflanzenphysiologin
- Farrant, Kim (* 1975), australische Regisseurin, Drehbuchautorin und Filmproduzentin
- Farrant, Otto (* 1996), britischer Film- und Theaterschauspieler, Synchronsprecher und Sänger
- Farrar, Adam (* 1971), US-amerikanischer Schauspieler
- Farrar, Adam Storey (1826–1905), britischer Geistlicher der Church of England und Historiker
- Farrar, Amparito, US-amerikanische Opernsängerin (Sopran)
- Farrar, David (1908–1995), britischer Film- und Theaterschauspieler
- Farrar, Ernest (1885–1918), englischer Komponist und Organist
- Farrar, Frank L. (1929–2021), US-amerikanischer Politiker
- Farrar, Geraldine (1882–1967), US-amerikanische Opernsängerin (Sopran) und FilmschauspielerinGeraldine Farrar (1882–1967)

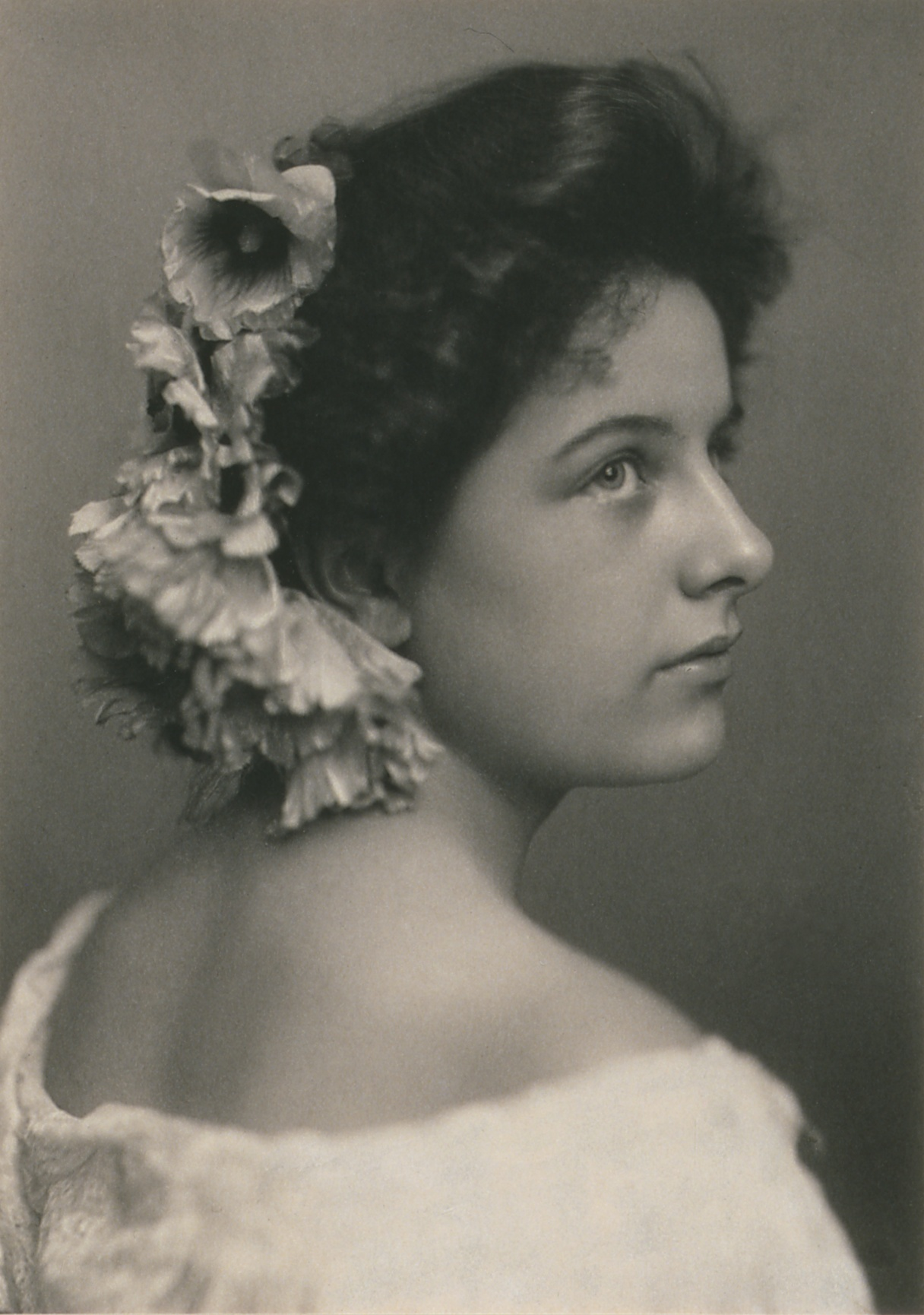
Geraldine Farrar (1882–1967)

- Farrar, Glennys R. (* 1946), US-amerikanische Physikerin
- Farrar, Jay (* 1966), US-amerikanischer Songwriter
- Farrar, John (1779–1853), US-amerikanischer Physiker und Mathematiker
- Farrar, John (* 1946), australischer Komponist, Musikproduzent, Musiker, Songschreiber und Gitarrist
- Farrar, Luke (* 1996), britischer Rennrodler
- Farrar, Scott (* 1950), US-amerikanischer Spezialist für Visuelle Effekte
- Farrar, Sid (1859–1935), US-amerikanischer Baseballspieler
- Farrar, Tyler (* 1984), US-amerikanischer Radrennfahrer
- Farrar-Hockley, Anthony (1924–2006), britischer General
- Farré i Mallofré, Miquel (1936–2021), katalanischer klassischer Pianist und Schachspieler
- Farre, Jean Joseph (1816–1887), französischer General
- Farré, Mariella (* 1963), Schweizer Sängerin
- Farré, Maurici (* 1961), spanischer Theaterregisseur
- Farré, Thérèse-Dominique (1830–1894), französische Nonne und Ordensgründerin
- Farrell, Alan (* 1977), irischer Politiker (Fine Gael)
- Farrell, Angela (* 1952), irische Schlagersängerin
- Farrell, Bobby (1949–2010), niederländischer Popsänger und Tänzer
- Farrell, Brian (* 1944), irischer Ordensgeistlicher und Kurienbischof der römisch-katholischen Kirche
- Farrell, Charles (1901–1990), US-amerikanischer Schauspieler
- Farrell, Colin (* 1976), irischer SchauspielerColin Farrell (* 1976)

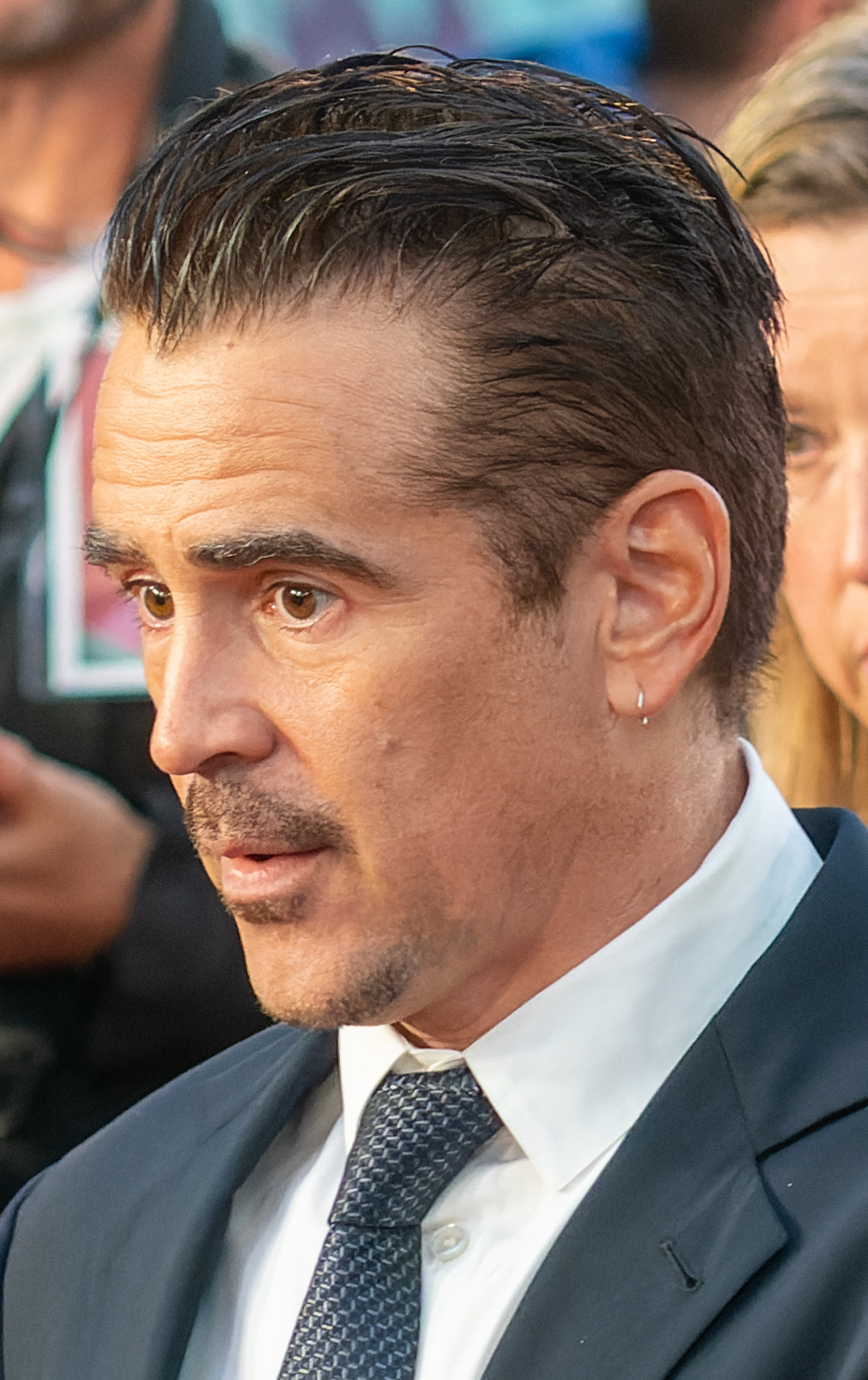
Colin Farrell (* 1976)

- Farrell, Damien (* 1984), antiguanischer Fußballspieler
- Farrell, Dave (* 1977), US-amerikanischer Musiker
- Farrell, David (* 1960), irischer Politikwissenschaftler
- Farrell, Dermot Pius (* 1954), irischer Geistlicher, römisch-katholischer Erzbischof von Dublin
- Farrell, Edelmiro Julián (1887–1980), argentinischer Politiker
- Farrell, Eileen (1920–2002), US-amerikanische Opernsängerin (Sopran)
- Farrell, F. Thomas (* 1941), US-amerikanischer Mathematiker
- Farrell, Francis William (1900–1981), US-amerikanischer Offizier, Generalleutnant der United States Army
- Farrell, Franklin (1908–2003), US-amerikanischer Eishockeytorwart
- Farrell, Frida (* 1979), schwedische Schauspielerin, Filmproduzentin und ModelFrida Farrell (* 1979)

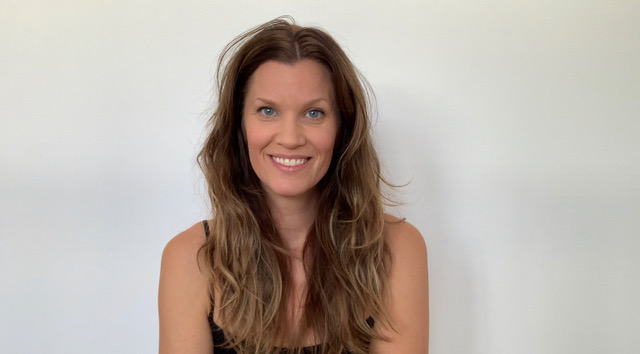
Frida Farrell (* 1979)

- Farrell, Gia (* 1989), US-amerikanische Popsängerin
- Farrell, Glenda (1904–1971), US-amerikanische Schauspielerin
- Farrell, Helios († 2014), mexikanischer Tischtennisspieler und -funktionär
- Farrell, Henry (* 1970), irischer Politikwissenschaftler
- Farrell, James Gordon (1935–1979), irisch-britischer Schriftsteller
- Farrell, James T. (1904–1979), amerikanischer Schriftsteller
- Farrell, Jeff (* 1937), US-amerikanischer Schwimmer
- Farrell, Joe, australischer Spezialeffektkünstler
- Farrell, Joe (1937–1986), US-amerikanischer Jazzmusiker (Tenor- und Sopransaxophon, Flöte)
- Farrell, John (1820–1873), kanadischer römisch-katholischer Geistlicher, Bischof von Hamilton in Ontario
- Farrell, John (1906–1994), US-amerikanischer Eisschnellläufer
- Farrell, Joseph Anthony (* 1955), US-amerikanischer Klassischer Philologe
- Farrell, Kevin (* 1947), irisch-amerikanischer Geistlicher und Kurienkardinal der römisch-katholischen Kirche
- Farrell, Killian (* 1994), irischer Dirigent
- Farrell, Lyon (* 1998), US-amerikanischer Snowboarder
- Farrell, Madison (* 1996), US-amerikanische Volleyballspielerin
- Farrell, Mairéad (1957–1988), nordirisches Mitglied der IRA
- Farrell, Mairéad (* 1990), irische Politikerin (Sinn Féin)
- Farrell, Margaux (* 1990), französische Schwimmerin
- Farrell, Mark (1953–2018), britischer Tennisspieler
- Farrell, Megan (* 1992), kanadische Snowboarderin
- Farrell, Mike (* 1933), britischer Mittelstreckenläufer
- Farrell, Mike (* 1939), US-amerikanischer Schauspieler und ProduzentMike Farrell (* 1939)

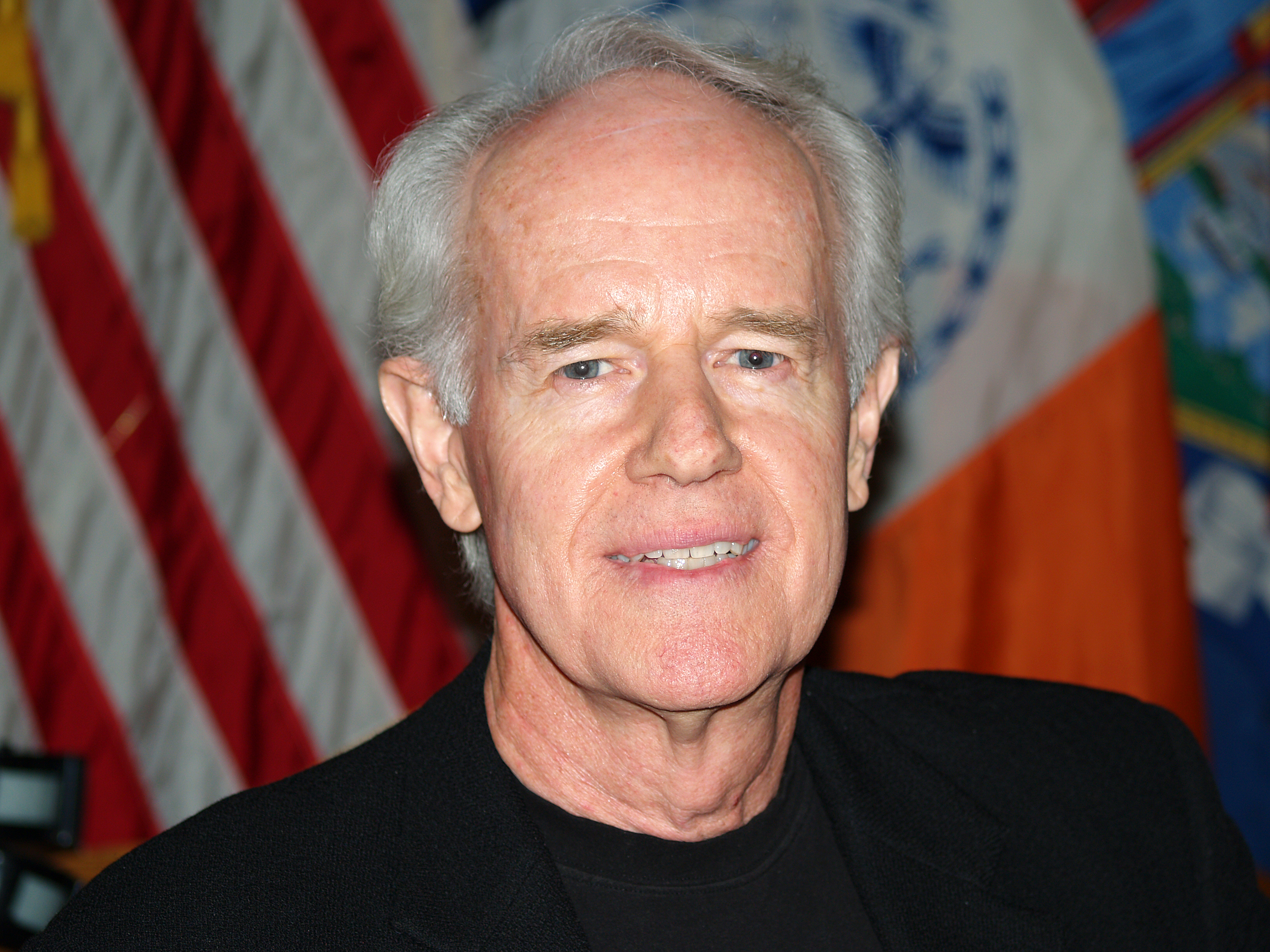
Mike Farrell (* 1939)

- Farrell, Mike (* 1978), US-amerikanischer Eishockeyspieler
- Farrell, Niall (* 1987), britischer Pokerspieler
- Farrell, Niall (* 1997), britischer Boxer im Fliegengewicht
- Farrell, Nicholas (* 1955), britischer Film- und Fernsehschauspieler
- Farrell, Owen (* 1991), englischer Rugbyspieler
- Farrell, Pat (* 1977), Schweizer House/Electro-DJ, Produzent und Veranstalter
- Farrell, Paul (1893–1975), irischer Filmschauspieler
- Farrell, Perry (* 1959), US-amerikanischer Rockmusiker
- Farrell, Robert S († 1947), US-amerikanischer Politiker
- Farrell, Sharon (1940–2023), US-amerikanische Schauspielerin
- Farrell, Stephen (* 1965), britischer Radrennfahrer
- Farrell, Suzanne (* 1945), US-amerikanische Ballerina
- Farrell, Terry (* 1938), britischer Architekt
- Farrell, Terry (* 1963), US-amerikanische Schauspielerin und ehemaliges FotomodellTerry Farrell (* 1963)

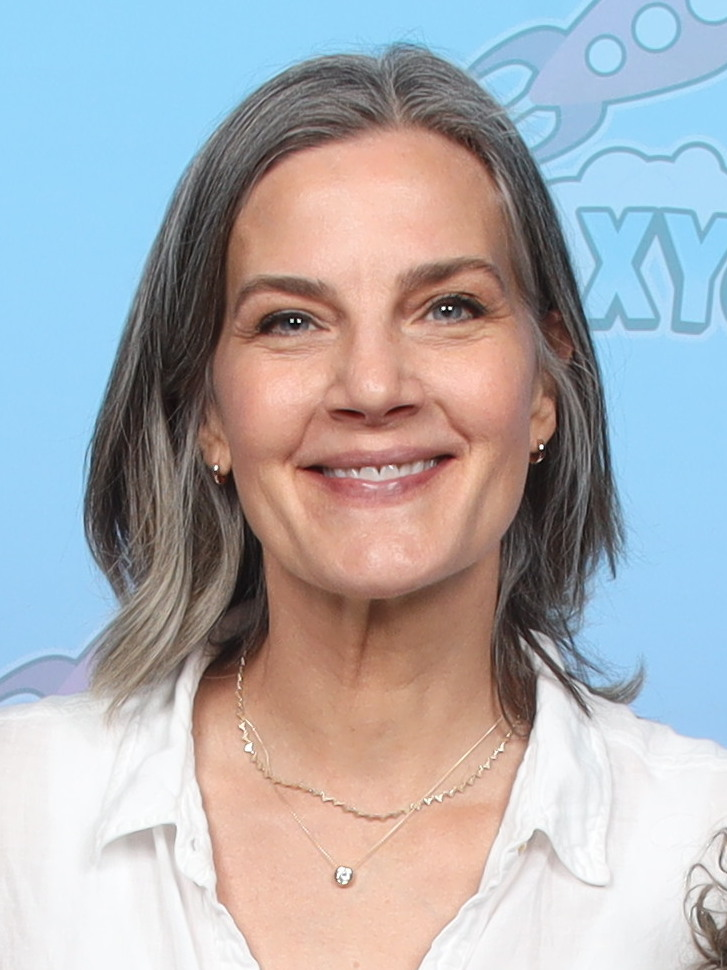
Terry Farrell (* 1963)

- Farrell, Theo (* 1967), britischer Militärhistoriker und Politikwissenschaftler
- Farrell, Thomas (1827–1900), irischer Bildhauer
- Farrell, Tom (* 1932), britischer Hürden- und Mittelstreckenläufer
- Farrell, Tom (* 1944), US-amerikanischer Mittelstreckenläufer
- Farrell, Warren (* 1943), US-amerikanischer Autor und Bürgerrechtler
- Farrell, Wes (1939–1996), US-amerikanischer Musiker, Songwriter und Musikproduzent
- Farrell, Yvonne (* 1951), irische Architektin und Hochschullehrerin
- Farrelly, Aidan, irischer Politiker
- Farrelly, Alexander A. (1923–2002), US-amerikanischer Politiker
- Farrelly, Bobby (* 1958), US-amerikanischer Regisseur, Produzent und Drehbuchautor
- Farrelly, Denis (1912–1974), irischer Politiker (Fine Gael)
- Farrelly, Frank (1931–2013), US-amerikanischer Psychologe
- Farrelly, John (* 1954), irischer Politiker
- Farrelly, John Patrick (1856–1921), US-amerikanischer Geistlicher, römisch-katholischer Bischof von Cleveland
- Farrelly, John Wilson (1809–1860), US-amerikanischer Politiker
- Farrelly, Patrick (1770–1826), US-amerikanischer Politiker
- Farrelly, Peter (* 1956), US-amerikanischer Regisseur, Produzent und Drehbuchautor
- Farrelly, Sinead (* 1989), US-amerikanische Fußballspielerin
- Farren, Eamon (* 1985), australischer Film- und Theaterschauspieler
- Farren, Elizabeth († 1829), irische Schauspielerin
- Farren, Mick (1943–2013), britischer Journalist, Autor und Sänger
- Farren-Price, Ronald (* 1930), australischer Pianist
- Farrenc, Louise (1804–1875), französische Komponistin, Pianistin und MusikwissenschaftlerinLouise Farrenc (1804–1875)

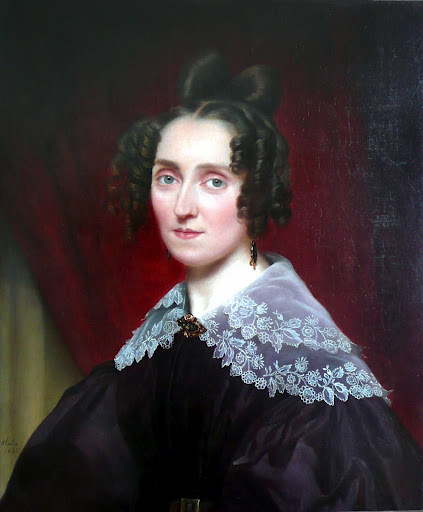
Louise Farrenc (1804–1875)

- Farreng, Laurence (* 1966), französische Politikerin (MoDem), MdEP
- Farrenkopf, Michael (* 1966), deutscher Historiker
- Farrenkopf, Witmar (1906–1945), deutscher römisch-katholischer Geistlicher, Ordensmann, Missionar und Märtyrer
- Farrent, Karl (* 1963), britischer Jazztrompeter
- Farrer, Austin (1904–1968), englischer Theologe und Philosoph
- Farrer, Henry (1844–1903), amerikanischer Künstler
- Farrer, Reginald (1880–1920), englischer Schriftsteller, Maler und Pflanzensammler
- Farrer, Thomas Charles (1838–1891), englischer Maler und Mallehrer
- Farrer, William (1845–1906), australischer Agrarwissenschaftler und Weizenzüchter
- Farrera, Gustavo (* 1954), venezolanischer Sänger
- Farrère, Claude (1876–1957), französischer Autor
- Farres Martins, Oliver Albert (* 1943), mexikanischer Botschafter
- Farridnejad, Shervin, iranischer Iranist
- Farrier, David (* 1982), neuseeländischer Journalist, Regisseur und Schauspieler
- Farrington, Amy (* 1966), US-amerikanische Schauspielerin und Model
- Farrington, Benjamin (1891–1974), irischer Klassischer Philologe und Wissenschaftshistoriker
- Farrington, David P. (1944–2024), britischer Psychologe und Kriminologe
- Farrington, Elizabeth P. (1898–1984), US-amerikanische Politikerin
- Farrington, James (1791–1859), US-amerikanischer Politiker
- Farrington, John (1942–2025), australischer Marathonläufer
- Farrington, Joseph Rider (1897–1954), US-amerikanischer Politiker
- Farrington, Josephine (1940–2018), britische Politikerin
- Farrington, Kaitlyn (* 1989), US-amerikanische Snowboarderin
- Farrington, Kent (* 1980), US-amerikanischer SpringreiterKent Farrington (* 1980)

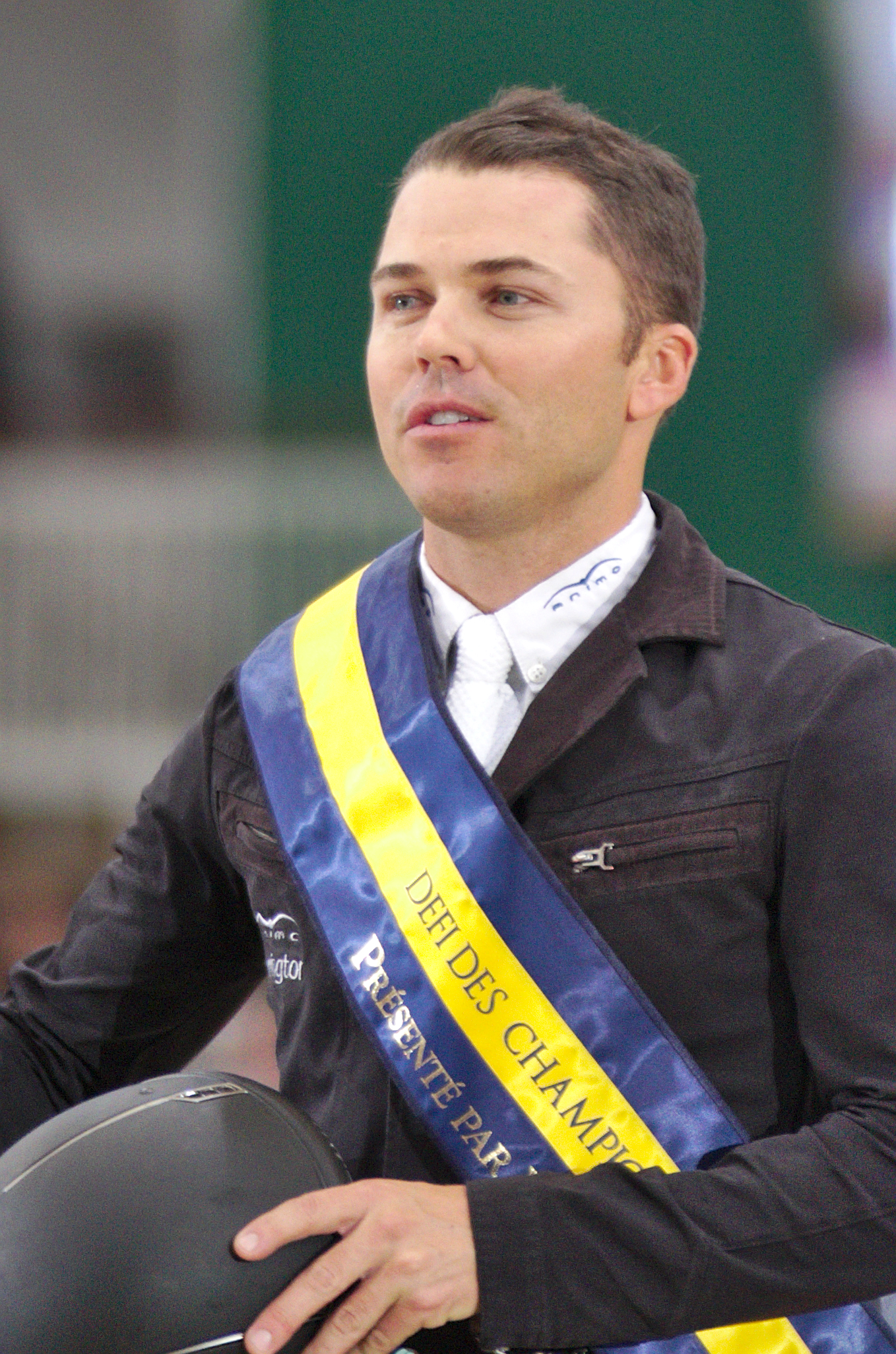
Kent Farrington (* 1980)

- Farrington, Mark (* 1965), englischer Fußballspieler
- Farrington, Sloane (1923–1997), bahamaischer Segler
- Farrington, Thomas (1798–1872), US-amerikanischer Jurist und Politiker
- Farrington, Wallace Rider (1871–1933), US-amerikanischer Politiker
- Farris, Christine King (1927–2023), afroamerikanische Lehrerin, Menschenrechtsaktivistin und Buchautorin
- Farris, Jack B. (1935–2019), US-amerikanischer Offizier, Generalleutnant der US Army
- Farris, Joshua (* 1995), US-amerikanischer Eiskunstläufer
- Farris, Ralph W. (1886–1968), US-amerikanischer Anwalt und Politiker
- Farris, Sara R., Soziologin und Hochschullehrerin
- Farris, Wallace W. Jr., US-amerikanischer Offizier, Generalmajor der US Air Force
- Farrochsad, Fereydun (1938–1992), iranischer SängerFereydun Farrochsad (1938–1992)

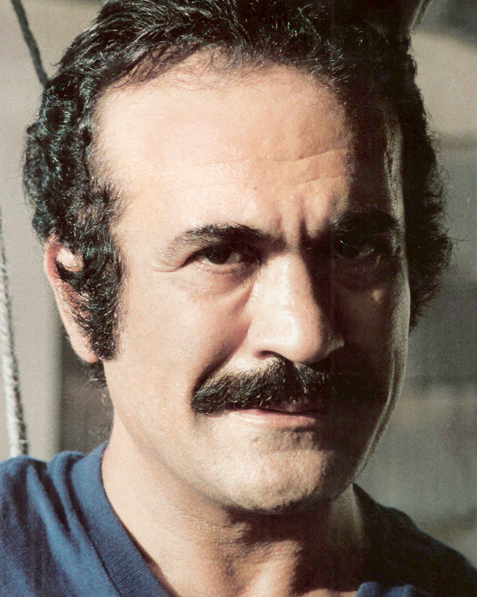
Fereydun Farrochsad (1938–1992)

- Farrochzad, Forugh (1935–1967), iranische Dichterin, Produzentin und Filmregisseurin
- Farrokh, Mehdi (1886–1973), iranischer Diplomat und Politiker
- Farrokhzad, Schahrzad (* 1971), Erziehungswissenschaftlerin
- Farron, Tim (* 1970), britischer Politiker
- Farrona Pulido, Manuel (* 1993), deutscher Fußballspieler
- Farroukh, Toufic (* 1958), libanesischer Jazzmusiker und Komponist
- Farrow, Cee (1956–1993), deutscher Popsänger in den USA
- Farrow, Ernie (1928–1969), US-amerikanischer Jazzmusiker
- Farrow, James (1827–1892), US-amerikanischer Jurist und Politiker
- Farrow, John (1904–1963), australischer Drehbuchautor und Regisseur
- Farrow, John (* 1982), australischer Skeletonsportler
- Farrow, Margaret (1934–2022), US-amerikanische Politikerin
- Farrow, Mia (* 1945), US-amerikanische SchauspielerinMia Farrow (* 1945)

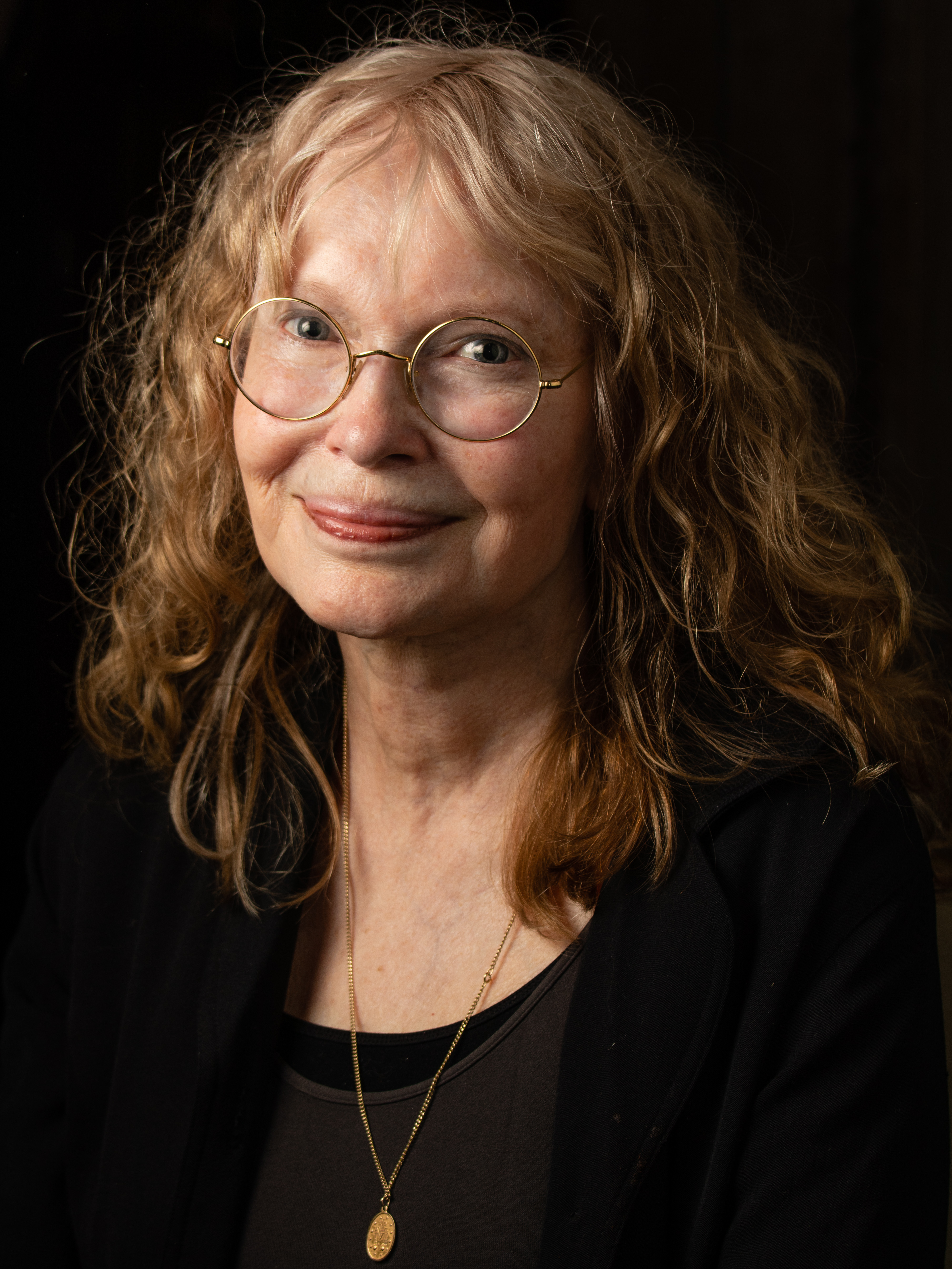
Mia Farrow (* 1945)

- Farrow, Ronan (* 1987), US-amerikanischer Jurist, Journalist, Buchautor und Politikberater
- Farrow, Samuel (1759–1824), US-amerikanischer Politiker
- Farrow, Stephanie (* 1949), US-amerikanische Schauspielerin
- Farrow, Tisa (1951–2024), US-amerikanische Schauspielerin
- Farrow, Yta (* 1970), französische (Techno-)Sängerin
- Farruch Hormizd († 631), persischer General, Prinz von Atropatene
- Farruchi Sistani, persischer Lyriker
- Farruco, El (1936–1997), spanischer Flamenco-Tänzer
- Farrugia Sacco, Lino (1949–2021), maltesischer Sportfunktionär und Jurist
- Farrugia, Angelo (* 1955), maltesischer Politiker
- Farrugia, Gonzalo († 2009), uruguayischer Schlagzeuger
- Farrugia, Jean Paul (* 1992), maltesischer Fußballspieler
- Farrugia, Jimmy (1922–2006), maltesischer Politiker, Parlamentssprecher Maltas
- Farrugia, Joseph (* 1955), maltesischer Radrennfahrer
- Farrugia, Leonard (* 1956), maltesischer Fußballspieler
- Farrugia, Maria (* 2001), maltesische Fußballspielerin
- Farrugia, Martin (* 1958), maltesischer Badmintonspieler
- Farrugia, Nicky (* 1960), maltesischer Freiwasserschwimmer und Triathlet
- Farrugia, Paolo Rosario (1836–1907), maltesischer römisch-katholischer Geistlicher und Weihbischof im Bistum Malta
- Farrugia, Stefania (* 1991), maltesische Fußballspielerin
- Farrukh Siyar (1683–1719), Großmogul von Indien
- Farruko (* 1991), puerto-ricanischer Reggaeton-MusikerFarruko (* 1991)

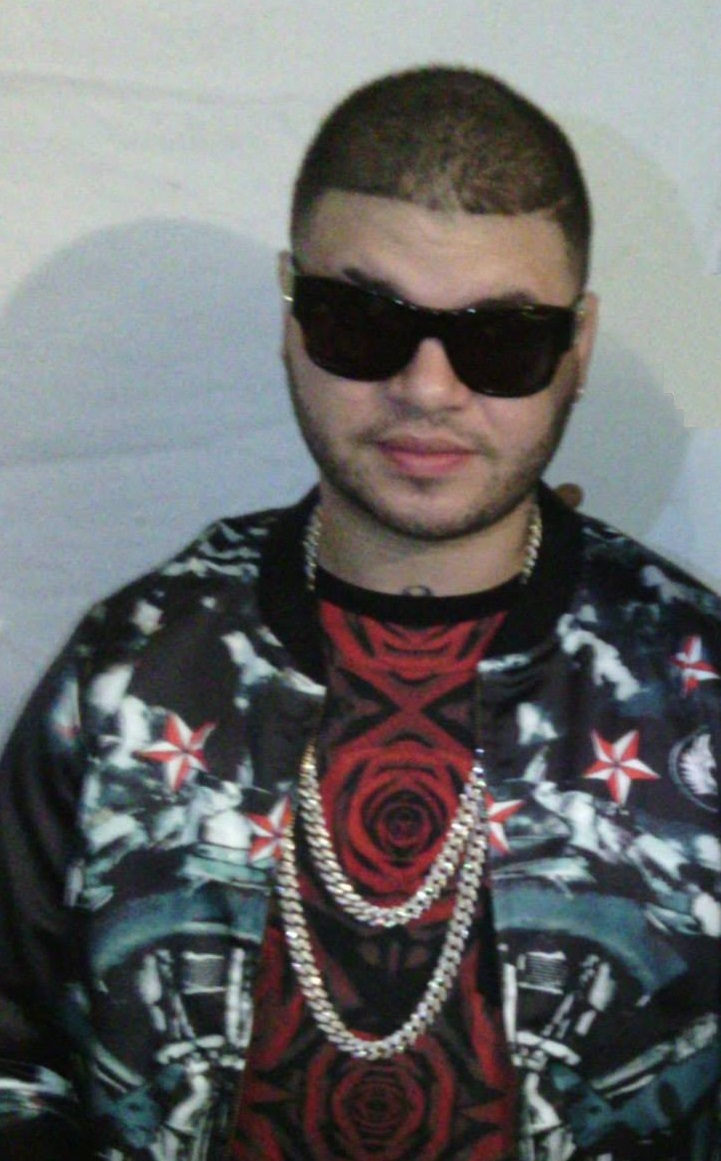
Farruko (* 1991)

- Farruquito (* 1982), spanischer Flamenco-Tänzer

### Fars
- Farsaie, Fahimeh (* 1952), iranisch-deutsche Autorin, Journalistin und Menschenrechtlerin
- Farsari, Adolfo (1841–1898), italienischer Fotograf
- Farschon, Rudolf (* 1921), deutscher Fußballspieler
- Farshad, Mazda (* 1982), Schweizer Mediziner (Orthopäde)
- Farshchian, Mahmoud (1930–2025), iranischer Maler und MiniaturmalerMahmoud Farshchian (1930–2025)

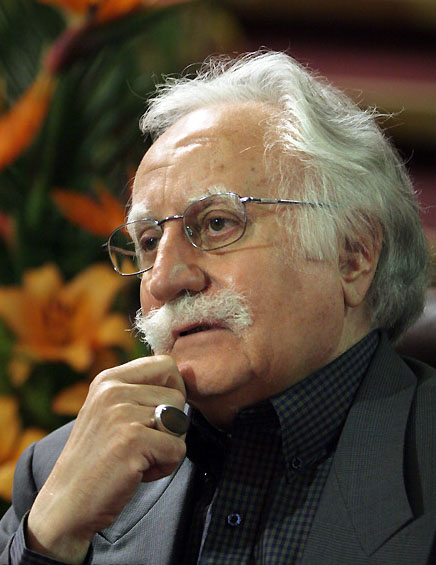
Mahmoud Farshchian (1930–2025)

- Farshtej, Jakob (1919–1994), israelischer Terrorist
- Farsi, Husain Mohsin al (* 2003), omanischer Leichtathlet
- Farsi, Sepideh (* 1965), iranische Regisseurin
- Farský, Karel (1880–1927), tschechischer römisch-katholischer Priester
- Farstad, Chris (* 1969), kanadischer Bobfahrer
- Farstad, Sverre (1920–1978), norwegischer Eisschnellläufer

### Fart
- Fart, Johann († 1491), Benediktinerabt in Laach
- Fartek, Franz (* 1966), österreichischer Politiker (ÖVP), Abgeordneter zum Landtag Steiermark
- Farthing, Jack (* 1985), britischer Schauspieler
- Farthmann, Friedhelm (1930–2024), deutscher Politiker (SPD), MdL, MdB
- Farthofer, Erich (* 1951), österreichischer Politiker (SPÖ), Landtagsabgeordneter, Mitglied des Bundesrates, MdEP
- Farthofer, Lisa (* 1991), österreichische Ruderin
- Fartmann, Thomas (* 1968), deutscher Geograph und Landschaftsökologe
- Fartouni, Malak (* 2003), algerische Sprinterin
- Fartum, Marius (* 1991), norwegischer Badmintonspieler
- Fartunow, Petar (* 1989), bulgarischer Skispringer

### Faru
- Faruffini, Federico (1831–1869), italienischer Maler und Kupferstecher
- Farugia, Lena (1951–2019), US-amerikanische Schauspielerin
- Faruki, Kemal (1906–1988), türkischer Fußballspieler
- Faruq (1920–1965), ägyptischer König (1936–1952)Faruq (1920–1965)

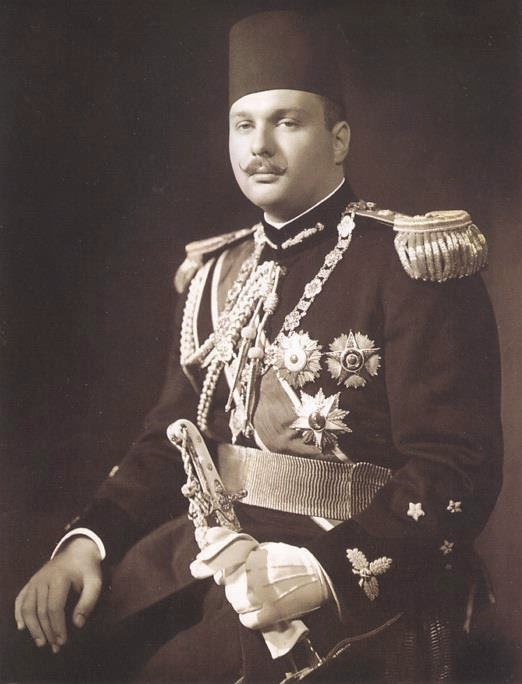
Faruq (1920–1965)

- Faruqi, Ismail al- (1921–1986), Islamwissenschaftler und Vergleichender Religionswissenschafter
- Farussi, Giovanna Maria (1708–1776), Schauspielerin und Mutter von Giacomo Casanova

### Farw
- Farwell, Arthur (1872–1952), US-amerikanischer Komponist
- Farwell, Charles B. (1823–1903), US-amerikanischer Politiker (Republikanische Partei)
- Farwell, Jonathan (* 1932), US-amerikanischer Filmschauspieler
- Farwell, Leonard J. (1819–1889), US-amerikanischer Politiker
- Farwell, Nathan A. (1812–1893), US-amerikanischer Politiker (Republikanische Partei)
- Farwell, Sewall S. (1834–1909), US-amerikanischer Politiker
- Farwick, Dieter (* 1940), deutscher Offizier und Publizist
- Farwick, Wilhelm (1863–1941), deutscher Politiker (Zentrum), Jurist
- Farwig, Billy (* 1957), bolivianischer Skirennläufer
- Farwig, Nina (* 1977), deutsche Biologin und Professorin für Naturschutz
- Farwig, René (* 1935), bolivianischer alpiner Skiläufer

### Fary
- Fáry, István (1922–1984), ungarisch-amerikanischer Mathematiker
- Fary, John G. (1911–1984), US-amerikanischer Politiker
- Faryar, Cyrus (* 1936), US-amerikanischer Folkmusiker, Songwriter und Musikproduzent
- Faryar, Massum (* 1959), afghanischer deutschsprachiger Autor und Übersetzer
- Farynuk, Brad (* 1982), kanadischer Eishockeyspieler

### Farz
- Farzan, Taies (* 1974), türkisch-deutsch-iranische Schauspielerin, Filmregisseurin und Produzentin
- Farzanegan, Amir Hossein (* 1924), iranischer Diplomat
- Farzin, Sina (* 1976), deutsche Soziologin